# 名探偵コナン (アニメ)
『名探偵コナン』（めいたんていコナン、英: Detective Conan）は、青山剛昌の推理漫画『名探偵コナン』を原作としたアニメ作品。

## 概要
1996年1月8日より、読売テレビと東京ムービー（現・トムス・エンタテインメント）の制作で、読売テレビ・日本テレビ系列にて放送開始。日本テレビ系列において、全国同時ネット放送の30分レギュラーアニメ番組としては最長寿作品である。トムス制作のテレビシリーズでは『それいけ!アンパンマン』に続いて放送が25年を突破した。また、2024年現在では在阪テレビ局制作のアニメとしても最長寿作品となっている。
放送枠は2007年9月3日までは月曜19時台後半枠であったが、2007年10月15日から12月3日まで「秋のミステリースペシャル」で1時間枠に拡大された後、再び2008年1月14日から9月8日までの間、月曜19時台後半枠へ戻った。その後、2008年10月20日から2009年3月16日までの半年間の月曜19時台前半枠への移動を経て、2009年4月4日以降は土曜18時台前半枠となっている。
2011年、第5回声優アワードでシナジー賞を受賞。

## 制作
読売テレビの番組企画・初代プロデューサー→チーフプロデューサーの諏訪道彦によると、小学館の編集部には連載開始後の第5、6話くらいのタイミングで「アニメ化したい」という話をしていたが、当時は放送枠が空いていなかった。その後、1995年2、3月頃に同じく諏訪がプロデューサーを担当していた『魔法騎士レイアース』の後続番組として夜7時半枠で放送できるという動きになり、企画が本格始動する。以前からミステリー好きと聞いていたこだま兼嗣に監督を依頼し、こだま、諏訪、同じく東京ムービーの番組初代プロデューサー→チーフプロデューサーだった吉岡昌仁の3名で、放送開始までの8か月間にあらゆることを話し合った。
生活リズムとして定着している『サザエさん』のような安心感を『コナン』にも生み出したいと考えた3名は、視聴者を番組の最後まで飽きさせず、どこから観ても『コナン』と分かる、「尻尾まであんこのたい焼き」のようなフォーマットを徹底的に作り込んでいった。この結果、OPのナレーションやEDのダイジェスト映像、「Next Conan's HINT」とそのあとのキャストの掛け合いなど独自の仕掛けが多く生み出され、「ごちそうさまでしたと完食してもらえる作品」が完成した。諏訪はこれらの骨格について、「こだま監督がとても熱心に作品に向き合ってくれたことで生まれたもの」と話している。
また、実写作品に引けを取らない本格的なドラマ作りを目指していたため、音楽の方向性としても『太陽にほえろ!』のようなサスペンスドラマタッチなものを当初から検討していた。その後、音楽プロデューサーが同ドラマの音楽担当である大野克夫に直接依頼して快諾してもらえたため、本作の劇伴担当に決定した。なお、大野へは「アニメの音楽を作って」ではなく「『コナン』というミステリードラマを作りたいので、大人も楽しめる部分も際立たせて」という形で楽曲制作を依頼している。

### 作風
過去に放送したエピソードを年に数回「デジタルリマスター特別版」と題して事実上の再放送を行っている。諏訪は「土6（ドロク）の枠は基本的に新作を放送するが、放送開始（中略）の時代に見ていない人のためにも、年に数本懐かしくも優れた名作をお届けしていく」と述べている。
初登場もしくは前回の登場から間が空いたキャラクターや単発のゲストキャラクターの場合、「半透明の座布団に白抜きでふりがなが振られた名前テロップ」を挿入している。これは原作においての名前表記を踏襲したもので、配置は上部に名前と年齢で下に小さく職業が表記されているが、放送開始後からしばらくの間は職業が名前よりも上に来ていたり、テロップの大小・座布団の有無・フォントが回によっては違いが生じるなど、安定していなかった。

#### 原作エピソードのアニメ化
放送開始当初は原作漫画での3話 - 4話相当のエピソードは1話完結形式、5 - 6話の長編エピソードにおいても前後編という構成がほとんどであった。その後、事件の複雑化や内容をより重厚にするため、原作漫画での3話 - 4話相当のエピソードは前後編、5話を超える長編エピソードは3話以上の構成にされる形式となった。前者の構成時においては尺の都合で原作のシーンの一部が削除ないし変更されることが多かったが、話数が増えてからの構成においてはほぼ原作通りの展開となっている他、補遺として一部シーンに演出や台詞が追加される場合もある。また、基本的に脚本は置かず、絵コンテ担当者が構成を兼任することが多い。
各回のネーミングは、2話連続の場合は「前編」「後編」とすることが多いが、それぞれにまったく別のタイトルをつけることもある。3話以上連続の場合は、「事件編」「疑惑編」または「推理編」「解決編」など、各回別々のサブタイトルが付けられることが多かったが、2016年3月5日放送の第811話「県警の黒い闇（中編）」で、シリーズ初の「中編」というサブタイトルが付けられた。また、2020年1月4日から1月25日まで4週にわたって放送された「大怪獣ゴメラVS仮面ヤイバー」では、「序破急結」という雅楽に由来する変則的なサブタイトルが用いられた。アニメ化されるエピソードの順番は原作と多少異なり、更にDVD収録時にはテレビ放送時とは順番が異なる場合もある。アニメ化するまでの間隔が長かったり、単行本化前の事件が放送されることもある。他にも、その年の劇場公開の内容や社会的出来事による影響で、本来はその月に放映される予定だった原作エピソードが数ヶ月後または翌年放送に回ったり、本来は後で放映される予定の原作エピソードが前倒しで放送されるケースがある。
放送開始当初、ストーリーの核心である「黒ずくめの組織」が絡む話については結末の改変が見受けられた。また、同じく放送開始当初は少年探偵団を原作での出番が無かった話にも登場させる改変が見受けられたが、やがて無理に登場させることはなくなった。
原作のパラレルワールドに当たる『名探偵コナン 特別編』からは、第86話の「誘拐現場特定事件」と第113話「白い砂浜殺人事件」の2エピソードのみがアニメ化されている。
2021年12月4日から2023年3月11日まで『警察学校編』が不定期でアニメ化された。

#### アニメオリジナルエピソード
漫画の連載開始から間もない状況でのアニメ放送だったため、原作にアニメが追いつかないように最初の段階からアニメオリジナルの話も入れていきたいと、原作者の青山剛昌とやり取りをし、実際に1996年2月12日放送の第6話「バレンタイン殺人事件」からアニメオリジナル回が始まった。
アニメオリジナル回については1話構成もしくは2話構成が多いが、「降霊会Ｗ密室事件」のような3話構成、「大怪獣ゴメラVS仮面ヤイバー」のような4話構成のものが放送される場合もある。
アニメオリジナル回を何本か執筆した辻真先によると、辻が担当した回の脚本会議は文芸担当者の他にストーリーエディターの飯岡順一、諏訪プロデューサー、監督の山本泰一郎、更に数人のプロデューサーが同席して行われるという。最初にどんなジャンルの事件を書きたいかが決められ、大まかなプロットが作成されるものの、第1稿から決定稿にかけては大幅に話が削ぎ落とされるが、これは1話放送分が24分程と時間の制約があるためである。登場人数、舞台や小道具、メカの説明、台詞など様々な要素が削られ凝縮されるため、構成も変更せざるを得ない場合もある。以上のように、「アイディアの骨組みが露呈」して「ミステリの狙いがミエミエ」にならないように、根本のアイディアをしっかり考える、と辻は語っている。
アニメオリジナル回のプロットを選ぶ際には特に明確な基準があるわけではないが、監督の山本は「コナンが何を解き明かすのか」がハッキリとしているかどうかを見て、プロデューサーの米倉功人は「ちゃんとコナンが動ける物語か」を見ていることから、主人公であるコナンが謎を解くという根幹部分やコナンが介入する必然性や妥当性および「トリックが面白い」ことが一定の基準にはなっている。
2015年以降は原作の長期休載などもあって、アニメオリジナル回が放送される頻度も増加している。アニメオリジナルのキャラクターや設定に関しては、後に原作に取り入れられることもある。
2013年以降はそれまで発売されていたOVAシリーズから継承する形で、毎年4月に劇場版のプレストーリーとなるオリジナルエピソードを放送しており、それらはOVA同様に殺人事件を殆ど扱わない作風となっている。
ストーリーの根幹に関わる主要人物は基本的にOVAや劇場版のプレストーリーを除いて登場しないが、第129話「黒の組織10億円強奪事件」等、例外も何度かある。

#### 表現の変更
ゴールデンタイムや全日帯で放送するにおいて相応しくない表現は、削除されたり変更されたりすることがある。例を挙げると、原作では「慙愧の念」や「色情魔」などという幼年層には難解な言葉や、ジンとベルモットの肉体関係を暗示する台詞があったが、「慙愧の念」は「悔い」に、「色情魔」は「浮気男」にそれぞれ変更され、ジンとベルモットの間柄についてのシーンは削除されている。このほか、原作で散見される「死体」という台詞も、アニメでは基本的に「遺体」に変更されている。また、ビートルズの曲といった版権関係の台詞も、一部変更されることがある。
放送当初から事件現場の血は凄惨な印象の赤い血でなく、黒い血にする配慮が取られていた。また、原作では描かれる焼死体、首吊り死体の顔も明確には描写しないようにされている。2004年頃からは原作では開いていた被害者の目がアニメでは閉じていたり、遺体がシルエットのように表現されたりと、本作と同じミステリー作品である『金田一少年の事件簿』と同様に凄惨な描写は抑えられるようになった。なお、劇場版では血や遺体などが原作と同様に描写される個所があるなど、若干緩和されている。
他に、番組開始当初から使用されてきた「○○殺人事件」のサブタイトルが、第140話以降ほぼ使用されなくなっている。
これらの変更点について、諏訪は「『不快感を与えない』というのは第一に意識している」「『コナン』という作品は殺人事件そのものを見せたいわけではなく、コナンの謎解きやその裏にある人間ドラマを楽しんでもらいたいと思っています」、こだまは「チャンネル権を握っているお母さんをメインターゲットにしようと思った。そうすると、『ショッキングな絵面』『子供が被害に遭うシーン』を控える様にする等、作り方が着々と決まっていった」と語っている。

### 反響・評価
初回視聴率は関東で8.5%、関西で12.7%を記録し、翌週には関東でも視聴率は2桁、関西は約13%を記録した。それから数か月はほとんど変わらない状況が続いた（諏訪曰く「低空飛行というわけではないが、中空飛行」）が、夏休みの期間に週刊少年サンデーでの特集や、テレビスポットCMでの大々的なキャンペーンを展開し、10月中旬の放送で視聴率は一気に16 - 17%に上がったという。1999年から2001年の3年間は年間視聴率が20%を超えており、読売テレビの2代目社屋にコナンの銅像が建つ事態となった（諏訪曰く、「民放のテレビ局にキャラクターの銅像が建っているのは唯一じゃないか」とのこと）。日刊スポーツによると、時期や地区は明記されていないながら、25%近い平均視聴率を記録していた時期がある。
また、1997年から2000年までは同局の前の時間帯で『金田一少年の事件簿』が放送されており、当時は「月曜7時のミステリーアワー」という触れ込みもあった（特別番組で金田一一と共演したこともある）。なお、この編成について諏訪は「『名探偵コナン』の前枠に『金田一少年の事件簿』の企画が来たときには少々面喰らった。ミステリーを題材にしたアニメを重ねるのはかなりの冒険だった」と語っている。諏訪はこの2つの番組を「美味しいケーキ屋」に例えて説明しており、「2軒の美味しいケーキ屋が並んで建ったら、お客さんはどちらかのケーキ屋に行くようになり、それぞれの店のお客さんは減ってしまうのではないか？」と懸念していたが、結果は「お客さんの奪い合いになるどころか、『ここに来たら確実に美味しいケーキが手に入る』という相乗効果により、お客さんは倍どころか3倍にという現象になったのです」と、それぞれの大ヒットに対して喜びのコメントを発表している。
2004年以降は視聴率が低下する状況が続いたため、2009年には放送枠が移動となったものの、放送枠移動後もアニメ部門での視聴率ランキングでは上位をキープしており、2020年9月時点の報道では首位である『サザエさん』に次いで2位になることが少なくないとされている。
日本国外でも放送されている（#日本国外を参照）が、中国では2021年4月に江蘇省消費者権益保護委員会から「未成年の成長に有害だ」との理由で挙げられた21作品のうち、「暴力的・犯罪的要素が多い」として第2位に挙げられている。

### 番組編成
現在の番組フォーマットは「アバンタイトル→オープニングテーマ→提供クレジット（オープニングと連動）→CM→サブタイトル→本編Aパート→アイキャッチ→CM→アイキャッチ→本編Bパート→エンディングテーマ→本編Cパート→次回予告→提供クレジット→Next Conan's HINT→エンドカード」である。文字多重放送を実施。また、デジタルリマスター版の放送回では副音声解説放送を実施している。

#### アバンタイトル
2009年1月19日放送の第521話「殺人犯、工藤新一」よりアバンパートがOP前に移動し、同年4月4日放送分の「ジェットコースター殺人事件（デジタルリマスター）」より、本格的なアバンタイトルを流すようになった。2008年10月20日放送の第515話「怪盗キッドの瞬間移動魔術（テレポーテーションマジック）」から冒頭数秒間、右上に番組ロゴを表示しており、1997年12月のポケモンショック発生以降は画面下部に（月曜時代はAパート開始時）に「コナンからのお願い」として視聴注意テロップを表示している。

#### 提供
提供画面のイラストは当初から放送用のフィルム→VTRに予め組み込まれており、そこに提供クレジットを挿入する仕組み。提供読みには当初読売テレビの汎用アナウンス（他番組と同じくアナウンサーが読み上げる）が使われていたが、1998年11月頃からはコナンが読み上げるものになる。2000年10月23日放送の第210話より「この番組は」から「『名探偵コナン』は…」と読み始めるようになった。日本ガス協会が降板した2015年4月以降は、2000年10月から使用している音声からスポンサー名読み上げ部分をカットし前後の部分（「『名探偵コナン』は…」と「ご覧のスポンサー…」以降の部分）を繋ぎ合わせたものを使用している。提供クレジット中は基本的に静止画であるが、ハイビジョン制作への移行前後の時期は後提供のみショートアニメになっていた時期がある。
1997年3月までの1年3ヶ月は不定期に交代する複数社提供で、時期によってはクレジット上は小学館の一社提供で後はPT扱いだった。同年4月7日からは日本ガス協会が筆頭スポンサーになっていた。後に日本ガス協会が複数社の一社に降格し、現在に至るまで基本的に複数社提供になっている。

#### 本編
サブタイトルは扉が開いた後に表示され、アイキャッチは本編Aパート終了時に扉の閉じる音が鳴った後に扉が閉じると同時に右下の画面にタイトルロゴが表示され、本編Bパート開始時に扉が開くというものである。サブタイトルの読み上げは当初から一貫してコナンが担当している。1996年1月22日放送の第3話「アイドル密室殺人事件」からは本編Aパート終了時に鳴る扉の閉じる音がリニューアルされ、2002年11月4日放送の第299話「友情と殺意の関門海峡（前編）」からは本編Bパート開始時に鍵の開く音が挿入された。また、2001年1月8日放送の第219話「集められた名探偵！工藤新一VS怪盗キッド」からは扉の描写が3DCGに移行された。これに伴いサブタイトルを表示する直前に少し離れた場所から扉まで迫っていく演出が加わり、さらに同年1月15日放送の第220話「偽りだらけの依頼人（前編）」からはアイキャッチのタイトルロゴが白からカラー表示（劇場版ロゴと似た色）に変更され、表示される際に新たに演出が加わっている。
2002年3月11日放送の第271話「隠して急いで省略（前編）」からはオープニングが、同年7月1日放送の第284話「中華街雨のデジャビュ（前編）」からは本編が、同年7月29日放送の第288話「工藤新一NYの事件（解決編）」からはエンディングがそれぞれセル画によるアナログ制作から本格的にデジタル制作へ移行されたほか、2006年10月23日放送の第453話「因縁と友情の試写会」からは本編・次回予告・後提供の背景・Next Conan's HINTとエンドカードが、同年11月26日放送の第457話「園子の赤いハンカチ（前編）」からはオープニングが、同年12月4日放送の第459話「怪人ガチガチ規則男」からはエンディングがデジタル制作からそれぞれ本格的にハイビジョン制作へ移行され、それに伴い、扉のCGやアイキャッチのタイトルロゴが現在のもの（後者についてはオープニングロゴと同色）に変更されるなどの近代的作風へ大幅にリニューアルが行われた。なお、第452話終了後（第453話予告）とオープニング・エンディングのハイビジョン移行までは、その部分だけ地上デジタル放送ではSDサイズに左右が黒いサイドパネルとなるピラーボックス放送となっているため、途中のダイジェストも地上アナログ放送・デジタル放送共にSDにサイドカットして対応していた。
デジタル及びハイビジョン制作への移行後、それ以前に制作・放送されたエピソードについて劇中で語られる際は一部を除き当時のVTRを使用するのではなく、その都度該当シーンを作画し直しており、当時の放送と新規製作版では画面サイズや映像のアングルなどが大きく異なる。
第76話・第129話・第130話では劇場版のオープニングと同じく工藤新一が江戸川コナンになった経緯が説明されている（映像は第1話と第2話のものを使用）。
第383話では、阪神甲子園球場など実在の場所が登場し、最後に「この物語はフィクションであり登場する人物名、団体名、及び球場名は実在のものとは関係ありません」というテロップが漢字にはふりがな付きで表示された。

#### 音楽
2007年1月15日放送の第460話「1年B組大作戦！」からサブタイトル場面、次回予告、本編BGMなどがリニューアルされた。サブタイトル場面のBGMは同年4月16日放送の第469話「怪盗キッドと四名画（前編）」にも1度変更され、同年7月30日放送の第481話「山姥の刃物（前編）」から現在も使用されているものに変更された。
同年7月9日放送の第478話「リアル30ミニッツ」より本編BGMが再度リニューアルされ、同時に次回予告、Next Conan's HINT後のミニコントのBGMも現在も使用されている新バージョンへ変更された。新しい本編BGMは曲名の最後に「'07」と付けられているのが特徴で、2006年までに存在していたTV版、劇場版の楽曲をベースにアレンジされているが、過去の全楽曲がアレンジされたわけではない。なお、『名探偵コナン TVオリジナル・サウンドトラック Selection BEST』にもアレンジされた全曲が収録されているわけではなく、全容把握は難しいものとなった。これに伴い、1996年から2006年まで流れていたオリジナル曲はリニューアルのため廃止されている。
2009年8月8日放送の第544話「不協和音を奏でる手」からは、テレビアニメシリーズ専用の楽曲が新たに制作され、現在も併せて使用されている。また、劇場版で使用されたサウンドトラックも本編で使用されており、その作品が公開されてから1年程度で導入されるが、サウンドトラックに収録されている全ての楽曲が作品内で使われるとは限らず、事実上TVシリーズ専用になっている楽曲も存在する。
本作の予告編に使用されているBGMが2019年から放送されているアニメ「かぐや様は告らせたい」の本編で微妙に変えつつ使用されている。

#### 次回予告
次回予告では次週のシーンの映像を少し先行して流しているが、これは次週の絵コンテからカットを選び、先行して作画したうえで編集しなければならないため、セル画時代は諏訪が「アニメーター泣かせな作業」と語る他、監督のこだまも「これ、本当にやるんですか？」と諏訪に聞く程大変な作業であった。サブタイトル表示画面は、初期は薄めのブルーバックに次回のサブタイトルが表示されていた。なお、この形式は、長期シリーズの「赤と黒のクラッシュ」の次回予告でも使用された。第14話から第283話までの予告は、少年探偵団が登場しており、サブタイトルは黒板風の背景に表示されていたが、デジタル制作移行後の第284話から第487話までの予告は、色のないコナンの顔のアップが入っている白いフレームのようなものをバックにサブタイトルが表示されていた。第505話から第1113話と第1124話からの予告は、長年に渡って蝶ネクタイ型変声機と犯人追跡メガネをバックにサブタイトルが表示されている。第1114話から第1123話までの予告は、過去に不定期で使用されていた予告の映像をバックにサブタイトルを表示するものに変更されていた。
劇場版や他番組の宣伝・電話プレゼントがある場合、現在はエンディングのダイジェスト部分に次回予告が挿入され、Cパート終了後またはエンディング終了後すぐに提供クレジットが表示される。それ以前は次回予告が5 - 20秒程短縮されており、予告後に行っていた。

#### Next Conan's HINT
次回予告の後には「Next Conan's HINT」と題して、次回の事件解決のヒントとなるものやシチュエーションが1つ紹介される。コールについては当初高木渉によるナレーションだったが、1998年1月頃からは数パターンのコールに変更されている。なお、セル画制作時代は登山道らしき道の途中にサイレンがついた案内板があり、そこにヒントが表示されているものをコナンと蘭が見つめるというものだったが、デジタル制作移行後は幾度となく変更されており、第696話から現在はレンガの壁に白いペンキが塗られ、そこにヒントが表示されているという静止画になっている。その後すぐに4 - 5秒程度のエンドカードの静止画に切り替わり、各回に出演した声優数名によって次回のヒントや映画情報、放送時間の変更などを題材としたショートトークが行われる。第1話から続いているが、当初はコナンだけが出演していた。内容もヒントの後にコナンが次回の案内をするのみで、高木はコールだけの出演だった。開始から数ヶ月後には元太や蘭などのキャラクターが登場し始め、現在に至る。「アンコールスペシャル」や「デジタルリマスター特別版」の際にも新規に制作されており、放送開始前だったため、設定されていなかった第1話のヒントも、2009年の再放送時に改めて設定された。一時期配信された「名探偵コナンラジオ」のトークによると、高木刑事・小嶋元太役の高木渉が、読売テレビの番組初代プロデューサー→チーフプロデューサーである諏訪に「何か遊びたい」と言ったのが始まりであり、各回ごとの担当はコナン役の高山みなみがその場にいた声優たちの中から気分で決めていることが明らかになっている。また、ラジオが配信された2011年の時点では当時の読売テレビのプロデューサー・北田修一がトークの原稿を作成していたものの、5秒ほどの尺に収まらないことが多いことから、結局高山ら声優陣によって大幅に改変されているという。なお、『名探偵コナン』の枠内で『まじっく快斗』のエピソードが不定期に放送していた時期には、そのエピソードが次の話に来た場合のみ『まじっく快斗』の登場人物がコールを担当しており、その際には題名が「Next KID's MAGIC」に変更された。

### 放送体制
以前は春季・秋季・年末年始の改編特番で休止する週が多かったが、毎週土曜日夕方に移動した2009年4月以後は年末年始以外は極力休止とせず、18:30開始の毎年春・秋に放送される期首特番、日本プロ野球開幕戦、クライマックスシリーズ、日本シリーズのナイター中継時、毎年8月下旬の『24時間テレビ』放送日は、放送時間を通常より30分繰り上げて17:30から放送している。なお、2013年から毎年放送されている大型音楽特別番組『THE MUSIC DAY』の際は休止となる。また、放送休止回数の減少により、年間放送話数も2006年から2008年までの年間30話程度から増加することとなった。しかしながら、先述の通り過去の作品の再放送が年間10話程度行われており、通常エピソードの放送数は放送初期と同様、1年に40話程度となっている。
- 1996年1月8日より、月曜19:30の枠にて放送が開始される[3]。
- 1996年4月8日放送の第11話「ピアノソナタ『月光』殺人事件」にて、シリーズ初の1時間SPが放送される[3]。
- 1998年3月23日放送の第96話「追いつめられた名探偵！連続2大殺人事件」にて、シリーズ初となる本編フルデジタル制作の2時間SPが放送される。
- 2000年3月13日放送の第184話「呪いの仮面は冷たく笑う」にて、シリーズ初のテレビアニメオリジナルストーリーの1時間SPが放送される。
- 2002年4月1日放送の劇場版第5作『天国へのカウントダウン』は19:00 - 21:09での放送。初めて21時をまたいで放送した。その後も月曜19:30時代に一部の作品は21:00をまたいで放送している。
- 2003年9月22日に初の再放送を実施。以来「アンコールスペシャル」や「デジタルリマスター特別版」と題して不定期に放送されている[注 51][注 52]。セル画製作時代の作品が中心だが、2010年4月3日放送の「奇抜な屋敷の大冒険（封印編）（デジタルリマスター）」で初めてデジタル制作作品の再放送を行い[注 53]、2011年3月26日放送の「1年B組大作戦！（デジタルリマスター）」で初めてハイビジョン制作作品の再放送を行った。また、2009年からは劇場版公開する年の3月や4月に[注 54]、劇場版のテーマと近い作品が再放送されている。
- 2003年以降、一部の年を除いてその年の最初の放送の冒頭部分で、コナンなどのキャラクターたちによる新年の挨拶が放送されるようになる。これが定着してからは、コナンが前年の放送や映画・イベントの振り返りと御礼を述べるようになった。
- 2006年10月2日の劇場版第5作『天国へのカウントダウン』は18:45 - 20:54で放送されたが、テレビ大分とテレビ宮崎は19:00 - 20:54での短縮版で放送された。また、12月25日の劇場版第7作『迷宮の十字路』は、テレビ大分とテレビ宮崎だけ「空飛ぶ密室 工藤新一最初の事件」に差し替えられた。
- 2006年10月23日放送の第453話「因縁と友情の試写会」からは本編を皮切りにハイビジョン制作に移行した。これにより地上デジタル放送ではデジタルハイビジョン放送（16:9画角・HD）となる。地上アナログ放送では当初16:9画角を中間サイドカットした13:9セミレターボックスで放送され、2010年4月10日から2011年7月23日まで16:9レターボックスに移行して放送した[注 55]。
- 2007年4月16日放送の第469話「怪盗キッドと四名画（前編）」からはほかのアニメに先駆けてデータ連動放送を開始する。遅れネットとなったテレビ大分では連動データはないが、データ放送というクレジットは表示される。
- 2007年9月10日放送分をもって『結界師』の放送枠移動に伴い、同年10月15日 - 12月17日にかけては『秋のミステリースペシャル』『黒のミステリースペシャル』と題して、期間限定で1時間枠に拡大した[注 56]。『結界師』の後番組となるアニメ『ヤッターマン（リメイク版）』が2008年1月14日に開始されるまでのつなぎ番組としての位置付けもある。
- 放送開始から2008年9月8日までは月曜19:30枠にて12年9か月に渡って放送した。2008年10月20日より月曜19:00 - 20:00のコンプレックス枠『アニメ☆7』内での放送となり、11月10日からは『ヤッターマン』との放送順が入れ替わって19:00 - 19:30ごろまでの放送となった。ただし、エンディングテーマもしくはCパートの終了後にステブレレスでそのまま『ヤッターマン』を開始するため、次回予告と「Next Conan's HINT」は『ヤッターマン』の終了後に放送されていた[注 57]。また、冒頭15秒が削られて『アニメ☆7』としてのオープニングタイトルに充てられていた。
- 2009年4月より、平日19時台で生放送の帯バラエティ番組『サプライズ』の放送が開始されたことに伴い、同年4月4日放送分の「ジェットコースター殺人事件（デジタルリマスター版）」より土曜18:00枠に移動した[注 58]。これにより、読売テレビ・日本テレビ系列のゴールデンタイムから両局が制作するテレビアニメが消滅することとなった。読売テレビではこの放送枠を「土6（ドロク）」枠と称している[注 59]。
- 2011年8月から2012年12月までの期間、同放送枠にて「怪盗キッド祭り」と称し、不定期に『まじっく快斗』が放送されていた。

- 2013年から、毎年4月に劇場版のプレストーリーが放送されている。
- 2013年8月24日放送の「テレビ局殺人事件（デジタルリマスター）」では番組開始以来初の副音声解説放送を実施。以降、デジタルリマスター版の放送回に限り解説放送が行われている[注 60]。
- 2014年3月29日放送の第734話「ジョディの追憶とお花見の罠」は、17:30枠の『宇宙兄弟』終了から次番組『金田一少年の事件簿R』開始までの繋ぎとして、17:30 - 18:30の拡大枠で放送された。このほかにも、2018年3月31日には第184話「呪いの仮面は冷たく笑う（デジタルリマスター）」が17:30枠の『タイムボカン 逆襲の三悪人』終了から次番組『僕のヒーローアカデミア』（第3期）開始までの繋ぎとして、2024年3月30日には「キッドVS高明 狙われた唇（1時間SP）」が17:30枠の『め組の大吾　救国のオレンジ』終了から次番組『僕のヒーローアカデミア Memories』開始までの繋ぎとして17:30 - 18:30の拡大枠で放送された。
- 2016年1月9日と翌週16日にはテレビシリーズ20周年を記念し、2週連続1時間アニメオリジナルスペシャル「コナンと海老蔵 歌舞伎十八番ミステリー」が17:30 - 18:30の拡大枠で放送された[41][42]。
- 2019年1月5日と翌週12日には、3年ぶりの2週連続1時間スペシャルとして原作の連載1,000話を記念した「紅の修学旅行編」が17:30 - 18:30の拡大枠で放送された[43][44][45][46][47][48][注 61]。
- 2019年8月31日放送の第952話「迷宮カクテル（前編）」が、この日をもって稼働を終了する読売テレビ2代目社屋から送出される最後の回となった。また、31年間同社屋から送出された最後の読売テレビ制作の全国ネット番組にもなった。
- 2020年4月4日から2020年6月27日の間は日本国内で新型コロナウイルスの感染が拡大したことへの緊急事態宣言発令などの影響で制作作業が見合わせとなったこともあり、放送開始以来初めて新作エピソードが長期間にわたって放送されない期間となった[49][50][注 62][注 63]。
- 放送1000回を迎える2021年3月6日と翌週13日には、「ピアノソナタ『月光』殺人事件」が最新のスタッフや技術で新たに制作され、前後編に分割されて放送された[51][52][53][54][55][56][57]。
- 2021年3月20日は宮城県沖地震発生による津波注意報発令により、一部の地域では報道特別番組に差し替えられて放送が中断となった。関東地区（日本テレビ）では3月27日の13:30 - 14:00に再放送された。

## キャスト
- 江戸川コナン - 高山みなみ
- 工藤新一 - 山口勝平
- 毛利蘭 - 山崎和佳奈
- 毛利小五郎 - 神谷明 → 小山力也（第553話 - ）
- 吉田歩美 - 岩居由希子
- 小嶋元太 - 高木渉
- 円谷光彦 - 大谷育江
- 灰原哀  - 林原めぐみ
- 阿笠博士 - 緒方賢一
- 服部平次 - 堀川りょう
- 遠山和葉 - 宮村優子
- 鈴木園子 - 松井菜桜子
- 京極真 - 檜山修之
- 世良真純 - 日高のり子
- 赤井秀一 - 池田秀一
- 沖矢昴 - 置鮎龍太郎
- 水無怜奈 - 三石琴乃
- 安室透 - 古谷徹 → 草尾毅（第1150話 - ）
- 目暮十三 - 茶風林
- 高木渉 - 高木渉
- 佐藤美和子 - 湯屋敦子
- 白鳥任三郎 - 塩沢兼人 → 井上和彦（第205話 - ）
- 妃英理 - 高島雅羅
- ジン - 堀之紀
- ウォッカ - 立木文彦
- ベルモット - 小山茉美
- 怪盗キッド - 山口勝平

### キャスティング
声優のキャスティングに関しては、原作者の青山剛昌から要望があればそれを優先しつつ、それ以外は基本的にスタッフ間で決められている。主要人物など開始時のキャスティングは、プロデューサーの諏訪道彦と吉岡昌仁、監督のこだま兼嗣と音響監督の浦上靖夫で行われた。
作中の方言について、関西弁で話す服部平次役に大阪府出身の堀川りょう、遠山和葉役に兵庫県出身の宮村優子を起用するなど現地出身の声優をキャスティングすることが多く、他の場合も方言の監修者を呼ぶなどの方針を採っている。
外国語（特に英語）を話す登場人物には母語話者を声優に起用することもあり、その会話については翻訳して日本語字幕を表示するケースが多い。ただし、一部シーンではそのままにすることがある。

#### 主要キャラクター
江戸川コナン役の高山みなみは、青山の前作『YAIBA』で主人公の鉄刃（くろがね・やいば）を演じていたことからスタッフがイメージしやすい配役であり、青山も快諾したことからオファーで決定した。なお、放送開始の前年に放映したCM「サンデーCM劇場」では既にコナン役に高山が起用されていた。
毛利蘭役にはオーディションを実施した。ただし、これには「サンデーCM劇場」にてオーディションなしで起用されていた山崎和佳奈も改めて参加しており、最終的には芝居が抜群だった山崎に満場一致で決定。正式に再起用という形となった。
毛利小五郎役の神谷明は諏訪によるキャスティングであり、神谷が出演していた『シティーハンター』『YAWARA!』を担当していた諏訪が「神谷さんと一緒にやった番組は長く続く」と神谷の顔と名前が浮かんだことで決まったという。なお、神谷の後任で小五郎役となった小山力也はオーディションで選ばれ、プロデューサー陣と青山で話し合い満場一致で決定している。
阿笠博士役の緒方賢一と目暮十三役の茶風林はスタッフからのオファーだったが、演じるキャラクターはどちらかでと任意の形にしたうえで、話し合いの末に決定した。
円谷光彦役の大谷育江は、かつて諏訪が担当した『コボちゃん』で主演していたため諏訪が声をかけ決まったという。小嶋元太役の高木渉も役は決まっていなかったが、何かしらの役は演じて欲しいとの思いから諏訪が誘い、後に吉岡が元太役に推薦したという。吉田歩美役の岩居由希子は最初に毛利蘭役のオーディションを受け落選していたが、音響監督の推薦から歩美役に内定した。

#### 声優交代があったキャラクターの一覧
| 声優     | 期間                                        | 役名     | 代役   |
| -------- | ------------------------------------------- | -------- | ------ |
| 大谷育江 | 2006年1月9日 - 4月24日（第425話 - 第436話） | 円谷光彦 | 折笠愛 |

| 声優     | 役名         | 最後の出演                | 後任       | 後任の初出演                                    | 備考      |
| -------- | ------------ | ------------------------- | ---------- | ----------------------------------------------- | --------- |
| 天野由梨 | 沖野ヨーコ   | 1998年11月2日（第122話）  | 長沢美樹   | 2001年9月3日（第249話）                         | [ 注 68 ] |
| 佐古正人 | 遠山銀司郎   | 1998年9月21日（第118話）  | 小川真司   | 2002年1月7日（第263話）                         | [ 注 69 ] |
| 神谷明   | 毛利小五郎   | 2009年9月26日（第548話）  | 小山力也   | 2009年10月31日（第553話）                       | [ 注 70 ] |
| 小山武宏 | 服部平蔵     | 2013年10月5日（第712話）  | 山路和弘   | 2017年4月15日公開の劇場版第21作『から紅の恋歌』 |           |
| 鈴木弘子 | 宮野エレーナ | 2015年3月14日（第771話）  | 林原めぐみ | 2019年9月7日（第953話）                         |           |
| 古谷徹   | 安室透       | 2024年1月13日（第1110話） | 草尾毅     | 2025年1月18日（第1150話）                       | [ 注 71 ] |

| 声優       | 没年月日       | 役名                   | 最後の出演                                        | 後任           | 後任の初出演                                    | 備考                |
| ---------- | -------------- | ---------------------- | ------------------------------------------------- | -------------- | ----------------------------------------------- | ------------------- |
| 塩沢兼人   | 2000年5月10日  | 白鳥任三郎             | 2000年4月22日公開の劇場版第4作『瞳の中の暗殺者』  | 井上和彦       | 2000年8月28日（第205話）                        |                     |
| 加藤精三   | 2014年1月17日  | 松本清長               | 2013年1月19日（第683話）                          | -              | -                                               | [ 注 72 ]           |
| 永井一郎   | 2014年1月27日  | 鈴木次郎吉             | 2014年1月11日（第725話）                          | 富田耕生       | 2014年7月19日（第746話）                        |                     |
| 家弓家正   | 2014年9月30日  | ジェイムズ・ブラック   | 2014年4月19日公開の劇場版第18作『異次元の狙撃手』 | 土師孝也       | 2016年4月16日公開の劇場版第20作『純黒の悪夢』   | [ 注 73 ]           |
| 小川真司   | 2015年3月7日   | 遠山銀司郎             | 2013年4月20日公開の劇場版第17作『絶海の探偵』     | てらそままさき | 2017年4月15日公開の劇場版第21作『から紅の恋歌』 |                     |
| 中嶋聡彦   | 2017年9月8日   | トメさん               | 2012年5月5日（第654話）                           | -              | -                                               |                     |
| 石塚運昇   | 2018年8月13日  | 中森銀三               | 2018年1月13日（第888話）                          | 石井康嗣       | 2019年4月12日公開の劇場版第23作『紺青の拳』     |                     |
| 田中信夫   | 2018年10月17日 | 茶木神太郎             | 2014年7月26日（第747話）                          | -              | -                                               |                     |
| 辻谷耕史   | 2018年10月17日 | 赤木英雄               | 2018年7月14日（第907話）                          | -              | -                                               |                     |
| 藤原啓治   | 2020年4月12日  | 伊達航                 | 2013年1月19日（第683話）                          | 東地宏樹       | 2021年12月4日（第1029話）                       | [ 注 74 ] [ 注 75 ] |
| 富田耕生   | 2020年9月27日  | 鈴木次郎吉             | 2020年10月10日（第984話）                         | 佐藤正治       | 2023年12月2日（第1105話）                       | [ 注 76 ]           |
| 松岡文雄   | 2022年7月20日  | 鈴木史郎               | 2021年4月16日公開の劇場版第24作『緋色の弾丸』     | -              | -                                               |                     |
| 清川元夢   | 2022年8月17日  | 植松竜司郎             | 2018年1月20日（第889話）                          | 辻親八         | 2025年8月2日（第1170話）                        |                     |
| 梁田清之   | 2022年11月14日 | アンドレ・キャメル     | 2021年4月16日公開の劇場版第24作『緋色の弾丸』     | 乃村健次       | 2023年2月4日（第1072話）                        | [ 注 77 ]           |
| 一城みゆ希 | 2023年10月24日 | ジョディ・スターリング | 2023年4月14日公開の劇場版第26作『黒鉄の魚影』     | -              | -                                               |                     |
| 田中敦子   | 2024年8月20日  | メアリー・世良         | 2022年6月11日（第1046話）                         | 本田貴子       | 2024年12月7日（第1144話）                       |                     |
| 田中敦子   | 2024年8月20日  | 萩原千速               | 2024年3月9日（第1116話）                          | -              | -                                               | [ 注 78 ]           |

## テレビ放送版エピソード一覧

### 概要
2021年に、テレビシリーズは1000話を突破しており、DVDも第24シーズンまで発売されている。以下は通常放送枠の中から制作時に特別な要素を組み込んだスペシャルエピソードと『金曜ロードショー』の枠内で放送されたスペシャルアニメで、後者は日本テレビの制作枠でもあるため、作品自体は読売テレビの製作だがスポンサーセールス・番組送出・CM出し・提供クレジット表示はすべて東京の日本テレビタワーで行われている。
ジェットコースター殺人事件（第1話）
テレビアニメ第1話のエピソード。後に『名探偵コナン　エピソード“ONE”　小さくなった名探偵』として2020年にリメイク版が放送された。

### ピアノソナタ『月光』殺人事件（第11話）
初のテレビアニメの1時間スペシャルとして1996年4月8日に放送。その後、2021年にはテレビアニメ『名探偵コナン』の放送1000回を記念して、リブート版が3月6日と3月13日に2週連続の前後編がテレビアニメ第1000話と第1001話で放送された。

### ルパン三世VS名探偵コナン
日本テレビ開局55周年と読売テレビ開局50周年を記念して製作されたスペシャルエピソード。モンキー・パンチ原作の『ルパン三世』とのクロスオーバー作品で、2009年3月27日に、金曜特別ロードショー枠で放送。

### 江戸川コナン失踪事件 〜史上最悪の2日間〜
原作『名探偵コナン』連載20周年を記念して製作されたスペシャルエピソード。2014年12月26日に、金曜ロードSHOW!枠で放送。映画『鍵泥棒のメソッド』とのコラボレーション作品で、同映画に出演した、俳優の香川照之と女優の広末涼子が同一人物の役でゲスト出演した。

### コナンと海老蔵 歌舞伎十八番ミステリー（第804話 - 第805話）
テレビアニメ『名探偵コナン』放送20周年を記念して製作されたスペシャルエピソード。2016年1月9日と16日の2週にわたり1時間スペシャルの前後編で放送。スペシャルゲストで、歌舞伎役者の十一代目市川海老蔵が本人役で出演した。

### 名探偵コナン エピソード“ONE” 小さくなった名探偵
テレビアニメ『名探偵コナン』放送20周年を記念して製作されたスペシャルエピソード。2016年12月9日に『金曜ロードSHOW!』で放送。原作者の青山剛昌が全面監修として制作に参加ししている。

### 名探偵コナン 紅の修学旅行
原作『名探偵コナン』連載1000回を記念して製作されたスペシャルエピソード。2019年1月5日と12日の2週にわたり1時間枠の第一部「鮮紅編」・第二部「恋紅編」（アニメ第927話 - 第928話）として放送。スペシャルゲストで、主題歌を担当する歌手の倉木麻衣が本人役で出演した。

### 名探偵コナン 大怪獣ゴメラVS仮面ヤイバー
2020年1月4日から同年1月25日まで4週連続の四部構成（アニメ第965話 - 第968話）で放送。スペシャルゲストで、お笑いコンビ「チョコレートプラネット」の長田庄平と松尾駿が容疑者役で出演した。

### 名探偵コナン 本庁の刑事恋物語〜結婚前夜〜
劇場版『名探偵コナン ハロウィンの花嫁』の上映を記念して製作されたスペシャルエピソード。2022年4月15日に『金曜ロードショー』で放送。過去にテレビシリーズで放送された「本庁の刑事恋物語シリーズ」をデジタルリマスターで再編集及び一部新規シーンを追加し、音声は改めて新規収録して放送された。

## 劇場版シリーズ

### 概要
1997年4月19日からほぼ毎年ゴールデンウィーク（4月中旬の土曜日〈第1作『時計じかけの摩天楼』から第21作『から紅の恋歌』〉あるいは金曜日〈第22作『ゼロの執行人』以降〉）に公開されている劇場版アニメシリーズ。配給は東宝。
テレビシリーズよりスケールが大きく、以下のような事柄が挙げられる。
- 連続殺人事件や爆破事件といった大規模な事件が主体で、爆破シーンや激しいアクションシーンなどの派手な演出がある。
- 原作やテレビアニメ版では共演することが少ないレギュラーメンバーが勢揃いする。
- 登場人物が犯人に命を狙われる、爆弾が仕掛けられた場所に足を運ぶなど、重大な危機に直面する。
- 原作やテレビアニメ版では他者を探偵役に立てる事が多いコナンが自ら犯人と対峙する[注 82]。
- 「ターボエンジン付きスケートボード」や「伸縮サスペンダー」など、原作やテレビアニメ版ではあまり登場する機会がないコナンの秘密メカの出番が多い。さらに、これらのメカに何らかの改良が加えられており、事件解決に大きく役立っている。また、メカの機能が事件解決のヒントになることがある。
- ストーリー自体は劇場版独自のものだが、劇場版としては珍しく原作やテレビアニメ版との明確な繋がりを示す描写があり[86]、一部の作品は原作やテレビアニメ版で起こった事件の後日談になっている[注 83]。

タイトルはすべて「○○の△△」という形式で統一され、「漢字を含む日本語で書いてカタカナの外来語で読む」ワードが入れられることが多い。ただし、外来語の意味が漢字の日本語と異なるタイトルもある。
原作者の青山剛昌は、タイトルのアイデアや舞台設定、中心となるキャラクター、一部ゲストキャラクターのデザイン、絵コンテ、重要シーンの原画などで積極的に携わっている。脚本に関して本人は「最初に物語の大筋を書いてもらったあとに、オレがラブコメシーンを足していくスタイル」と冗談交じりに語っている。
キャラクターデザインはテレビアニメ版（一時期を除く）と同じく須藤昌朋が担当しているが、色彩は上映当時のテレビアニメ版と異なる場合がある（灰原哀と阿笠博士の髪の色、小嶋元太と高木渉の肌の色、目暮十三の服の色など）。
白鳥任三郎や綾小路文麿など、劇場版で初登場したキャラクターがその後原作やテレビアニメ版にも登場することがある。原作・テレビアニメより明かされていない秘密や設定を劇場版で先行して明かされることもある。
各作品ごとに英字タイトルを用いたロゴが制作されており、パンフレットやオープニングのCGに登場するほか、ピンバッジのグッズとして販売されている。第5作より正式に登場しているが、第1作から第4作も後に制作され、すべての作品のバージョンがある。第4作以降は第14作を除いてコナンのシルエットが入っている。
第8作『銀翼の奇術師』では実在する路線や駅名が実名で登場し、更に旅客機のコックピットに一般人が立ち入るといったテロ対策を施している現実とはかけ離れた描写があったこと、第17作『絶海の探偵』では防衛省や海上自衛隊が物語に深く関わることから、それぞれ「この作品はフィクションです」というテロップがエピローグ後の製作委員会のクレジット表示の前に挿入されている。
2024年時点で、劇場版の全作に登場しているキャラクターは江戸川コナン（工藤新一）・毛利蘭・毛利小五郎・鈴木園子・阿笠博士・少年探偵団（吉田歩美・円谷光彦・小嶋元太）である。

### 特色
以下は、すべての劇場版に採用されている事柄（演出、構成など）を記載する。
オープニングは一貫して「名探偵コナン メイン・テーマ」を使用しており、各作品ごとに編曲はアレンジが施されている。前半は新一（コナン）によるモノローグで工藤新一が江戸川コナンになった経緯（原作およびテレビアニメのダイジェスト）が描かれ、後半はストーリーに合わせる形で、彼の周辺人物や秘密アイテムの紹介が行われる。これが終わると、最後はコナンが「小さくなっても頭脳は同じ、迷宮なしの名探偵。真実はいつもひとつ！」と叫び、決めのポーズで締めくくる。これにより、作品を詳しく知らない観客でも世界観がおおむね理解できるようになっている。
本編中で、登場キャラクターが作品内容に絡めたクイズを切り出すシーンがある。難易度は作品毎に異なるが、答えは基本的にはダジャレである。公式では「コナンシネマクイズ」と呼ぶ一方、その出題者の大半が阿笠博士のため「おなじみの阿笠博士のダジャレクイズ」と呼ばれることもある。劇中の回答者は基本的に少年探偵団である。第2作以降は観客もクイズを楽しめるよう、問題のみ公開前のチラシに記載するようになった。
作中、重要なシーンでのキャラクターは原作者の青山が直接原画を手がける。絵コンテを確認した青山が「決めのカット」や「感情が揺さぶられるアップ」を中心に自ら描く箇所を決めることが多いが、まれにスタッフの要望で描くこともある。描く枚数は作品によって異なり、最多は第26作での10カットとなっている。
本編に登場する架空の製品ブランド名や背景などに、アニメを制作するトムス・エンタテインメントの略称「TMS」を使用するシーンが多い。このアイデアは、劇場版の慣例になりつつある。
エンディング（エンドクレジット）は、本編に関係のある場所やモデルになった場所（ロケ地）の実写映像をバックグランドビデオとして背景で流しながら、本編のプレイバックや後日談を細切れに出すパターンとなっている。これは『シティーハンター2』で初めて行なった実写演出を『コナン』でもやろうと、プロデューサーの諏訪道彦が東京ムービーの吉岡昌仁に提案したところ採用されたもので、映像の撮影は吉岡が第20作まで行なっている。
エンディング後にはテレビアニメと同じくエピローグが流れ、内容は笑いを誘うものが大半だが、まれにシリアスなものもある。これは「エンドロールが終わってそのまま終わるのはもったいないから、何か付けようよ」という、諏訪の提案により採用された。第19作以降、長期にわたり参加したメインスタッフが死去した場合はエンドロール終盤で「In memory of ○○」と表記し追悼されることがある。
終盤には次作公開が決定した趣旨のテロップが流れ、その次作での重要なキャラクターが内容に関係のある言葉を発する。当初はただ「次回作決定」とだけ打ち出していたものが、いつからか内容のヒントまで入れるようになった。諏訪によると、これは「来年も劇場に足を運んでほしい」という思いから始めたことで、次回作のネタがわかっているほうがイメージしやすく、実際に次回作のヒントを入れはじめてからの成績がいいというデータもある。

### 製作
- 原作 - 青山剛昌
- 総監督 - 山本泰一郎（第15作・第16作）
- 監督 - こだま兼嗣（第1作 - 第7作）、山本泰一郎（第8作 - 第14作）、静野孔文（第15作 - 第21作）、立川譲（第22作・第26作）、永岡智佳（第23作・第24作・第27作）、満仲勧（第25作）、重原克也（第28作）
- キャラクターデザイン・総作画監督 - 須藤昌朋
- 音楽 - 大野克夫（第1作 - 第24作）→菅野祐悟（第25作 - ）
- 製作 - 「名探偵コナン」製作委員会（小学館、讀賣テレビ放送、日本テレビ放送網、小学館集英社プロダクション、東宝、トムス・エンタテインメント）
- アニメーション制作 - トムス・エンタテインメント/V1Studio
- 配給 - 東宝

### ゲスト声優
初期の作品では、第1作『時計じかけの摩天楼』の2丁拳銃や第2作『14番目の標的』の海原やすよ・ともこ、第12作『戦慄の楽譜』の山里亮太など読売テレビのサービスエリアである関西で活躍する上方芸人がモブキャラクターの声優としてゲスト出演していた。また、第12作『戦慄の楽譜』の西尾由佳理や第15作『沈黙の15分』の宮根誠司など、作品によっては読売テレビあるいはキー局の日本テレビのアナウンサー（製作当時在籍し、のちに退職・異動した者もいる）が劇中のニュースやイベント司会者などのゲスト声優に起用されることがある。第13作『漆黒の追跡者』にDAIGO、第14作『天空の難破船』に大橋のぞみと優木まおみ、第15作『沈黙の15分』に渡部陽一、第16作『11人目のストライカー』に桐谷美玲、第17作『絶海の探偵』に柴咲コウ、第18作『異次元の狙撃手』に福士蒼汰とパトリック・ハーラン、第19作『業火の向日葵』に榮倉奈々、第20作『純黒の悪夢』に天海祐希、第21作『から紅の恋歌』に吉岡里帆と宮川大輔、第22作『ゼロの執行人』に上戸彩と博多大吉、第23作『紺青の拳』に山崎育三郎と河北麻友子、第24作『緋色の弾丸』に浜辺美波、第25作『ハロウィンの花嫁』には白石麻衣、第26作『黒鉄の魚影』には沢村一樹がゲスト出演している。ゲスト声優の起用について諏訪は、「この役をうまく演じられる有名人は？」や「人気がある人で、『コナン』が好きな人ってどなたかいます？」などと話し合って決めていると語っている。

### 興行成績
興行収入は2009年公開の第13作『漆黒の追跡者』以降、連続で30億円超えを記録している。特に、2013年公開の第17作『絶海の探偵』から2019年公開の第23作『紺青の拳』までシリーズ歴代最高興行収入の記録を毎年更新し続け、2014年公開の第18作『異次元の狙撃手』で40億円を突破すると、2016年公開の第20作『純黒の悪夢』で60億円を突破、2018年公開の第22作『ゼロの執行人』で90億円を突破した。新型コロナウイルス感染症の流行の影響で公開が1年延期された2021年公開の『緋色の弾丸』では76.5億円と、2012年以来初めてシリーズ歴代最高興行収入を更新できず、前作の興行収入を下回るのも2011年以来となった。2022年公開の第25作『ハロウィンの花嫁』で97億8000万円をマークし、1作ぶりにシリーズ歴代最高興行収入の記録を更新すると、2023年公開の第26作『黒鉄の魚影』でシリーズ歴代最高興行収入記録を更新し、シリーズ初の興収100億円を突破した。また、第20〜第23作まで4年連続で上半期邦画ナンバーワンを記録している。2022年5月1日に『ハロウィンの花嫁』の興行収入が50億円を突破し、第1作〜第25作における累計興行収入も1,000億円を突破した。2024年の『100万ドルの五稜星』の公開18日目までに、劇場版シリーズ累計動員数は1億人を突破した。

#### 内容別の歴代最高興行記録と首位作品
| 内容                 | 内容          | 首位作品          | 記録      | 出典            |
| -------------------- | ------------- | ----------------- | --------- | --------------- |
| 累計                 | 興行収入      | 100万ドルの五稜星 | 158.0億円 | [ 99 ] [ 100 ]  |
| 累計                 | 観客動員数    | 100万ドルの五稜星 | 1101万人  | [ 99 ] [ 100 ]  |
| 公開初週 土日2日間   | 興行収入      | 100万ドルの五稜星 | 23.9億円  | [ 99 ] [ 100 ]  |
| 公開初週 土日2日間   | 観客動員数    | 100万ドルの五稜星 | 164.4万人 | [ 99 ] [ 100 ]  |
| 公開初週 金土日3日間 | 興行収入      | 隻眼の残像        | 34.38億円 | [ 101 ]         |
| 公開初週 金土日3日間 | 観客動員数    | 隻眼の残像        | 231.4万人 | [ 101 ]         |
| 初日                 | 興行収入      | 隻眼の残像        | 10.58億円 | [ 101 ]         |
| 初日                 | 観客動員数    | 隻眼の残像        | 69.7万人  | [ 101 ]         |
| 週末動員 ランキング  | 連続1位記録   | ゼロの執行人      | 7週連続   | [ 102 ] [ 103 ] |
| 週末動員 ランキング  | 連続TOP10記録 | ゼロの執行人      | 15週連続  | [ 104 ]         |

### 作品一覧・主題歌
主題歌はテレビアニメ版同様、第1作はポリグラムのアーティストが、第2作以降は原則B ZONEのアーティストが担当していたが、第16作以降は同社以外のアーティストも選ばれるようになった。
テレビアニメ版でも一部の主題歌が使用されている。
作品リスト
| 通番   | 題名                   | 公開日        | 監督                                  | 脚本     | 音楽     | 主題歌                         | 歌手                | ゲスト声優                     | 興行収入  | 観客動員数 | 配給収入 | 漫画化 | 小説化 |
| ------ | ---------------------- | ------------- | ------------------------------------- | -------- | -------- | ------------------------------ | ------------------- | ------------------------------ | --------- | ---------- | -------- | ------ | ------ |
| 第1作  | 時計じかけの摩天楼     | 1997年4月19日 | こだま兼嗣                            | 古内一成 | 大野克夫 | Happy Birthday                 | 杏子                | 2丁拳銃                        | 11億円    | 100万人    | 6.1億円  | 済     | 未     |
| 第2作  | 14番目の標的           | 1998年4月18日 | こだま兼嗣                            | 古内一成 | 大野克夫 | 少女の頃に戻ったみたいに       | ZARD                | 海原やすよ ともこ              | 18.5億円  | 161万人    | 10.5億円 | 未     | 未     |
| 第3作  | 世紀末の魔術師         | 1999年4月17日 | こだま兼嗣                            | 古内一成 | 大野克夫 | ONE                            | B'z                 | -                              | 26億円    | 216万人    | 14.5億円 | 済     | 済     |
| 第4作  | 瞳の中の暗殺者         | 2000年4月22日 | こだま兼嗣                            | 古内一成 | 大野克夫 | あなたがいるから               | 小松未歩            | -                              | 25億円    | 213万人    | -        | 未     | 済     |
| 第5作  | 天国へのカウントダウン | 2001年4月21日 | こだま兼嗣                            | 古内一成 | 大野克夫 | always                         | 倉木麻衣            | -                              | 29億円    | 247万人    | -        | 済     | 済     |
| 第6作  | ベイカー街の亡霊       | 2002年4月20日 | こだま兼嗣                            | 野沢尚   | 大野克夫 | Everlasting                    | B'z                 | -                              | 34億円    | 294万人    | -        | 未     | 未     |
| 第7作  | 迷宮の十字路           | 2003年4月19日 | こだま兼嗣                            | 古内一成 | 大野克夫 | Time after time 〜花舞う街で〜 | 倉木麻衣            | -                              | 32億円    | 273万人    | -        | 済     | 済     |
| 第8作  | 銀翼の奇術師           | 2004年4月17日 | 山本泰一郎                            | 古内一成 | 大野克夫 | Dream×Dream                    | 愛内里菜            | -                              | 28億円    | 242万人    | -        | 済     | 済     |
| 第9作  | 水平線上の陰謀         | 2005年4月9日  | 山本泰一郎                            | 古内一成 | 大野克夫 | 夏を待つセイル（帆）のように   | ZARD                | -                              | 21.5億円  | 185万人    | -        | 未     | 済     |
| 第10作 | 探偵たちの鎮魂歌       | 2006年4月15日 | 山本泰一郎                            | 柏原寛司 | 大野克夫 | ゆるぎないものひとつ           | B'z                 | -                              | 30.3億円  | 255万人    | -        | 未     | 済     |
| 第11作 | 紺碧の棺               | 2007年4月21日 | 山本泰一郎                            | 柏原寛司 | 大野克夫 | 七つの海を渡る風のように       | 愛内里菜 &三枝夕夏  | -                              | 25.3億円  | 214万人    | -        | 未     | 済     |
| 第12作 | 戦慄の楽譜             | 2008年4月19日 | 山本泰一郎                            | 古内一成 | 大野克夫 | 翼を広げて                     | ZARD                | 山里亮太 坂下千里子 西尾由佳理 | 24.2億円  | 204万人    | -        | 未     | 済     |
| 第13作 | 漆黒の追跡者           | 2009年4月18日 | 山本泰一郎                            | 古内一成 | 大野克夫 | PUZZLE                         | 倉木麻衣            | DAIGO                          | 35億円    | 298万人    | -        | 済     | 済     |
| 第14作 | 天空の難破船           | 2010年4月17日 | 山本泰一郎                            | 古内一成 | 大野克夫 | Over Drive                     | GARNET CROW         | 大橋のぞみ 優木まおみ          | 32億円    | 272万人    | -        | 済     | 済     |
| 第15作 | 沈黙の15分             | 2011年4月16日 | 山本泰一郎（総監督） 静野孔文（監督） | 古内一成 | 大野克夫 | Don't Wanna Lie                | B'z                 | 渡部陽一 宮根誠司              | 31.5億円  | 267万人    | -        | 済     | 済     |
| 第16作 | 11人目のストライカー   | 2012年4月14日 | 山本泰一郎（総監督） 静野孔文（監督） | 古内一成 | 大野克夫 | ハルウタ                       | いきものがかり      | 桐谷美玲                       | 32.9億円  | 277万人    | -        | 未     | 済     |
| 第17作 | 絶海の探偵             | 2013年4月20日 | 静野孔文                              | 櫻井武晴 | 大野克夫 | ワンモアタイム                 | 斉藤和義            | 柴咲コウ                       | 36.3億円  | 302万人    | -        | 済     | 済     |
| 第18作 | 異次元の狙撃手         | 2014年4月19日 | 静野孔文                              | 古内一成 | 大野克夫 | ラブサーチライト               | 柴咲コウ            | 福士蒼汰 パトリック・ハーラン  | 41.1億円  | 334万人    | -        | 済     | 済     |
| 第19作 | 業火の向日葵           | 2015年4月18日 | 静野孔文                              | 櫻井武晴 | 大野克夫 | オー!リバル                    | ポルノ グラフィティ | 榮倉奈々 知英                  | 44.8億円  | 359万人    | -        | 済     | 済     |
| 第20作 | 純黒の悪夢             | 2016年4月16日 | 静野孔文                              | 櫻井武晴 | 大野克夫 | 世界はあなたの色になる         | B'z                 | 天海祐希                       | 63.3億円  | 495万人    | -        | 済     | 済     |
| 第21作 | から紅の恋歌           | 2017年4月15日 | 静野孔文                              | 大倉崇裕 | 大野克夫 | 渡月橋 〜君 想ふ〜             | 倉木麻衣            | 吉岡里帆 宮川大輔              | 68.9億円  | 537万人    | -        | 済     | 済     |
| 第22作 | ゼロの執行人           | 2018年4月13日 | 立川譲                                | 櫻井武晴 | 大野克夫 | 零 -ZERO-                      | 福山雅治            | 上戸彩 博多大吉 諸國沙代子     | 91.8億円  | 687万人    | -        | 済     | 済     |
| 第23作 | 紺青の拳               | 2019年4月12日 | 永岡智佳                              | 大倉崇裕 | 大野克夫 | BLUE SAPPHIRE                  | HIROOMI TOSAKA      | 山崎育三郎 河北麻友子          | 93.7億円  | 722万人    | -        | 済     | 済     |
| 第24作 | 緋色の弾丸             | 2021年4月16日 | 永岡智佳                              | 櫻井武晴 | 大野克夫 | 永遠の不在証明                 | 東京事変            | 浜辺美波                       | 76.5億円  | 538万人    | -        | 済     | 済     |
| 第25作 | ハロウィンの花嫁       | 2022年4月15日 | 満仲勧                                | 大倉崇裕 | 菅野祐悟 | クロノスタシス                 | BUMP OF CHICKEN     | 白石麻衣                       | 97.8億円  | 699万人    | -        | 済     | 済     |
| 第26作 | 黒鉄の魚影             | 2023年4月14日 | 立川譲                                | 櫻井武晴 | 菅野祐悟 | 美しい鰭                       | スピッツ            | 沢村一樹                       | 138.8億円 | 978万人    | -        | 済     | 済     |
| 第27作 | 100万ドルの五稜星      | 2024年4月12日 | 永岡智佳                              | 大倉崇裕 | 菅野祐悟 | 相思相愛                       | aiko                | 大泉洋                         | 158.0億円 | 1101万人   | -        | 済     | 済     |
| 第28作 | 隻眼の残像             | 2025年4月18日 | 重原克也                              | 櫻井武晴 | 菅野祐悟 | TWILIGHT!!!                    | King Gnu            | 山田孝之 山下美月              |           |            | -        | 未     | 済     |

| 通番  | 題名                                    | 公開日        | 脚本     | 主題歌 | 歌手  | 興行収入 | 観客動員数 |
| ----- | --------------------------------------- | ------------- | -------- | ------ | ----- | -------- | ---------- |
| 第1作 | 緋色の不在証明                          | 2021年2月11日 | 宮下隼一 | -      | -     | 12.4億円 |            |
| 第2作 | 灰原哀物語 〜黒鉄のミステリートレイン〜 | 2023年1月6日  | 宮下隼一 | -      | -     | 7.3億円  |            |
| 第3作 | 名探偵コナン vs. 怪盗キッド             | 2024年1月5日  | 宮下隼一 | 大胆   | WANDS |          |            |

| 通番  | 題名                               | 公開日        | 監督   | 脚本   | 主題歌 | 歌手 | 興行収入 | 観客動員数 |
| ----- | ---------------------------------- | ------------- | ------ | ------ | ------ | ---- | -------- | ---------- |
| 第1作 | ルパン三世VS名探偵コナン THE MOVIE | 2013年12月7日 | 亀垣一 | 前川淳 |        |      | 42.6億円 | 308万人    |

### テレビ放送
当初は月曜日の19～20時台の2時間枠で放送されていたが、2009年4月の放送枠移動後は『金曜ロードショー』の枠で放送されるようになった。放送時間の関係で第1話をモチーフにしたダイジェスト部分を含むオープニングやエンディング、阿笠博士のダジャレクイズなどいくつかのシーンがカットされる場合があるが、2018年〜2021年及び2023年・2024年公開作品の地上波初放送（2019年〜2022年・2024年・2025年の各年4月放送）では当該部分はいずれもノーカットで放送されている。エンディングに関しては『金曜ロードショー』側で独自編集されるようになり、早回しにしたスタッフロールと後日談の映像をバックに主題歌をワンコーラスのみ流すようになった。
なお、2025年4月現在、名探偵コナンの劇場版シリーズで『金曜ロードショー』枠での放送が一度もないのは第8作『銀翼の奇術師』、第10作『探偵たちの鎮魂歌』、第11作『紺碧の棺』の3つである。
ポケモンショック対策として、テレビ放送に際しては速い速度で動くカットや冒頭の作品解説で新一を撮る取材陣のカメラのフラッシュ、爆破シーンなど激しい光の点滅などを伴う場面に減光や残像の処理がされている。
| 放送日時（JST） | 放送日時（JST） | 放送枠     | 放送タイトル           | 世帯視聴率（%） | 個人視聴率 | 放送回数 | 備考 |
| --------------- | --------------- | ---------- | ---------------------- | --------------- | ---------- | -------- | --- |
| 1998年1月5日    | 19:00 - 20:54   | 通常拡大枠 | 時計じかけの摩天楼     |                 | -          | 初放送   | |
| 1999年3月22日   | 19:00 - 20:54   | 通常拡大枠 | 14番目の標的           |                 | -          | 初放送   | |
| 2000年3月20日   | 19:00 - 20:54   | 通常拡大枠 | 世紀末の魔術師         |                 | -          | 初放送   | |
| 2001年4月2日    | 19:00 - 20:54   | 通常拡大枠 | 瞳の中の暗殺者         |                 | -          | 初放送   | |
| 2002年4月1日    | 19:00 - 21:09   | 通常拡大枠 | 天国へのカウントダウン | 18.1            | -          | 初放送   | 映画シリーズとしては初めて21時にまたがって放送。 |
| 2002年10月7日   | 19:00 - 20:54   | 通常拡大枠 | 世紀末の魔術師         |                 | -          | 2回目    | |
| 2003年3月24日   | 19:00 - 20:54   | 通常拡大枠 | 時計じかけの摩天楼     |                 | -          | 2回目    | |
| 2003年4月7日    | 19:00 - 21:09   | 通常拡大枠 | ベイカー街の亡霊       |                 | -          | 初放送   | |
| 2004年4月16日   | 21:00 - 23:09   | 金曜ロード | 迷宮の十字路           |                 | -          | 初放送   | 『名探偵コナン』シリーズでは初となる本編ノーカットでの『金曜ロードショー』枠での放送。 |
| 2005年3月28日   | 19:00 - 21:09   | 通常拡大枠 | 銀翼の奇術師           |                 | -          | 初放送   | |
| 2006年3月13日   | 19:00 - 20:54   | 通常拡大枠 | 時計じかけの摩天楼     |                 | -          | 3回目    | 「ありがとう！名探偵コナン10周年記念スペシャル」として放送。 |
| 2006年4月3日    | 19:00 - 21:15   | 通常拡大枠 | 水平線上の陰謀         |                 | -          | 初放送   | 『探偵たちの鎮魂歌』の公開記念。「ありがとう！名探偵コナンTV放送10周年&映画10作記念スペシャル」として放送。 |
| 2006年10月2日   | 18:45 - 20:54   | 通常拡大枠 | 天国へのカウントダウン | 11.5            | -          | 2回目    | アニメ公式サイトが実施した歴代映画リクエスト放映企画の得票数No.1作品。なお、この日は21:00 - 22:48に『名探偵コナンドラマスペシャル』を放送したため、「4時間ぶっ通しコナン祭り」として放送された。                                                |
| 2006年12月25日  | 18:40 - 20:54   | 通常拡大枠 | 迷宮の十字路           |                 | -          | 2回目    | 「名探偵コナン10周年記念ファイナル」として、ノーカット放送。 |
| 2007年4月2日    | 19:00 - 21:15   | 通常拡大枠 | 探偵たちの鎮魂歌       |                 | -          | 初放送   | |
| 2007年10月8日   | 19:00 - 20:54   | 通常拡大枠 | 瞳の中の暗殺者         |                 | -          | 2回目    | |
| 2008年4月21日   | 19:00 - 20:54   | 通常拡大枠 | 紺碧の棺               |                 | -          | 初放送   | |
| 2008年9月29日   | 19:00 - 20:54   | 通常拡大枠 | 世紀末の魔術師         |                 | -          | 3回目    | |
| 2009年4月17日   | 21:00 - 22:54   | 金曜ロード | 戦慄の楽譜             |                 | -          | 初放送   | |
| 2010年4月16日   | 21:00 - 22:54   | 金曜ロード | 漆黒の追跡者           |                 | -          | 初放送   | |
| 2011年4月15日   | 21:00 - 22:54   | 金曜ロード | 天空の難破船           |                 | -          | 初放送   | |
| 2011年8月19日   | 21:00 - 22:54   | 金曜ロード | 戦慄の楽譜             |                 | -          | 2回目    | |
| 2011年11月25日  | 21:00 - 22:54   | 金曜ロード | 漆黒の追跡者           |                 | -          | 2回目    | |
| 2012年4月13日   | 21:00 - 22:54   | 金曜ロード | 沈黙の15分             |                 | -          | 初放送   | |
| 2012年8月17日   | 21:00 - 22:54   | 金曜ロード | 天空の難破船           |                 | -          | 2回目    | |
| 2012年12月14日  | 21:00 - 22:54   | 金曜ロード | 天国へのカウントダウン | 13.9            | -          | 3回目    | デジタルリマスター版を放送。 |
| 2013年4月19日   | 21:00 - 22:54   | 金曜ロード | 11人目のストライカー   |                 | -          | 初放送   | |
| 2014年2月7日    | 21:00 - 22:54   | 金曜ロード | 14番目の標的           |                 | -          | 2回目    | 『金曜ロードSHOW!』枠内でデジタルリマスター版を放送。 |
| 2014年4月18日   | 21:00 - 22:54   | 金曜ロード | 絶海の探偵             |                 | -          | 初放送   | |
| 2014年12月19日  | 21:00 - 22:54   | 金曜ロード | 戦慄の楽譜             |                 | -          | 3回目    | |
| 2015年4月17日   | 21:00 - 22:54   | 金曜ロード | 異次元の狙撃手         | 13.1            | -          | 初放送   | 『業火の向日葵』の公開を記念するかたちで、『金曜ロードSHOW!』にてテレビ初放送され、関東地区での平均視聴率は13.1%を記録した。なお、枠内に収めるためにオープニングやダジャレクイズ、エンディングなどがカットされていた。平均視聴率は13.1%を記録。 |
| 2016年4月8日    | 21:00 - 22:54   | 金曜ロード | 時計じかけの摩天楼     | 8.8             | -          | 4回目    | 劇場版第20作『純黒の悪夢』の公開を記念して『金曜ロードSHOW!』枠で行われた「2週連続コナン祭り」の第1弾として、デジタルリマスター版を本編ノーカット放送。                                                                                         |
| 2016年4月15日   | 21:00 - 23:14   | 金曜ロード | 業火の向日葵           | 10.5            | -          | 初放送   | 劇場版第20作『純黒の悪夢』の公開を記念して『金曜ロードSHOW!』枠で行われた「2週連続コナン祭り」の第2弾として本編ノーカット放送。 |
| 2017年4月7日    | 21:00 - 22:54   | 金曜ロード | 迷宮の十字路           | 9.9             | -          | 3回目    | |
| 2017年4月14日   | 21:00 - 22:54   | 金曜ロード | 純黒の悪夢             | 10.6            | -          | 初放送   | |
| 2018年2月9日    | 21:00 - 22:54   | 金曜ロード | ベイカー街の亡霊       | 7.4             | -          | 2回目    | オープニングやエンディングなどをカットした再編集版を放送。 |
| 2018年4月20日   | 21:00 - 22:54   | 金曜ロード | から紅の恋歌           | 10.8            | -          | 初放送   | |
| 2019年3月22日   | 21:30 - 23:24   | 金曜ロード | 世紀末の魔術師         | 11.1            | -          | 4回目    | 『金曜ロードSHOW!』枠内でデジタルリマスター版を放送。 |
| 2019年4月26日   | 21:00 - 23:14   | 金曜ロード | ゼロの執行人           | 11.6            | -          | 初放送   | 本編ノーカット放送。 |
| 2019年9月6日    | 21:25 - 23:19   | 金曜ロード | 天空の難破船           | 8.6             | -          | 3回目    | |
| 2020年2月7日    | 21:00 - 22:54   | 金曜ロード | 瞳の中の暗殺者         | 10.3            | -          | 3回目    | 『金曜ロードSHOW!』が実施した視聴者投票企画の第1位作品。 |
| 2020年4月10日   | 21:00 - 22:54   | 金曜ロード | 純黒の悪夢             | 12.5            | 8.3        | 2回目    | |
| 2020年4月17日   | 21:00 - 23:09   | 金曜ロード | 紺青の拳               | 13.9            | 9.1        | 初放送   | 本編ノーカット放送。沖縄県では琉球放送にて同年5月5日に放送。 |
| 2021年2月5日    | 21:00 - 22:54   | 金曜ロード | 時計じかけの摩天楼     | 9.4             | 5.8        | 5回目    | 本編ノーカット放送。 |
| 2021年4月16日   | 21:00 - 22:54   | 金曜ロード | 異次元の狙撃手         | 10.4            | 6.5        | 2回目    | 『金曜ロードSHOW!』が実施した視聴者投票企画の第2位作品。『緋色の弾丸』の公開記念。 |
| 2021年4月23日   | 21:00 - 22:54   | 金曜ロード | 天国へのカウントダウン | 10.0            | 6.2        | 4回目    | 『金曜ロードSHOW!』が実施した視聴者投票企画の第3位作品。『緋色の弾丸』の公開記念。 |
| 2022年4月22日   | 21:00 - 23:14   | 金曜ロード | 緋色の弾丸             | 9.3             | 6.2        | 初放送   | 『ハロウィンの花嫁』の公開記念として本編ノーカットで初放送。 |
| 2023年4月7日    | 21:00 - 22:54   | 金曜ロード | ハロウィンの花嫁       | 10.5            | 6.8        | 初放送   | 『黒鉄の魚影』の公開記念として初放送。 |
| 2023年4月14日   | 21:00 - 22:54   | 金曜ロード | 漆黒の追跡者           | 8.8             | 5.7        | 3回目    | 『黒鉄の魚影』の公開記念として放送。 |
| 2023年9月15日   | 21:00 - 22:54   | 金曜ロード | 天国へのカウントダウン | 7.4             | 4.5        | 5回目    | 『黒鉄の魚影』の大ヒット記念として放送。 |
| 2023年9月22日   | 21:00 - 22:54   | 金曜ロード | 純黒の悪夢             | 8.3             | 5.3        | 3回目    | 『黒鉄の魚影』の大ヒット記念として放送。 |
| 2024年4月12日   | 21:00 - 22:54   | 金曜ロード | 紺青の拳               | 9.2             | 5.9        | 2回目    | 『100万ドルの五稜星』の公開記念として放送。 |
| 2024年4月19日   | 21:00 - 23:14   | 金曜ロード | 黒鉄の魚影             | 10.4            | 6.8        | 初放送   | 『100万ドルの五稜星』の公開記念として本編ノーカットで初放送。 |
| 2025年4月4日    | 21:00 - 22:54   | 金曜ロード | 14番目の標的           | 7.6             | 5.0        | 3回目    | 『隻眼の残像』の公開記念として放送。 |
| 2025年4月11日   | 21:00 - 22:54   | 金曜ロード | 水平線上の陰謀         | 8.6             | 5.7        | 2回目    | 『隻眼の残像』の公開記念として放送。 |
| 2025年4月18日   | 21:00 - 23:19   | 金曜ロード | 100万ドルの五稜星      | 8.3             | 5.3        | 初放送   | 『隻眼の残像』の公開記念として本編ノーカットで初放送。 |

| 放送日時(JST)  | 放送日時(JST) | 放送枠     | 放送タイトル                       | 視聴率 | 放送回数 | 備考 |
| -------------- | ------------- | ---------- | ---------------------------------- | ------ | -------- | --- |
| 2015年1月30日  | 21:00 - 22:54 | 金曜ロード | ルパン三世VS名探偵コナン THE MOVIE | 14.9   | 初放送   | 本編を枠内に収めるための再編集が施された。 CM内ではコナンとキッドによる本作に絡めた新録ナレーション付きの『名探偵コナン 業火の向日葵』の予告が流された。 |
| 2016年10月7日  | 21:00 - 22:54 | 金曜ロード | ルパン三世VS名探偵コナン THE MOVIE | 10.3   | 2回目    | 『ルパン三世』の放送開始45周年を記念した「3週連続ルパン祭り」の第1弾として放送された。2015年1月30日分と同じく、再編集されている。                        |
| 2019年11月22日 | 21:00 - 22:54 | 金曜ロード | ルパン三世VS名探偵コナン THE MOVIE | 11.2   | 3回目    | 2019年12月6日に『ルパン三世 THE FIRST』が公開されるのを記念した「ルパン祭り2019」の第1弾として放送された。                                               |

### 観光効果
劇場版で登場した舞台地が“聖地”化し、ファンがその地を訪れる「聖地巡礼」などが恒例になりつつある。最初に聖地巡礼が話題となったのは、第6作『ベイカー街の亡霊』の舞台となったロンドンではないかと考えられており、その後第7作『迷宮の十字路』の舞台となった京都、第15作『沈黙の15分』の舞台のモデルとなった黒部ダム、第23作『紺青の拳』の舞台となったシンガポールなどが話題となった。さらに、第26作『黒鉄の魚影』以降では聖地巡礼による効果が顕著となり、同作で登場した八丈島や、第27作『100万ドルの五稜星』で登場した函館市、第28作『隻眼の残像』で登場した国立天文台野辺山などでは、観光客の増加といった経済効果や、交通機関の利用増加などの影響も表れている。

## その他のアニメ作品

### OVA
週刊少年サンデーの『名探偵コナン応募者全員サービス』が12作、映画とリンクしたストーリーを収録した「MAGIC FILE」・「BONUS FILE」の2シリーズが5作、計17作のOVAが製作、発売されている。

### Webアニメ

#### 名探偵コナン vs Wooo
2011年に日立コンシューマエレクトロニクスのハイビジョンテレビ「Wooo」のプロモーションサイトで公開された、Web限定オリジナルコラボレーションアニメ。
アニメーション内で、Woooの特徴や機能を紹介するショートストーリーとなっている。第1話「迷探偵!? 毛利小五郎」と第2話「タレント優木まおみの苦悩」の2話が公開され、第2話では、タレントの優木まおみが本人役で出演した。
登場人物
メインキャラクター
- 江戸川コナン - 高山みなみ
- 毛利蘭 - 山崎和佳奈
- 毛利小五郎 - 小山力也

第1話「迷探偵!? 毛利小五郎」
- 探偵 - 富沢美智恵
- 司会 - 金月真美
- コメンテーター - 小田敏充

第2話「タレント優木まおみの苦悩」
- 優木まおみ - 優木まおみ
- 父 - 秋元羊介
- 母 - 浦和めぐみ
- 女性レポーター - 國府田マリ子

スタッフ

- 原作 - 青山剛昌
- 脚本 - 古内一成（第2話）
- キャラクターデザイン - 須藤昌朋
- サブキャラクターデザイン・作画監督 - 佐々木恵子
- 動画検査 - 谷口昌彦
- 色彩設計 - 海鋒重信
- 色指定・仕上検査 - 山下沙弥香
- 美術監督 - 東潤一
- 撮影監督 - 西山仁
- 音響監督 - 浦上慶子（第1話）、浦上靖夫（第2話）
- ミキサー - 山本寿
- アシスタントミキサー - 村越直
- 効果 - 横山正和
- 編集 - 岡田輝満
- 監督 - 佐藤真人
- 制作 - トムス・エンタテインメント

#### 逃亡者・毛利小五郎
劇場版第18作『異次元の狙撃手』公開記念作品として、2014年4月23日にNOTTVで放送されたアニメ作品。原作で長期間アニメ化されていなかったエピソードの初アニメ化となり、原作は一話完結する短いストーリーのため通常より短いアニメ本編と劇場版の特報などを合わせての30分番組として構成されている。後にテレビアニメでも「提無津川凧揚げ事件」の伏線となる新規カットを追加して、「謹賀新年 毛利小五郎」のタイトルで2015年1月3日に放送された。
登場人物
メインキャラクター
- 江戸川コナン - 高山みなみ
- 毛利蘭 - 山崎和佳奈
- 毛利小五郎 - 小山力也
- 阿笠博士 - 緒方賢一
- 灰原哀 - 林原めぐみ
- 吉田歩美 - 岩居由希子
- 円谷光彦 - 大谷育江
- 小嶋元太 - 高木渉
- 妃英理 - 高島雅羅
- 榎本梓  - 榎本充希子

ゲストキャラクター
- 小五郎の友人 - 津久井教生
- アナウンス - 原紗友里
- 男 - 三宅貴大

スタッフ

- 原作 - 青山剛昌
- キャラクターデザイン - 須藤昌朋
- サブキャラクターデザイン・作画監督 - 大友健一
- 動画検査 - 谷口昌彦
- 色彩設計 - 海鋒重信
- 色指定・仕上検査 - 長谷川美枝
- 美術監督 - 東潤一
- 撮影監督 - 小川隆久
- 音楽 - 大野克夫
- 音響監督 - 浦上靖夫、浦上慶子
- ミキサー - 田口信孝
- アシスタントミキサー - 村越直
- 効果 - 横山正和
- 編集 - 岡田輝満
- 監督 - 山本泰一郎
- 制作 - トムス・エンタテインメント

### 3Dアニメ
読売テレビのイベント「天保山10デイズわくわく宝島」の特別企画として、サントリーアイマックスシアターで限定上映された。
- 名探偵コナン コナンVSキッド SHARK & JEWEL（2005年7月29日 - 8月31日公開）
- 名探偵コナン コナンVSキッド 漆黒の狙撃者（スナイパー）（2006年7月28日 - 9月24日公開）

### プラネタリウム作品
- 名探偵コナン 天才天文学者のメッセージ - 1999年制作。
- 名探偵コナン 月夜のパーティーの謎！ - 2000年制作。
- 名探偵コナン 星影の魔術師 - 2012年制作。上映時間は25分、監督は於地紘仁。
- 名探偵コナン 探偵たちの星月夜 - 2015年制作。上映時間は25分、監督は永岡智佳。
- 名探偵コナン 灼熱の銀河鉄道 - 2020年制作。上映時間は30分、監督は吉村章。
- 名探偵コナン 閃光の宇宙船 - 2025年制作。上映時間は30分、監督は髙木啓明。

## スタッフ
2024年現在、放送開始から25年以上経過していることもあり、多くのスタッフが入れ替わっている。放送開始時の1996年から現在も務めているスタッフは、音楽の大野克夫、ストーリーエディターの飯岡順一、監督の山本泰一郎、キャラクターデザインの須藤昌朋、アニメーターの河村明夫（かわむらあきお）、佐々木恵子、牟田清司、とみながまり、増永麗、村中博美（むらなかひろび）、色彩設計の中尾総子、撮影監督の小川隆久、特殊効果の林好美、編集の岡田輝満である。
- 原作 - 青山剛昌（小学館「週刊少年サンデー」連載）
- キャラクターデザイン - 須藤昌朋（第1話 - 第355話・第505話 - ）、とみながまり（第219話・第263話・第356話 - 第504話）、山中純子（第505話 - 第576話）、牟田清司（第627話 - 第680話）、岩井伸之（第804話 - 第870話）
- 美術監督[注 114] - 渋谷幸弘[注 115]（第1話 - 第95話・第97話 - 第173話・第175話 - 第218話・第220話 - 第283話・第345話）→光元博行[注 116]（第284話 - 第303話・第305話 - 第344話・第346話 - 第368話）→加藤靖忠（第369話 - 第478話・第480話 - 第486話）→中久木孝将、今泉徹夫（第487話 - 第504話）→谷村心一（第505話 - 第514話）→東潤一（第479話・第515話 - 第1023話）→小山貴大、堺駿介、荒井和浩（第1024話 - 第1073話・第1076話・番外編〈『警察学校編 Wild Police Story』「CASE. 降谷零」〉・第1080話・第1081話）、吉原俊一郎[注 117]（第1074話・第1075話・第1082話 - ）
- 色彩設計 - 平山礼子（第1話 - 第184話）→平出真弓[注 118]（第185話 - 第218話・第220話 - 第262話・第264話 - 第303話・第305話 - 第332話）→中尾総子（第263話・第304話・第333話 - 第504話・第1077話 - ）、海鋒重信[注 119]（第505話 - 第1076話・番外編〈『警察学校編 Wild Police Story』「CASE. 降谷零」〉）
- 撮影監督[注 120] - 堀越弘伸（第1話 - 第52話）、野村隆（第1話 - 第10話）、小川隆久[注 121]（第11話 - 第218話・第220話 - ）、吉田雅紀（第1029話 - ）
- CGディレクター - 伊藤雅美（第1077話 - ）
- 音響監督 - 小林克良（第1話 - 第295話）→浦上靖夫[注 122]（第296話 - 第504話・第507話 - 第789話）、井澤基（第309話 - 第529話）→浦上慶子（第577話 - ）、浦上靖之（第790話 - ）
- 音楽プロデューサー - 堀尾裕樹（第1話 - 第167話）
- 音楽 - 大野克夫
- 編集 - 岡田輝満
- ストーリーエディター - 飯岡順一 、小宅由貴恵（第1102話 - ）
- 制作担当 - 小島哲（第1話 - 第21話）→横山敏[注 123]（第22話 - 第52話・第57話 - 第106話）→小林弘明[注 124]（第107話 - 第128話・第130話 - 第218話・第220話 - 第262話・第264話 - 第332話）→森脇誠[注 125]（第333話 - 第382話・第384話 - 第437話）→岩井伸介（第438話 - 第451話）→岡畑徹（第452話 - 第490話）→山川剛史（第491話 - 第529話）→吉川俊夫（第530話 - 第556話）→寺島清晃（第577話 - 第749話）→藤堂真孝（第750話 - 915話）→岡田悠平（第916話 - 第982話・第1002話）→宇高大介・坪川淳史（第983話 - 第1001話・第1003話 - 第1028話）→藤田珠生（第1036話 - 第1060話）、福西将士（第1049話 - ）
- プロデューサー
  - 読売テレビ - 北田修一（第453話 - 第666話）→米倉功人（第667話 - 第1008話）→汐口武史（第1009話 - 第1129話）→吉田剛志（第1130話 - ）
  - 東京ムービー / TMS - 小林弘明（第333話 - 第529話）、小島哲（第505話 - 第520話）、山川剛史（第602話 - 第695話）、寺島清晃（第750話 - 第1032話）→藤堂真孝（第1033話 - ）
- アソシエイトプロデューサー 
  - 小学館 - 浅井認（第333話 - 第749話）→近藤秀峰（第750話 - ）
- アニメーションプロデューサー - 山川剛史（第530話 - 第601話）
- プロデューサー（第1話 - 第332話）→チーフプロデューサー（第333話 - ）
  - 読売テレビ - 諏訪道彦（第1話 - 第940話）→松本拓也（第941話 - 第974話）→佐々木加奈（第975話 - 第1045話）→永井幸治（第1046話 - 第1129話）→竹綱裕博（第1130話 - ）
  - 東京ムービー / TMS - 柳内一彦（第1話 - 第33話）、吉岡昌仁（第1話 - 第626話）→石山桂一（第627話 - 第1002話・第1119話 - ）→寺島清晃（第1033話 - 第1118話）
- 監督 - こだま兼嗣（第1話 - 第118話）→山本泰一郎（第119話 - 第161話・第163話 - 第218話・第220話 - 第332話・第667話 - 第677話・第680話 - ）→佐藤真人（第162話・第219話・第333話 - 第504話）→於地紘仁（第505話 - 第666話・第678話・第679話）、鎌仲史陽[161]（第975話 - ）
- 総監督 - こだま兼嗣（第119話 - 第252話）
- 監督補 - 佐藤真人（第318話 - 第332話）
- 音響制作 - オーディオ・プランニング・ユー→AUDIO PLANNING U
- 音響効果 - 横山正和[注 126]（第1話 - 第974話）→石野貴久[注 127]（第975話 - ）、横山亜紀[注 128]（第345話 - 第1108話）
- 録音スタジオ - APUスタジオ→APU MEGURO STUDIO→AUDIO PLANNING U
- 企画（第1話 - 第974話）→スーパーバイザー（第975話 - 第1099話） - 諏訪道彦
- アニメーション制作 - 東京ムービー（DVD・VHSケースのみ表記）→TMS/V1Studio（第627話 - 第1001話）→第1スタジオ（第1049話 - ）
- 制作 - よみうりテレビ→ytv、東京ムービー→トムス・エンタテインメント

読売テレビの社名ロゴは当初、上記のように「よみうりテレビ」と仮名書きの旧ロゴで表記されていたが、読売テレビのCI導入によるロゴ変更に伴い2007年4月16日より制作クレジットが、同年10月29日よりスタッフクレジットが「ytv」と英語（新ロゴ・CI）で表記されるようになった。2013年2月からはロゴがカラー表記されるようになった。同時に2014年4月までは開局55周年の記念ロゴが、2018年4月から2020年3月までは開局60周年ロゴと開局記念の年には1年間記念ロゴが併記されている。
スタッフクレジットでは2011年8月からチーフプロデューサー、2012年からプロデューサー、同年9月からは企画も「ytv/読売テレビ」とytvはロゴで表記されている。デジタルリマスター版でのスタッフクレジットはかつての放送同様通常の書体で「よみうりテレビ」、ロゴ変更後は「ytv」ロゴのみだったが、2022年2月12日放送のデジタルリマスター版「救急車を呼びに行った男」から通常本放送同様、「ytv/読売テレビ」に統一された。
また、「東京ムービー」は「東京ムービー新社」への移行を経て「キョクイチ」に吸収される以前の社名である。放送開始時の社名は「キョクイチ東京ムービー」で、2000年「トムス・エンタテインメント」に社名変更した後は同社アニメーション制作事業部門の名称として「東京ムービー」の名を残していた。当番組においては、開始以来「制作」として2011年7月30日まで「東京ムービー」（斜字の角ゴシック体）と表示し続けた。すなわち、2011年8月以降に『まじっく快斗』の原作作品のアニメが放送されるまでは社名の変更以降、唯一「東京ムービー」名義で「制作」されたアニメ作品ということになる。
2010年に『まじっく快斗』の原作作品がアニメ化された際には一時的に「トムス・エンタテインメント」の名義が使われ、2011年8月からは正式にクレジットを「トムス・エンタテインメント」に改めた。スタッフクレジットの所属表記では2021年4月までは「TMS/V1studio」と表記された。2022年7月からは「TMS/第1スタジオ」と表記されている。2013年10月からトムス・エンタテイメント創立50周年に伴う記念ロゴを併記すると同時に社名ロゴがカラー表記されるようになった。2015年10月から2018年は「TMSトムス・エンタテイメント」とCIと併せて表記され、2019年から2020年3月までは創立55周年記念ロゴが併記されていた。同年4月からは以前（2011年8月から2013年9月まで）と同様のCI無しの社名（コーポレートカラーに合わせて黒のカラー表記）のみとなっている。
デジタルリマスター版再放送時のスタッフクレジットは、吉岡プロデュース時代は本放送時と同様に「東京ムービー」、石山プロデュース時代は「TMS/V1studio」と表記されていたが、2022年2月12日放送のデジタルリマスター版「救急車を呼びに行った男」から「TMS」に統一された。
本番組の台本のロゴは両社共に放送開始当時の初代ロゴ及び初代名義（「よみうりテレビ 東京ムービー」）になっている。

## 主題歌
オープニング・エンディング曲は、1996年1月8日から1997年3月17日までは前番組『魔法騎士レイアース』からの流れで当時のポリグラム（現・ユニバーサルミュージック）所属のアーティストが担当していたが、同年4月以降は倉木麻衣・B'z・ZARD・GARNET CROW・小松未歩・愛内里菜・BREAKERZなどを中心に、B ZONE所属のアーティストが担当している。また、両社とも主題歌タイアップ時にはスポンサーとなり、主題歌シングルCDを中心としたCMを流している。本アニメでは珍しく、オープニングとエンディングの冒頭で曲名と歌手名のテロップを表示しており、主題歌のクレジットが2回表示となる。「OP31・OP43・ED12・ED55」は、劇場版主題歌と同じ曲を使用している。デジタルリマスター版では原則として放送日時点で使用している主題歌に差し替えているが、枠移動直後の時期は映像のみ過去に放送された複数のオープニング・エンディングの映像を再編集で繋ぎ合わせた特別映像となっていた回がある。また、曲のアレンジは大半がCDに収録されているものと異なっている。一部の楽曲の映像はノンテロップ版がDVDに収録されている。

### オープニングテーマ
オープニングの特徴として、冒頭部に主題歌のイントロと連動した江戸川コナン役の高山みなみによる約15秒ほどのダイジェスト形式のナレーションが挙げられる。一部の曲では冒頭のサビの後に行われる。「胸がドキドキ」の頃は、自己紹介や作品概要・放送回の内容などをかなりの早口で言い、最後に決めゼリフを言うというものだったが、次の「Feel Your Heart」からほぼ現在のような形式（冒頭の台詞→本編に関する前説→タイトルコールを交えた決め台詞）になった。決め台詞は「たったひとつの真実見抜く、見た目は子供 頭脳は大人 その名は名探偵コナン！」。また、最後の決め台詞の「名探偵コナン」の部分にエコーがつけられたのは、第62話からである。「Feel Your Heart」から冒頭で曲名と歌手名のテロップを表示するようになった。冒頭の台詞は、オープニングテーマのタイトルや歌詞を意識した内容が多い。また、前編・後編に分かれた回において「運命のルーレット廻して」までは99話・101話・103話・105話を除き、後編の回に前編の要約が映像として流れていたが、「TRUTH」からは後編でも通常のものが流れている。番組タイトルはオープニングの最後（1コーラス終盤）に出る場合と、冒頭ナレーションが終わってからすぐ出る場合の2種類があり、初期は前者の場合が続いていたが、最近は後者の場合がほとんどである。なお、「Feel Your Heart」以降の全てのオープニングで番組タイトルが出る際に必ずロゴの右下に著作権表記を出している。冒頭のダイジェスト部分にも画面左上または右上の四隅にタイトルロゴが表示されているパターンが多かったが、「グロリアス マインド」以降は無くなっている。
一部の回では特殊な形式になることがあり、第1話などでは本編に関連した映像を流し、第304話ではナレーションがなく、アバンタイトルからそのままオープニング映像を流す形式だった。
タイアップしたアーティストのシングルCD版ではアレンジが変更される楽曲が多い。曲の尺が規定の秒数より長めで、終わり部分がスポンサー読み上げと被ることがあるため、通常スポンサー読み上げが行われない再放送では、曲の終わり部分がいきなりカットされてCMへ移行することがある。VHS版（9巻以降）やDVD版でも同様にオープニングの終わりの部分（提供クレジット表示画面）がカットされている。
デジタル制作への移行後は、一部の2時間スペシャルで、オープニングの最後に英語のサブタイトルがその回に関する演出で表示され、そのあと日本語のサブタイトルが表示されることがあった。
|    | 曲名                               | 歌手                                                    | 絵コンテ                | 演出                    | 作画/ 作画監督                            | 放送話数 （長さ）                                                 | 備考 | オリコン最高位 | オリコン登場回数 |
| -- | ---------------------------------- | ------------------------------------------------------- | ----------------------- | ----------------------- | ----------------------------------------- | ----------------------------------------------------------------- | --- | -------------- | ---------------- |
| 1  | 胸がドキドキ                       | ザ・ハイロウズ                                          | こだま兼嗣              | こだま兼嗣              | 高谷浩利 石野聡                           | 第1話（1996年1月8日） - 第30話（8月26日） （計30話）              | 第1話のみ、原作1話冒頭で工藤新一が解決する事件の流れをアニメ化した特別版となっており、歌詞の表示がない。また、タイトルも冒頭部にオレンジ色の白抜きで表示される。 Bメロの「大人になって分からないまま」の箇所で「大人になって」の部分のアニメ映像は、単行本の扉絵を引用している。また、サビで吉田歩美が江戸川コナンにキスをするシーンと、毛利蘭がコナンにバックハグをするシーンはどちらも、後にそのままアニメ本編で使われた。 前後編の放送時には、通常の映像の代わりに前回のダイジェストが流れ、一部の回ではスタッフテロップがセル画テロップ（従来の16mmフィルムへの焼き込み）ではなくデジタルテロップ（ビデオスーパーによるもの）となっている。 第81話のアバンパートにてコナンが、原作25巻File9で少年探偵団と阿笠博士がこの歌を歌っているが、後者のエピソードがアニメ化された第188話では「謎」に変更されている。 スペシャル番組『名探偵コナン エピソード“ONE” 小さくなった名探偵』（2016年12月9日、金曜ロードSHOW!にて放送）でもこの曲が主題歌になった。 | 10位           | 9回              |
| 2  | Feel Your Heart                    | VELVET GARDEN                                           | こだま兼嗣              | こだま兼嗣              | 高谷浩利                                  | 第31話（1996年9月2日） - 第52話（1997年3月17日） （計22話）       | 冒頭ナレーションではOP1の歌い出し部分が流用されている。また、前後編の放送時には、通常の映像の代わりに前回のダイジェストが流れた。 決め台詞は、第37話では「たったひとつの真実見抜く〜」ではなく「人の心の真実見抜く〜」に、第52話では「真実はいつもひとつ！」になっている。 また、最初のイントロについて、第31話から第33話まではアレンジが、第41話では音質が異なっている。このオープニングから、タイトルロゴ表示時にロゴの右下に版権が表記されるようになった。 目暮警部と阿笠博士がオープニングに初登場。 なおこのオープニングではスタッフテロップのみビデオスーパーとなっている。 | 29位           | 4回              |
| 3  | 謎                                 | 小松未歩                                                | こだま兼嗣              | 佐藤真人                | 須藤昌朋                                  | 第53話（1997年4月7日） - 第96話（1998年3月23日） （計44話）       | 冒頭ナレーションでOP1の映像、サビではOP2の映像を流用・リメイクしている。第58話より、OP1の映像の背景が変更。一部の回を除く二・三部作の放送時には、通常の映像の代わりに前回のダイジェストが流れた。 タイトル表示時のエフェクトはその後「ギリギリChop」まで長く使われる。2015年8月には第81話・第82話の再放送の際に起用されており、翌月からのオープニングテーマにはLa PomPonのカバーによる同曲が起用された。第82話のオープニングは本放送時は前回のダイジェストが流れていたが、前述の再放送では通常のものに差し替えられている。 劇場版第3作で少年探偵団がこの歌を歌っているシーンがある。第54話と第55話のみ美術監督と美術設定が表示されていないミスがあった。第96話のみ白ペタロゴが右に移動しているほか、テロップがすべて焼き込みではなく電子テロップになっている。 後奏の静止画のみだが、服部平次がオープニングに初登場。 放送1000回記念プロジェクトの一環で実施された投票企画「The Best of OPED」において、歴代主題歌115曲の中で第3位に選ばれた。 | 9位            | 32回             |
| 4  | 運命のルーレット廻して             | ZARD                                                    | 山本泰一郎              | 山本泰一郎              | 須藤昌朋                                  | 第97話（1998年4月13日） - 第123話（11月9日） （計27話）           | 当初の冒頭ナレーションは「人の出会いは摩訶不思議！それより事件は謎めいて…あなたと一緒で（あなたに会えて）本当に良かった!!」だったが、第110話以降は「人の出会いは摩訶不思議！それより世の中謎めいて…あなたと一緒で本当に良かった!!」に変更された。118話だけは「それより大阪謎めいて…」になっている。 決め台詞は、第106話のみ「たったひとつの真実見抜く〜」ではなく「今日は特に真実見抜く〜」になっている。 曲の途中、コナン・蘭・鈴木園子・歩美・小嶋元太・円谷光彦がカラオケボックスで歌詞に合わせて熱唱しているシーンがある。 第98話以降は同一アレンジのままミックスが変更され、さらに第113話以降は曲のアレンジがシングル盤と同様の物に変更されている。一部の回を除く前後編の後編放送時には、通常の映像の代わりに前回のダイジェストが流れた。 またこのOP期間中は前後編で無くとも、冒頭を除く歌詞・スタッフテロップがフィルムへの焼き込みテロップでは無くビデオスーパーが採用された。また2016年にはLa PomPonが同曲をカバーし、エンディングとして起用された。 スペシャル番組『名探偵コナン エピソード“ONE” 小さくなった名探偵』では挿入歌として使用された。 園子と高木刑事がオープニングに初登場。 | 1位            | 9回              |
| 5  | TRUTH〜A Great Detective of Love〜 | TWO-MIX                                                 | 佐藤真人                | 佐藤真人                | 須藤昌朋                                  | 第124話（1998年11月16日） - 第142話（1999年4月26日） （計19話）   | コナン役の高山みなみがボーカルを務めるユニット。冒頭のナレーション「アリバイ！暗号！トリック！取り引き！ミステリアスな黒の組織！」の「トリック！」が第134話のみ「事件！」に変更されている。 冒頭ナレーションではOP4の冒頭サビ部分が流用されている。サビ前の映像では、本編に先駆けて灰原哀が登場するシーンがあり、劇場版1作目・2作目での爆破シーンが再制作されている。 テレビオンエア時は『TRUTH』名義。また、2021年現在テレビシリーズではBeing関連会社以外からの最後のタイアップである。 ジン、ウォッカ、怪盗キッドがオープニングに初登場。 | 3位            | 13回             |
| 6  | ギリギリchop                       | B'z                                                     | 不明（編集：C-Factory） | 不明（編集：C-Factory） | 須藤昌朋                                  | 第143話（1999年5月3日） - 第167話（11月8日） （計25話）           | 冒頭部分とタイトル表示以外はこれまでの全オープニング映像が流用・再編集された映像である。映像の一部にはB'zの映像も使用されており、第143話から第145話までは1998年のSURVIVEツアーの映像、 第146話以降はミュージック・ビデオのものの2種類がある。また第146話からは、最初の曲名とアーティスト名、途中の曲名とアーティスト名の「B'z」の表記が当時のロゴに変更された。 このオープニングでは冒頭部分を除きVTR制作、映像効果などもビデオ編集となっていたためテロップがフィルムへの焼き込みテロップでは無くビデオスーパーが採用される。 2005年9月26日に第162話の再放送が行われた際はタイトル表示画面の右下に本放送版にはなかった「スペシャル」のテロップが追加されている。 Netflix配信デジタルリマスター版のオープニングではリマスター素材に差し替えてカット割りを再現しているが、テロップのフォント（新ゴ）や一部の映像処理がオリジナルとは異なっている。 | 1位            | 11回             |
| 7  | Mysterious Eyes                    | GARNET CROW                                             | 山本泰一郎              | 山本泰一郎              | 須藤昌朋                                  | 第168話（1999年11月15日） - 第204話（2000年8月21日） （計37話）   | 放送時タイトルは「ミステリアス・アイズ」、放送時のアーティスト表記は「ガーネットクロウ」。当初の冒頭ナレーションは「流れる水には形が無い、そよぐ風には姿も無い」だが翌週放送分の第169話より後半部分が 「そよぐ風は姿も見えない」に変更され、第192話では「流れる水には形が無い〜」「たったひとつの真実見抜く〜」を除く冒頭ナレーションは工藤新一役の山口勝平が担当した。また第185話のみ決め台詞が「その名は、名探偵コナン!!」ではなく 「その名は本物名探偵コナン!!」と間に本物が追加されている。また、一部の回を除く前後編の放送時には、通常の映像の代わりに前回のダイジェストが流れた。テロップは冒頭部分を除きビデオスーパーを採用。 妃英理、白鳥警部、佐藤刑事、遠山和葉がオープニングに初登場。 | 20位           | 11回             |
| 8  | 恋はスリル、ショック、サスペンス   | 愛内里菜                                                | 佐藤真人                | 佐藤真人                | 須藤昌朋                                  | 第205話（2000年8月28日） - 第230話（2001年4月16日） （計26話）    | 曲にあわせてコナンが無表情でパラパラ（振り付け：宮地弘和（TWINSTAR））を踊るアニメーションが話題になった。第219話のみ映像が通常と異なり、アバンタイトルにスタッフテロップが表示されている。 当初、第205話から第207話までは「強くあれよと自分の心に、本質踏み込むつよーいリズム！」だった冒頭ナレーションが、第208話以降は「強い心に推理の（と）パワー！本質踏み込む鋭いリズム！」に変更された。 冒頭ナレーションではOP7のサビ部分の映像・デシタルエフェクトが流用されている。またこのオープニングでは冒頭に白ベタロゴが表示されていなかった。テロップはビデオスーパーを採用。 | 5位            | 6回              |
| 9  | destiny                            | 松橋未樹                                                | 山本泰一郎              | 山本泰一郎              | 須藤昌朋                                  | 第231話（2001年4月23日） - 第258話（11月19日） （計28話）         | 一部、新規制作した第174話と第193話の映像及びデジタルエフェクトを流用。歌詞は1番ではなく2番を使用している。 またこのオープニングから新一の衣装が青いタキシードから帝丹高校の制服へ変更され、白ペタロゴが右に移動した。冒頭除いたテロップはビデオスーパーを採用。 | 22位           | 5回              |
| 10 | Winter Bells                       | 倉木麻衣                                                | 山本泰一郎              | 佐藤真人                | 須藤昌朋                                  | 第259話（2001年11月26日） - 第270話（2002年3月4日） （計12話）    | Bメロまでの部分と提供バックでOP9のカット及びデシタル彩色・エフェクトを流用。また、第259話は通常の映像の代わりに前回のダイジェストが流れ、タイトルバックもOP9の物を流用していた。 また、OPでは『TRUTH』以来歌詞・スタッフテロップにフィルム焼き込みを採用、第259話と第262話と第264話以降の冒頭を除く歌詞・スタッフテロップが従来のフィルム焼き込みではなくビデオスーパーに移行した。 第263話ではスタッフテロップのみ電子テロップとなっていた。 京極真がオープニングに初登場。 | 1位            | 9回              |
| 11 | I can't stop my love for you♥      | 愛内里菜                                                | 山本泰一郎              | 山本泰一郎              | 須藤昌朋 山中純子                         | 第271話（2002年3月11日） - 第305話（2003年1月13日） （計35話）    | このオープニングから映像が完全デジタル化となり、冒頭部分のタイトルロゴ・楽曲名テロップもビデオスーパーに完全移行した。歌詞は2番を使用している。当初の冒頭ナレーションの「大嫌いと大好きの距離を埋める」だが 翌週放送分の第272話から「を」が省かれた。第286話から第288話までは「大嫌いと大好きの距離埋める〜」「たった一つの真実見抜く〜」を除く冒頭ナレーションは工藤新一役の山口勝平が担当した。 トメさんがオープニングに初登場。第304話のみ第219話同様スタッフテロップはアバンタイトルに表示された。 | 2位            | 6回              |
| 12 | 風のららら                         | 倉木麻衣                                                | 山本泰一郎              | 佐藤真人                | 須藤昌朋 山中純子                         | 第306話（2003年1月20日） - 第332話（8月18日） （計27話）          | 当初の冒頭ナレーションは「風のリズムで推理が冴える！黒い（の）絡みもほぐれて見える！」だったが、第312話以降は「風のリズムで推理が冴える！アリバイ（暗号）トリックほぐれていくよ♪（ほぐれて見える！）」 に変更された。このオープニングより、歌詞テロップの書体がゴナから新ゴに変更された。千葉刑事と宮本由美がオープニングに初登場。 | 3位            | 9回              |
| 13 | 君と約束した優しいあの場所まで     | 三枝夕夏 IN db                                          | 不明                    | 不明                    | とみながまり                              | 第333話（2003年8月25日） - 第355話（2004年3月15日） （計23話）    | 第11話と第219話の再放送時と第345話のみ映像が通常と異なり、第345話は曲の最後にサブタイトルが表示された。このオープニングからキャラクターデザインがとみながまりに変更されたが、 本編のキャラクターデザインは本オープニングの使用期間中まで須藤のままであった。前OPまではスタッフクレジットの監督→プロデューサー（現チーフプロデューサー）のクレジット順だったが、 このOPからチーフプロデューサー→監督となる。 工藤夫妻、ベルモット、ジョディ先生、新出先生、赤井秀一、山村刑事、横溝参悟警部と多くのキャラクターがオープニングに初登場。 このオープニングからスタッフテロップの書体も新ゴに変更された。 | 8位            | 6回              |
| 14 | START                              | 愛内里菜                                                | 不明                    | 不明                    | とみながまり                              | 第356話（2004年4月12日） - 第393話（2005年3月21日） （計38話）    | 第356話と第383話のみ映像が通常と異なり、第383話では第345話と同じく曲の最後にサブタイトルが表示された。第383話以外のオープニングのみ冒頭の台詞はなく、本編に関する前説→決め台詞になっている。 第370話・第375話・第385話・第468話では冒頭の映像の一部が本編で服装と背景が変更され使用された。第383話のみ冒頭に白ベタロゴが表示されていなかった。 横溝重悟警部がオープニングに初登場。 | 8位            | 8回              |
| 15 | 星のかがやきよ                     | ZARD                                                    | 佐藤真人                | 佐藤真人                | とみながまり                              | 第394話（2005年4月18日） - 第414話（9月12日） （計21話）          | ジェイムズ・ブラックがオープニングに初登場。 | 2位            | 13回             |
| 16 | Growing of my heart                | 倉木麻衣                                                | 不明                    | 不明                    | 佐々木恵子                                | 第415話（2005年10月10日） - 第424話（12月19日） （計10話）        | 最初のイントロ部分に一瞬ではあるが「10th ANNIVERSARY DETECTIVE CONAN」と表示されている。 途中、キール（水無玲奈）・キャンティ・コルンが登場しているが、 このオープニング期間中のアニメエピソードには登場はなく彼らが登場したのは次のオープニング「衝動」になった第425話からである。 | 7位            | 10回             |
| 17 | 衝動                               | B'z                                                     | 不明                    | 不明                    | とみながまり 宍戸久美子 新沼大祐          | 第425話（2006年1月9日） - 第437話（5月8日） （計13話）            | 大部分でOP13 - 16までの映像が流用・リメイクされているが、第425話のみ映像が通常と異なり、第345話および第383話と同じく曲の最後にサブタイトルが表示された。 放送開始10周年という事もあり冒頭にOP1、サビの最後にOP2のリメイク映像を流用している。また、歌詞は1番ではなく2番を使用している。 | 1位            | 19回             |
| 18 | 100もの扉                          | 愛内里菜&三枝夕夏 （コーラス：スパークリング☆ポイント） | 不明                    | 不明                    | とみながまり                              | 第438話（2006年5月15日） - 第456話（11月13日） （計19話）         | タイトルロゴが表示された後、放送開始から2000年まで使用していたサブタイトル、アイキャッチ時の扉がデジタル版で リメイクされたものが提供クレジット画面に起用された。キャラクターは小さな正方形の中に顔のみが描かれており、1回目のサビは左上から、 松本管理官、服部夫妻、遠山警視長、白馬探、中森警部、大滝警部、小林先生、栗山緑、榎本梓、本堂瑛祐、沖野ヨーコと、数多くのキャラクターがオープニングに初登場。 | 8位            | 6回              |
| 19 | 雲に乗って                         | 三枝夕夏 IN db                                          | 不明                    | 不明                    | とみながまり                              | 第457話（2006年11月20日） - 第474話（2007年6月4日） （計18話）    | 冒頭ナレーションの「 ○・○・○・○！ どんなときもボクはキミのパートナー！」の○内は週替わりでセリフが変更されていた。 このオープニングより映像がハイビジョン化された。またOPで初めて最終カットがED1 - 8までの最終カットの演出になっている。 | 12位           | 5回              |
| 20 | 涙のイエスタデー                   | GARNET CROW                                             | 不明                    | 不明                    | 佐々木恵子                                | 第475話（2007年6月18日） - 第486話（9月3日） （計12話）           | 冒頭のナレーションの「夏の光は昨日の輝き！涙の後には○○○○○！」の○内はOP19と同じく週替わりでセリフが変更されていた。また第479話のみ映像が通常と異なり、第345話と第383話および 第425話と同じく曲の最後にサブタイトルが表示され、スタッフクレジットがアバンタイトルに表示され、一部OP19の映像が流用された。第507話・原作59巻File11で蘭と園子、コナンがこの歌を歌っている。 | 10位           | 9回              |
| 21 | グロリアス マインド                | ZARD                                                    | 佐藤真人                | 佐藤真人                | -                                         | 第487話（2007年10月15日） - 第490話（12月3日） （計4話）          | 全て1時間スペシャルだったため、本編の内容に合わせて毎回映像が変えられた。再放送を除けば、放送回数が過去最少のオープニングである。また、このオープニングから冒頭に白ベタロゴが表示されなくなった。 当初の冒頭ナレーションが「映えある未来に明るい一歩！ 心の準備はもちろんOK!」だったが翌週放送分の第488話から「明るい一歩」から「光の一歩！」に変更された。 | 2位            | 10回             |
| 22 | 愛は暗闇の中で                     | ZARD                                                    | 不明                    | 不明                    | 佐々木恵子                                | 第491話（2008年1月14日） - 第504話（5月19日） （計14話）          | 2008年1月14日から2008年5月19日まで放送の長期エピソード「赤と黒のクラッシュ」シリーズ限定の使用。第504話のみ映像が若干、通常と異なる。<正式なアーティスト表記は『ZARD feat. 上木彩矢』だが、 坂井のボーカルしか使用していないため、放送時のアーティスト表記はZARD名義である。ZARDの名探偵コナンへのタイアップはこの曲が最後になった。 宮野明美がオープニングに初登場。 | 3位            | 12回             |
| 23 | 一秒ごとに Love for you            | 倉木麻衣                                                | 於地紘仁                | 於地紘仁                | 須藤昌朋 山中純子                         | 第505話（2008年6月16日） - 第514話（9月8日） （計10話）           | このオープニングからキャラクターデザインが須藤昌朋と山中純子に変更された。途中でアニメ化された倉木麻衣のポスターが貼ってある看板が登場する。 第509話以降は映像が一部変更され、それに伴い沖矢昴がオープニングに初登場。 | 7位            | 7回              |
| 24 | Mysterious                         | Naifu                                                   | 於地紘仁                | 於地紘仁                | 須藤昌朋 山中純子                         | 第515話（2008年10月20日） - 第520話（12月15日） （計6話）         | 一部新規制作した、第4話・原作4巻File34に置ける蘭の頬にコーラを引っ付ける映像と第162話と第174話の映像が流用されている。 | 36位           | 7回              |
| 25 | Revive                             | 倉木麻衣                                                | 於地紘仁                | 鈴木吉男                | 須藤昌朋 山中純子                         | 第521話（2009年1月19日） - 第529話（3月16日） （計9話）           | 倉木がデビュー10周年で、10曲目のタイアップである。一部新規制作した第2話・第189話終盤・第190話序盤の映像が流用されている。 | 3位            | 11回             |
| 26 | Everlasting Luv                    | BREAKERZ                                                | 於地紘仁                | 鎌仲史陽                | 須藤昌朋 山中純子                         | 第530話（2009年4月18日） - 第546話（9月12日） （計17話）          | 第1話と第2話の再放送の際には過去の映像が流用された。第544話では架空のアーティストがこの曲を歌っていた。 | 2位            | 8回              |
| 27 | MAGIC                              | 愛内里菜                                                | 於地紘仁                | 鎌仲史陽                | 須藤昌朋 山中純子                         | 第547話（2009年9月19日） - 第564話（2010年1月30日） （計18話）    | 歌の途中で提供クレジットが被さってしまうため歌詞が最後まで表示されない。第558話から第561話までのみ映像が一部変更された。 愛内里菜は2010年から2015年まで歌手活動から引退していたため、2025年現在この曲が『名探偵コナン』と最後のタイアップになった。 アンドレ・キャメルがオープニングに初登場。 | 17位           | 4回              |
| 28 | As the Dew                         | GARNET CROW                                             | 於地紘仁                | 鎌仲史陽                | 須藤昌朋 山中純子                         | 第565話（2010年2月6日） - 第582話（7月24日） （計18話）           | ベストアルバム『THE BEST History of GARNET CROW at the crest...』からの新曲。第153話の再放送の際には過去の映像が流用された。 | 6位            | 11回             |
| 29 | SUMMER TIME GONE                   | 倉木麻衣                                                | 於地紘仁                | 長岡義孝                | 須藤昌朋 牟田清司                         | 第583話（2010年8月14日） - 第601話（12月25日） （計19話）         | このオープニングからキャラクターデザインが須藤単独となる。第154話の再放送の際には過去の映像が流用された。第594話以降は、放送開始15周年記念で映像が一部変更された。 2010年4月からのアナログ放送におけるレターボックス化に伴い、このオープニングからスタッフ名や冒頭の曲名・歌手名テロップの位置が変更されている。 | 4位            | 8回              |
| 30 | tear drops                         | Caos Caos Caos                                          | 於地紘仁                | 鎌仲史陽                | 須藤昌朋 牟田清司                         | 第602話（2011年1月8日） - 第612話（4月23日） （計11話）           | 映像の途中でアーティスト本人がアニメキャラとして登場している。アニメ化した本人がオープニング映像に出演するのは倉木麻衣以来だが、本人が動くアニメーションは初である。途中新規カットを加えた第268話の映像、 及びED35に登場した寝ている蘭を携帯電話で撮影した写真が登場している。第610話以降は映像が一部変更された。このオープニングからOP32までは本放送時に限り、本編ダイジェストの代わりに 「『名探偵コナン』テレビアニメ放送開始15周年記念企画」のシンボルマークが表示されていた。 | 60位           | 3回              |
| 31 | Don't Wanna Lie                    | B'z                                                     | 於地紘仁                | 山本泰一郎              | 須藤昌朋 牟田清司 岩井伸之                | 第613話（2011年4月30日） - 第626話（7月30日） （計14話）          | 映像の一部にミュージック・ビデオが使用されている。第613話と第620話・第621話は映像が一部変更された。 劇場版第15作でもこの曲が主題歌になった。 | 1位            | 10回             |
| 32 | Misty Mystery                      | GARNET CROW                                             | 於地紘仁                | 鎌仲史陽                | 須藤昌朋 牟田清司 岩井伸之                | 第627話（2011年8月20日） - 第641話（12月17日） （計15話）         | 「夏の怪盗キッド祭り」のまじっく快斗の際には過去のオープニングの映像が流用された。また、その時の映像は怪盗キッドが登場する場面が多く、冒頭ナレーションは怪盗キッド役の山口勝平が担当した。 平次と和葉が登場するシーンでは新規制作した第223話の映像、蘭と園子が登場するシーンでは新規制作した第217話の映像が流用されている。 GARNET CROWの名探偵コナンへのタイアップはこの曲が最後になった。 『まじっく快斗』のDVD版では、テレビ放送版とは別に新規で映像が作成されている。 なお、このオープニングからのキャラクターデザインに牟田清司が加わる。 | 9位            | 5回              |
| 33 | Miss Mystery                       | BREAKERZ                                                | 於地紘仁                | 鎌仲史陽                | 須藤昌朋 牟田清司 岩井伸之                | 第642話（2012年1月7日） - 第666話（7月28日） （計25話）           | アニメーションにはアニメの過去の事件サブタイトル名が描かれている。 大和警部と上原刑事がオープニングに初登場。 | 5位            | 6回              |
| 34 | 君の涙にこんなに恋してる           | なついろ                                                | 平野俊貴                | 平野俊貴                | 須藤昌朋                                  | 第667話（2012年9月1日） - 第680話（12月15日） （計14話）          | 「夏の怪盗キッド祭り」との連動で『まじっく快斗』のキャラクターが多く登場し、 黒羽快斗、中森青子、小泉紅子、寺井黄之助はオープニングに初登場となる。「夏の怪盗キッド祭り・怪盗キッドスペシャル」のSP8からSP11までの冒頭ナレーションは怪盗キッド役の山口勝平が担当した。 他に安室透と世良真純がオープニングに初登場。 | 55位           | 3回              |
| 35 | TRY AGAIN                          | 倉木麻衣                                                | 山本泰一郎              | 山本泰一郎              | 須藤昌朋                                  | 第681話（2013年1月5日） - 第695話（4月27日） （計15話）           | 当初の冒頭ナレーションは「何回やってもいいじゃない。恋も事件も今日も明日も」だったが、事件を何回やってもいいというのはおかしいという視聴者からの指摘を受け、第692話から第695話までは問題の箇所が推理に差し替えられた。 このオープニングからキャラクターデザインが須藤単独となる。 | 7位            | 8回              |
| 36 | Q&A                                | B'z                                                     | 山本泰一郎              | 山本泰一郎              | 須藤昌朋                                  | 第696話（2013年5月4日） - 第717話（11月9日） （計22話）           | ベストアルバム『B'z The Best XXV 1999-2012』からの新曲。第704話以降は途中の字幕が一部変更された。 | 2位            | 38回             |
| 37 | Butterfly Core                     | VALSHE                                                  | 山本泰一郎              | 山本泰一郎              | 須藤昌朋                                  | 第718話（2013年11月16日） - 第743話（2014年6月21日） （計26話）   | 第724話と第726話で一部カットにおいて映像が変更された。 第734話と第737話以降では冒頭のナレーションの「影の黒さと闇の濃さ」が「黒い影とダークな暗闇」に変更された。またその際の一部映像が変更された。 第738話・第739話では「たった一つの真実見抜く〜」以前の冒頭ナレーションは毛利小五郎役の小山力也が担当した。 | 23位           | 9回              |
| 38 | Greed                              | KNOCK OUT MONKEY                                        | 山本泰一郎              | 山本泰一郎              | 須藤昌朋                                  | 第744話（2014年6月28日） - 第756話（10月25日） （計13話）         | 第28話の再放送時までは「太陽ギラギラ暑さに負けず、粋でいなせな推理ショー！」だった冒頭ナレーションが、第750話以降は「秋風さわやか夏バテ飛ばして〜」に変更された。 | 58位           | 2回              |
| 39 | DYNAMITE                           | 倉木麻衣                                                | 鈴木利正                | 鈴木利正                | 須藤昌朋                                  | 第757話（2014年11月1日） - 第773話（2015年3月28日） （計17話）    | ベストアルバム『MAI KURAKI BEST 151A -LOVE & HOPE-』からの新曲。 第759話の放送より、タイトルロゴの表示および、一部の映像が変更された。 第772話・第773話では「たった一つの真実見抜く〜」以前の冒頭ナレーションは工藤新一役の山口勝平が担当した。 連載20周年記念スペシャル番組『江戸川コナン失踪事件 〜史上最悪の2日間〜』（2014年12月26日、金曜ロードSHOW!にて放送）でもこの曲が主題歌になった。 | 2位            | 15回             |
| 40 | WE GO                              | BREAKERZ                                                | 山本泰一郎              | 山本泰一郎              | 須藤昌朋 牟田清司 岩井伸之                | 第774話（2015年4月18日） - 第789話（8月15日） （計16話）          | 第777話からは冒頭ナレーションの「共に歩んだ年月バネに〜」の年月の読みが"としつき"から"ねんげつ"に変更された。 第779話から第783話までのみ、アバンタイトル終了時に火が燃え上がるような演出になってからオープニングに入っており、タイトル表示前の蘭、小五郎、少年探偵団の登場する映像が、安室透、ベルモット、赤井秀一、沖矢昴、FBI、工藤夫妻と週替わりで変更されていた。 | 9位            | 3回              |
| 41 | 謎                                 | La PomPon                                               | 山本泰一郎              | 山本泰一郎              | 須藤昌朋                                  | 第790話（2015年9月5日） - 第803話（12月12日） （計14話）          | 小松未歩による楽曲をカバー。同じ曲を再度起用するのは『コナン』としては初めて。映像は新規制作だが、「ガラス窓を突き破るシーン」や「コナンが建物の出口に向かって走り抜けるシーン」など、OP3のオマージュが盛り込まれている。曲のアレンジは、OP3のものとは異なっている。 第791話の放送時より、冒頭ナレーションが「解けない謎にはコナンの推理、時代は変われど原点同じ」から「シャープな推理で謎を解く、恋（もしくは愛）も事件も原点変わらず」に変更されている。 第795話の冒頭にて、歩美が同曲を鼻歌で歌うシーンがある。 | 8位            | 5回              |
| 42 | 羽                                 | 稲葉浩志                                                | 山本泰一郎              | 山本泰一郎              | 須藤昌朋 岩井伸之                         | 第804話（2016年1月9日） - 第816話（5月7日） （計13話）            | 稲葉浩志のソロのシングルがオープニングに起用されるのは初めてである。 OP37以来、タイトルロゴが最後に表示されている。 アニメーションで登場する人物はコナン（工藤新一）、毛利蘭、毛利小五郎、ジンとウォッカの5人である。第807話より、ジンとウォッカが登場するカットが一部変更された。 このオープニングからキャラクターデザインに岩井伸之が加わる。 | 1位            | 18回             |
| 43 | 世界はあなたの色になる             | B'z                                                     | 寺岡巌                  | 山本泰一郎              | 須藤昌朋                                  | 第817話（2016年5月14日） - 第844話（12月24日） （計28話）         | 劇場版第20作の主題歌でもあり、アニメーション中に同作のシーンと類似したシーンが多数存在する。 なお、劇場版ではストーリーに直接は関わらなかった蘭が犯人と戦うシーンや、劇場版未登場の平次と和葉も、バイクで駆けつけるシーンなどが描かれ、劇場版をアレンジしたオリジナル映像となっている。 三池苗子、黒田兵衛、領域外の妹（メアリー・世良）がオープニングに初登場。 2017年から2020年までクロスプログラム（「この後すぐ、名探偵コナン！」）に当OPのカットが採用されていた。 | 配信限定       | 配信限定         |
| 44 | 幾千の迷宮で 幾千の謎を解いて      | BREAKERZ                                                | 山本泰一郎              | 山本泰一郎              | 須藤昌朋                                  | 第845話（2017年1月7日） - 第868話（7月29日） （計24話）           | OP40以来、2年ぶりの起用となる。また865話から868話まではエンディングテーマ「夢物語」が使われるため、OPED同一アーティストの起用となった。 | 9位            | 3回              |
| 45 | Lie,Lie,Lie,                       | 大黒摩季                                                | 山本泰一郎              | 山本泰一郎              | 須藤昌朋                                  | 第869話（2017年8月5日） - 第886話（12月23日） （計18話）          | 8月放送分のみ、全編にわたり35代目から44代目までの映像が流用されている。 9月放送分より新規映像となっており、羽田秀吉、赤井務武がオープニングに初登場。 このオープニングからキャラクターデザインが須藤単独となる。 | 20位           | 4回              |
| 46 | Everything OK!!                    | Cellchrome                                              | 鈴木利正                | 鈴木利正                | 須藤昌朋 橋本敬史（エフェクト）           | 第887話（2018年1月6日） - 第902話（5月19日） （計16話）           | アニメーションに登場する人物はコナンと新一、蘭の3人であり、オープニングに登場するキャラクターの中では過去最少である。 最初のダイジェストが流れている最中に、曲名と歌手が表示されている。また、第887話から第888話までは歌詞の一部が「I just wanna get tha truth」と表示されていたが、第889話からは「I just wanna get the truth」に修正されている。第887話から第890話までは歌詞に掛け声が表示されていなかったが、第891話からは表示されるようになった。また第891話からは、キャラクターの位置や背景などが多く変更された。 第887話の冒頭ナレーションでは怪盗キッド役の山口勝平も一部のセリフを担当している。 | 43位           | 8回              |
| 47 | カウントダウン                     | NormCore                                                | 千坂ふう                | 堀内バロン              | 須藤昌朋                                  | 第903話（2018年5月26日） - 第915話（9月29日） （計13話）          | アニメーションには怪盗キッド、服部平次、和葉が登場しているほか、作中でラム候補とされている黒田兵衛、若狭留美、脇田兼則が同じカットで揃って登場。若狭と脇田は初登場。 第907話のみロゴの背景がサッカーボールのCGに変更された。また、同じく907話以降は雨が止め画からCGに変更されている。 コナンがスケボーで悪人の集団に突進するカットは2025年現在、クロスプログラム（「この後すぐ、名探偵コナン！」）に採用されている。 | 31位           | 3回              |
| 48 | タイムライン                       | dps                                                     | 鎌仲史陽                | 鎌仲史陽                | 須藤昌朋                                  | 第916話（2018年10月6日） - 第926話（12月22日） （計11話）         | 「ホームズの黙示録」（ロンドン編）の、蘭が新一を探し回るシーンや新一が蘭に告白するシーンが原作準拠の服装で描き直されている他、「紅の修学旅行」に関する蘭とコナンのやり取りも先んじてアニメ化された。また、風見裕也と沖田総司が初登場となる。 さらに、提供テロップ中にも映像が変わり続けるのは今回が初めてである。 | 75位           | 2回              |
| 49 | 薔薇色の人生                       | 倉木麻衣                                                | -                       | 石原俊介 今井あき       | -                                         | 第927話（2019年1月5日） - 第940話（5月11日） （計14話）           | OP44以来のOPED同一アーティスト起用。第927話ではエンディングテーマとして使用。第928話ではタイトルロゴが最後に表示されている。全編にわたって「紅の修学旅行編」の映像をダイジェスト形式で流用しており、第87話の再放送時以降は、新規に編集されたバージョンとなっている。また、冒頭の歌手名・曲名以外の全体の歌詞テロップ及びスタッフクレジットの書体が変更された。 歌詞中では「always」、「Start in my life」、「TRY AGAIN」など、倉木が手掛けた歴代のコナン主題歌のタイトルが登場する。 | 4位            | 17回             |
| 50 | ANSWER                             | Only this time                                          | 山本泰一郎              | 山本泰一郎              | 須藤昌朋                                  | 第941話（2019年6月1日） - 第964話（12月21日） （計24話）          | 映像には板倉卓や羽田浩司、アマンダ・ヒューズが初登場し、またRUM候補である黒田兵衛・若狭留美・脇田兼則らも登場している他、作中で存命中のスパイではない組織のメンバーが全員登場する。第943話より、烏丸蓮耶のシルエットも追加された。 歌詞およびスタッフクレジットのテロップは従来のものに戻されている。 | 5位            | 2回              |
| 51 | 真っ赤なLip                        | WANDS                                                   | 静野孔文 瀬下寛之       | 静野孔文 瀬下寛之       | -                                         | 第965話（2020年1月4日） - 第982話（9月26日） （計18話）           | 大部分で原作漫画のカットが演出に使用されると同時に、コナンがOP8のパラパラをオマージュしたダンスを踊る映像となっている。振り付け監修にはリアルアキバボーイズのけいたんこと榊原敬太と、演出振付家としてゲッツが関わっている。なお、踊るコナンにはToon Boom Animationのセルルック3DCGが使用されているほか、42代目OP以来、タイトルロゴが最後に表示されている。 OP49以来にスタッフクレジットの書体が変更され、第971話より歌詞テロップと原作漫画の使用カットが変更された。また、読売テレビのアニメ『名探偵コナン』公式YouTubeチャンネルではこのオープニング映像がコナンが踊るダンス動画と共に公開されている。 放送1000回記念プロジェクトの一環で実施された投票企画「The Best of OPED」において、歴代主題歌115曲の中で第1位に選ばれた。 | 14位           | 29回             |
| 52 | JUST BELIEVE YOU                   | all at once                                             | 神奈摘陽親              | 小坂知                  | 岩井伸之 須藤昌朋 （総作画監督）          | 第983話（2020年10月3日） - 第999話（2021年2月27日） （計17話）    | OP49の倉木麻衣ぶりに、OPEDに同一アーティストが起用された。また、倉木麻衣によるED9「Secret of my heart」をサンプリングした楽曲となっており、映像でもオマージュと思しき桜の木と白シャツワンピース姿の蘭が描かれている。 Aメロ部分では交際中のカップルを含む両想いの関係にある男女や工藤・毛利両夫妻が登場している。 歌詞およびスタッフクレジットのテロップは従来のものに戻されているが、若干スタイルが異なっている。第988話より、スタッフテロップのタイミングが変更された。 | 37位           | 4回              |
| 53 | ZEROからハジメテ                   | 倉木麻衣                                                | 寺岡巌                  | 小坂知                  | 岩井伸之 須藤昌朋 （総作画監督）          | 第1000話（2021年3月6日） - 第1020話（9月25日） （計21話）         | 第1000話と第1001話ではリブート版「ピアノソナタ『月光』殺人事件」の映像を流用して、歌詞テロップも内容に合わせて譜面を使用した特別バージョンとなっている。 「緋色シリーズ」の再放送時は、全編にわたりこれまでのオープニング映像を流用した物を使用していたが、第1002話以降は新規映像となっており、一部、ED1のリメイク映像を流用。またOP51以来、番組ロゴが最後に表示され、全テロップ及びスタッフクレジットの書体が変更された。 第1016話（8月28日）から第1020話（9月25日）までは倉木麻衣がEDも担当する事になったため、OP52と同様エンディングテーマと同一アーティストの起用になる。 | 1位            | 13回             |
| 54 | YURA YURA                          | WANDS                                                   | 鎌仲史陽                | 鎌仲史陽                | 大友健一                                  | 第1021話（2021年10月2日） - 第1032話（12月25日） （計12話）       | OP51以来、1年ぶりの起用となる。 | 9位            | 5回              |
| 55 | SLEEPLESS                          | B'z                                                     | 高嶋晃大                | 高嶋晃大                | 岩井伸之 須藤昌朋 （総作画監督）          | 第1033話（2022年1月8日） - 第1048話（2022年6月25日） （計16話）   | OP43以来、約6年ぶりの起用になる。第836話・第837話の再放送時までは、全編にわたり過去のOP・EDの映像を編集した物を流用している。 第1038話より過去のOP・EDの映像をリメイクした新規映像となっている。 | 配信限定       | 配信限定         |
| 56 | SPARKLE                            | 大黒摩季                                                | 鎌仲史陽                | 小坂知                  | 岩井伸之 須藤昌朋 （総作画監督）          | 第1049話（2022年7月9日） - 1076話（2023年3月4日） （計28話）      | OP45以来、約5年ぶりの起用になる。 フサエ・キャンベル・木之下がオープニングに初登場。 サビでは、コナンが工藤優作の衣装など、様々なコスプレをしている。 OP48以来、提供テロップ中の映像が変わり続ける物になっている。 | 配信限定       | 配信限定         |
| 57 | RAISE INSIGHT                      | WANDS                                                   | 中田岳 /GAC             | ふくだのりゆき 深澤俊樹 | 岩井伸之 清水義治 須藤昌朋 （総作画監督） | 第1077話（2023年3月25日） - 第1101話（2023年10月21日） （計25話） | 初の、実写の背景とアニメーションを組み合わせた映像になっている。 第1080話より映像が一部変更され、ラムのシルエットが外されている。 第1093話・第1094話・第1098話・第1099話のみ一部のシーンで効果音が追加された。 | 9位            | 5回              |
| 58 | Unraveling Love 〜少しの勇気〜     | 倉木麻衣                                                | 小坂知                  | 早瀬真紀子              | 岩井伸之 須藤昌朋 （総作画監督）          | 第1102話（2023年11月4日） - 第1147話（2024年12月28日） （計46話） | ED64以来、約2年ぶりの倉木の起用となる。また、エンディングテーマも含め、過去最長の放送期間かつ過去最多の放送話数である。 諸伏兄弟、伊達航、松田陣平、萩原姉弟がオープニングに初登場。 | 配信限定       | 配信限定         |
| 59 | But ノーラヴ                       | Rainy。                                                 | 鈴木利正                | 鈴木利正                | 岩井伸之 須藤昌朋 （総作画監督）          | 第1148話（2025年1月4日） - 第1167話（2025年6月28日） （計20話）   | このOPに登場するのは、コナンと灰原哀、かつてラム候補とされていた黒田兵衛と若狭留美、そしてラム本人である脇田兼則、あの方、羽田浩司のみと非常に少なく、蘭や少年探偵団など、第1話から登場している古参は全く登場していない。 第1156話以降、一部の映像にエフェクトの追加がされた。 | 配信限定       | 配信限定         |
| 60 | Poker Face                         | あみゅり                                                | 金井次朗                | 家村あゆみ              | 岩井伸之                                  | 第1168話（2025年7月19日） -                                       | 歌手・曲ともに、当日のオンエアにて初解禁された。 |                |                  |

### エンディングテーマ
「眠る君の横顔に微笑みを」から「悲しいほど貴方が好き」までを除き、映像の中に本編のダイジェストを流している。「ピルグリム」は新規の映像は無い。映像はコナンまたは新一・蘭を中心に描かれることが多いが、「神風エクスプレス」からは原作の主要人物にスポットが当たった内容になる場合もある。
「迷宮のラヴァーズ」の途中までは曲のタイトルなどはオープニングに表示されていたが、第31話からはエンディングに表示されている。また、同曲の途中からは冒頭で曲名と歌手名のテロップを表示するようになった。
電話でのプレゼントが行われる場合は応募方法や電話番号が表示されるため、エンディング映像が縮小されることがある。さらに、次回予告をカットするため、本編のダイジェスト部分が次回予告に充てられる。
キャストクレジットの役名は、基本的にはレギュラーメンバーはフルネーム、警察関係者は苗字に階級だが、初期は一部のレギュラーメンバー（コナン、少年探偵団、園子、優作、有希子）のキャストクレジットが下の名前しか表記されていなかった。その後、段階的にフルネームへ修正されている。また、一時期は元太と高木刑事のように一人二役のキャストの役名が併記されていたこともあったが、現在は別々に表記している。デジタルリマスターで放送する際は、現在と同様フルネームに修正されているが、役名などは当時のまま表記されている。また、本放送後に改名したキャストの芸名も当時のままである。
|    | 曲名                                                    | 歌手                 | 絵コンテ     | 演出         | 作画/作画監督                                                         | 放送話数（長さ）                                                  | 備考 | オリコン最高位           | オリコン登場回数        |
| -- | ------------------------------------------------------- | -------------------- | ------------ | ------------ | --------------------------------------------------------------------- | ----------------------------------------------------------------- | --- | ------------------------ | ----------------------- |
| 1  | STEP BY STEP                                            | ZIGGY                | こだま兼嗣   | こだま兼嗣   | 牟田清司                                                              | 第1話（1996年1月8日） - 第26話（7月29日） （計26話）              | | 10位                     | 7回                     |
| 2  | 迷宮のラヴァーズ                                        | heath                | こだま兼嗣   | こだま兼嗣   | 堀内博之                                                              | 第27話（1996年8月5日） - 第51話（1997年3月10日） （計25話）       | | 10位                     | 6回                     |
| 3  | 光と影のロマン                                          | 宇徳敬子             | こだま兼嗣   | のがみかずお | 須藤昌朋                                                              | 第52話（1997年3月17日） - 第70話（8月4日） （計19話）             | エンディングを初めて女性アーティストが歌唱した。第52話のみ映像が通常と異なり、映像全編がVTR編集による本編のダイジェストとなっており、 テロップがフィルム焼き込みでは無く、ビデオスーパーとなっている。2004年6月28日の再放送（第52話）で再起用され、その際は通常映像に差し替えられた。 | 20位                     | 6回                     |
| 4  | 君がいない夏                                            | DEEN                 | のがみかずお | のがみかずお | 須藤昌朋                                                              | 第71話（1997年8月11日） - 第83話（12月1日） （計13話）            | 2015年8月22日・8月29日の再放送（第81話・第82話）で再起用された。その際テロップ位置が本放送時と異なっている。Netfilx配信デジタルリマスター版では本放送時と同じ位置付けになっている。 | 10位                     | 7回                     |
| 5  | 願い事ひとつだけ                                        | 小松未歩             | 松園公       | 松園公       | 須藤昌朋                                                              | 第84話（1997年12月8日） - 第108話（1998年7月6日） （計25話）      | 第96話のみ本編がデジタル彩色の影響で歌詞部分のみ電子テロップになっている。Netflix配信デジタルリマスター版での同話では「ギリギリchop」と同様の書体に差し替えられている。 | 8位                      | 17回                    |
| 6  | 氷の上に立つように                                      | 小松未歩             | 高谷浩利     | 高谷浩利     | 須藤昌朋                                                              | 第109話（1998年7月13日） - 第131話（1999年1月18日） （計23話）    | このエンディングから声の出演でのコナンの表記が、「コナン」から苗字を追加した「江戸川コナン」へ変更された。 | 5位                      | 14回                    |
| 7  | Still for your love                                     | rumania montevideo   | 山本泰一郎   | 山本泰一郎   | 須藤昌朋                                                              | 第132話（1999年1月25日） - 第152話（7月12日） （計21話）          | 放送時のアーティスト表記は「ルーマニア・モンテビデオ」。このエンディングから声の出演での鈴木園子の表記が、「園子」から苗字を追加した 「鈴木園子」へ変更された。また、このエンディングから次エンディングまでは声の出演での灰原哀の表記が、「哀」になっていた。 | 9位                      | 13回                    |
| 8  | Free Magic                                              | WAG                  | 佐藤真人     | 佐藤真人     | 須藤昌朋                                                              | 第153話（1999年7月19日） - 第179話（2000年2月7日） （計27話）     | 一部、ED6・7の映像が流用された。このエンディングのみ流れるダイジェスト部分が約34秒と少し長い。第153話から第156話のみCD版と異なるアレンジだったが、 第157話以降からCD版と同じアレンジに変更されている。当初のアレンジとCD版では曲のテンポが異なるため、映像やテロップと曲のタイミングにズレが生じている。 | 30位                     | 3回                     |
| 9  | Secret of my heart                                      | 倉木麻衣             | 山本泰一郎   | 山本泰一郎   | 須藤昌朋                                                              | 第180話（2000年2月14日） - 第204話（8月21日） （計25話）          | 放送時タイトルは「シークレット・オブ・マイ・ハート」。エンディングテーマにおけるシングル売上では、歴代1位である。 放送1000回記念プロジェクトの一環で実施された投票企画「The Best of OPED」において、歴代主題歌115曲の中で第2位に選ばれた。 サビからは蘭が歌詞に合わせて口を動かしている。なおNetflix配信デジタルリマスター版では第184話から第186話までと、第191話と 第192話の歌詞テロップを含めた脚本/構成・絵コンテ・演出から動画までのスタッフテロップが通常とは異なる書体になっている。 | 2位                      | 16回                    |
| 10 | 夏の幻                                                  | GARNET CROW          | 山本泰一郎   | 山本泰一郎   | 須藤昌朋                                                              | 第205話（2000年8月28日） - 第218話（12月18日） （計14話）         | EDのアニメーションが新一の目線となっている。前EDの「Secret of my heart」が蘭からの目線となっていることから、対のEDとなっている。 放送時のアーティスト表記は「ガーネットクロウ」。このエンディングから声の出演での 少年探偵団の3人の名前の表記が、「歩美、光彦、元太」からそれぞれ苗字を追加した「吉田歩美、円谷光彦、小嶋元太」へ変更された。ラストの写真に写っているのみだが、鈴木園子がエンディングに初登場。                                                                            | 20位                     | 5回                     |
| 11 | Start in my life                                        | 倉木麻衣             | 山本泰一郎   | 山本泰一郎   | 須藤昌朋                                                              | 第219話（2001年1月8日） - 第232話（5月7日） （計14話）            | 放送時タイトルは「スタート・イン・マイ・ライフ」。第219話のみテロップの書体と映像が通常と異なり、本編の映像が続く形になっている。アニメーションが、OP7の映像から続いている。ラストの「Just Start in my Life」の部分でコナンと新一が歌詞に合わせて口を動かしている。 | 2位                      | 11回                    |
| 12 | always                                                  | 倉木麻衣             | 神村幸子     | 佐藤真人     | 須藤昌朋                                                              | 第233話（2001年5月14日） - 第247話（8月20日） （計15話）          | 劇場版第5作の主題歌としても、この曲が起用された。 エンディングではこの曲から新一の衣装が青いタキシードから、帝丹高校の制服に変更されている。 | 2位                      | 7回                     |
| 13 | 青い青いこの地球に                                      | 上原あずみ           | 山本泰一郎   | 山本泰一郎   | 須藤昌朋                                                              | 第248話（2001年8月27日） - 第265話（2002年1月21日） （計18話）    | | 9位                      | 8回                     |
| 14 | 夢みたあとで                                            | GARNET CROW          | 佐藤真人     | 佐藤真人     | 須藤昌朋                                                              | 第266話（2002年1月28日） - 第287話（7月22日） （計22話）          | 第284話から本編がデジタル彩色に移行したため、テロップがフィルム焼き込みからビデオスーパーに移行した、Netflix配信デジタルリマスター版の第284話以降の ビデオスーパーはオリジナル版とは異なる書体になっている。ラストシーンの登場人物は灰原哀を除く少年探偵団と園子以外エンディングに初登場。 | 6位                      | 10回                    |
| 15 | 無色                                                    | 上原あずみ           | 佐藤真人     | 佐藤真人     | 須藤昌朋                                                              | 第288話（2002年7月29日） - 第299話（11月4日） （計12話）          | このエンディングから映像が完全デジタル化となる。 初めて工藤新一が登場しない。 | 8回                      |                         |
| 16 | Overture                                                | 稲葉浩志（B'z）      | 山本泰一郎   | 山本泰一郎   | 須藤昌朋 山中純子                                                     | 第300話（2002年11月18日） - 第306話（2003年1月20日） （計7話）    | アルバム「志庵」の5曲目の楽曲である。第304話のみ映像が通常と異なる。 | 1位                      | 14回                    |
| 17 | 明日を夢見て                                            | ZARD                 | 佐藤真人     | 佐藤真人     | 須藤昌朋 山中純子                                                     | 第307話（2003年1月27日） - 第328話（7月14日） （計22話）          | 「ZARD ALBUM COLLECTION 〜20th ANNIVERSARY〜」でテレビ用のアレンジが収録されているが、イントロが異なっている。 | 4位                      | 8回                     |
| 18 | 君という光                                              | GARNET CROW          | 佐藤真人     | 佐藤真人     | 須藤昌朋 山中純子                                                     | 第329話（2003年7月28日） - 第349話（2004年2月2日） （計21話）     | 第219話の再放映時と第342話と第345話は映像が通常と異なり、本編から続く形となっている。その形で219話の再放映時は映像のみ、 そのまま当時の素材を流用している。第11話の再放送時には本編のダイジェスト部分が再編集されている。 | 7位                      | 10回                    |
| 19 | 眠る君の横顔に微笑みを                                  | 三枝夕夏 IN db       | 不明         | 不明         | とみながまり                                                          | 第350話（2004年2月9日） - 第375話（10月25日） （計26話）          | 第356話のみ映像が通常と異なり本編の映像が続く形となっていた。このエンディングからダイジェストが一旦廃止され、キャラクターデザインがとみながまりになる。 | 12位                     | 7回                     |
| 20 | 忘れ咲き                                                | GARNET CROW          | 不明         | 不明         | とみながまり                                                          | 第376話（2004年11月1日） - 第397話（2005年5月9日） （計22話）     | 第383話のみ映像が通常と異なる。 工藤夫妻、千葉刑事、宮本由美がエンディングに初登場し、383話のみ大滝警部が初登場。 | 14位                     | 6回                     |
| 21 | ジューンブライド 〜あなたしか見えない〜                 | 三枝夕夏 IN db       | 不明         | 不明         | とみながまり                                                          | 第398話（2005年5月16日） - 第406話（7月11日） （計9話）           | 幼少期の新一と蘭が初登場。加えて、途中ですれ違う形で幼少期の平次と和葉も登場している。 | 12位                     | 5回                     |
| 22 | 世界 止めて                                             | 竹井詩織里           | 不明         | 不明         | とみながまり                                                          | 第407話（2005年7月18日） - 第416話（10月17日） （計10話）         | | 27位                     | 6回                     |
| 23 | Thank You For Everything                                | 岩田さゆり           | 不明         | 不明         | とみながまり                                                          | 第417話（2005年10月24日） - 第424話（12月19日） （計8話）         | | 16位                     | 6回                     |
| 24 | 悲しいほど貴方が好き                                    | ZARD                 | 不明         | 不明         | 宍戸久美子                                                            | 第425話（2006年1月9日） - 第437話（5月8日） （計13話）            | 第425話のみ映像が通常と異なる。ボーカルの坂井泉水が生前最後のZARDの名探偵コナンとのタイアップ曲となった。 | 6位                      | 14回                    |
| 25 | もう君だけを離したりはしない                            | 上木彩矢             | 不明         | 不明         | とみながまり                                                          | 第438話（2006年5月15日） - 第458話（11月27日） （計21話）         | このエンディングよりダイジェストが復活した。第452話のみ歌詞やスタッフなどのテロップの色が白から薄い黒に変更されている他、背景の景色が映っていなかった。 | 11位                     | 7回                     |
| 26 | 白い雪                                                  | 倉木麻衣             | 不明         | 不明         | とみながまり                                                          | 第459話（2006年12月4日） - 第470話（2007年4月30日） （計12話）    | このエンディングよりハイビジョン化された。 | 4位                      | 11回                    |
| 27 | I still believe 〜ため息〜                              | 滴草由実             | 不明         | 不明         | -                                                                     | 第471話（2007年5月7日） - 第486話（9月3日） （計16話）            | 第479話のみ映像が通常と異なる。エンディング映像はペーパークラフトとなっている。 歌詞は全て、2番以降が使われている。 | 50位                     | 4回                     |
| 28 | 世界はまわると言うけれど                                | GARNET CROW          | 佐藤真人     | 佐藤真人     | -                                                                     | 第487話（2007年10月15日） - 第490話（12月3日） （計4話）          | 全て1時間スペシャルだったため、映像は各話ごとに異なる。 | 12位                     | 6回                     |
| 29 | 雪どけのあの川の流れのように                            | 三枝夕夏 IN db       | 不明         | 不明         | 佐々木恵子                                                            | 第491話（2008年1月14日） - 第504話（5月19日） （計14話）          | 2008年1月14日 - 2008年5月19日まで放送の長期エピソード「赤と黒のクラッシュ」シリーズ限定の使用。本編ラストにイントロが流れ、曲が始まる。また、最後のアレンジが異なる複数のバージョンが存在する。三枝夕夏 IN dbの名探偵コナンへのタイアップはこの曲が最後になった。 赤井秀一、本堂姉弟、ベルモット、ウォッカ、ジンがエンディングに初登場。 | 19位                     | 4回                     |
| 30 | Summer Memories                                         | 上木彩矢             | 於地紘仁     | 於地紘仁     | 須藤昌朋 山中純子                                                     | 第505話（2008年6月16日） - 第514話（9月8日） （計10話）           | このエンディングからキャラクターデザインが須藤昌朋と山中純子になる。 初めて江戸川コナンが登場しない。 | 35位                     | 3回                     |
| 31 | GO YOUR OWN WAY                                         | 滴草由実             | 於地紘仁     | 於地紘仁     | 須藤昌朋 山中純子                                                     | 第515話（2008年10月20日） - 第520話（12月15日） （計6話）         | | 77位                     | 2回                     |
| 32 | 恋心 輝きながら                                         | Naifu                | 於地紘仁     | 鈴木吉男     | 須藤昌朋 山中純子 牟田清司 （作画監督補佐） 野武洋行 （作画監督補佐） | 第521話（2009年1月19日） - 第529話（3月16日） （計9話）           | | 70位                     | 2回                     |
| 33 | Doing all right                                         | GARNET CROW          | 於地紘仁     | 鎌仲史陽     | 須藤昌朋 山中純子                                                     | 第530話（2009年4月18日） - 第539話（7月4日） （計10話）           | 第1話と第2話の再放送時には過去の映像が流用された。 | 10位                     | 5回                     |
| 34 | 光                                                      | BREAKERZ             | 於地紘仁     | 鎌仲史陽     | 須藤昌朋 山中純子                                                     | 第540話（2009年7月11日） - 第561話（12月26日） （計22話）         | 第543話での本放送では歌詞やスタッフなどのテロップが一切表示されないというミスがあり、衛星放送、ソフト化の際に改めて表記された。 | 6位                      | 6回                     |
| 35 | Hello Mr. my yesterday                                  | Hundred Percent Free | 於地紘仁     | 鎌仲史陽     | 須藤昌朋 山中純子                                                     | 第562話（2010年1月16日） - 第587話（9月11日） （計26話）          | ラストカットに第268話に置ける蘭の寝顔写真が新規カットで登場。 | 59位                     | 3回                     |
| 36 | Tomorrow is the last Time                               | 倉木麻衣             | 於地紘仁     | 鎌仲史陽     | 須藤昌朋 牟田清司                                                     | 第588話（2010年9月18日） - 第601話（12月25日） （計14話）         | アルバム『FUTURE KISS』の12曲目の楽曲である。 2010年4月からのアナログ放送におけるレターボックス化に伴い、このエンディングからスタッフ名や冒頭の曲名・歌手名テロップの位置が変更されている。 このエンディングからキャラクターデザインが須藤単独となる。 | 3位                      | 12回                    |
| 37 | 十五夜クライシス 〜君に逢いたい〜                       | Hundred Percent Free | 不明         | 鎌仲史陽     | 須藤昌朋 牟田清司                                                     | 第602話（2011年1月8日） - 第609話（3月19日） （計8話）            | 最後の「君にも見えるかな（君に逢いたい）」の箇所で「（君に逢いたい）」の部分は新一が歌詞に合わせて口を動かしている。 | 60位                     | 3回                     |
| 38 | 月夜の悪戯の魔法                                        | BREAKERZ             | 於地紘仁     | 藤原佳幸     | 須藤昌朋 牟田清司 岩井伸之                                            | 第610話（2011年4月9日） - 第626話（7月30日） （計17話）           | 第43話の再放送時には過去の映像が流用されたが、DVDコレクションでは流用映像では無く通常映像に差し替えられている。 また、第616話以降は映像が一部追加され、ダイジェストが縮小された。エンディングの映像が縮小されている期間では、ダイジェストと次回予告がエンディング中に表示された。 | 5位                      | 7回                     |
| 39 | ピルグリム                                              | B'z                  | -            | -            | -                                                                     | 第627話（2011年8月20日） - 第628話（8月27日） （計2話）           | アルバム「C'mon」の9曲目の楽曲である。1か月間（「夏の怪盗キッド祭り」放送期間）限定の使用で、放送期間・放送話数共に最少のエンディングとなった。 また、「夏の怪盗キッド祭り」の放送期間中は全編ダイジェストで放送され、第627話・第628話の放送では過去の映像が流用されたために新規の映像は無いが、『まじっく快斗』のDVD版ではテレビ放送版とは別に新規映像が作成されている。 | 1位                      | 24回                    |
| 40 | Your Best Friend                                        | 倉木麻衣             | 於地紘仁     | 山本泰一郎   | 須藤昌朋 牟田清司 岩井伸之                                            | 第629話（2011年9月3日） - 第643話（2012年1月14日） （計15話）     | 幼少期の新一と蘭が主役となっている。このエンディングからキャラクターデザインに牟田清司が加わる。 | 6位                      | 10回                    |
| 41 | 悲しいほど 今日の夕陽 きれいだね                        | grram                | 於地紘仁     | 鎌仲史陽     | 須藤昌朋 牟田清司 岩井伸之                                            | 第644話（2012年2月4日） - 第653話（4月28日） （計10話）           | | 109位                    | 1回                     |
| 42 | オーバーライト                                          | BREAKERZ             | 於地紘仁     | 鎌仲史陽     | 須藤昌朋 牟田清司 岩井伸之                                            | 第654話（2012年5月5日） - 第666話（7月28日） （計13話）           | 5位 | 4回                      |                         |
| 43 | 恋に恋して                                              | 倉木麻衣             | 於地紘仁     | 於地紘仁     | 須藤昌朋                                                              | 第667話（2012年9月1日） - 第686話（2013年2月9日） （計20話）      | 夏の怪盗キッド祭り・怪盗キッドスペシャルのSP8からSP11までのエンディングにも使用された。 | 7位                      | 8回                     |
| 44 | 瞳のメロディ                                            | BOYFRIEND            | 山本泰一郎   | 山本泰一郎   | 須藤昌朋                                                              | 第687話（2013年2月16日） - 第704話（8月3日） （計18話）           | コナン史上初の韓流グループによるエンディングテーマである。このエンディングからキャラクターデザインが須藤単独となる。 | 4位                      | 4回                     |
| 45 | 君の笑顔がなによりも好きだった                          | Chicago Poodle       | 山本泰一郎   | 山本泰一郎   | 須藤昌朋                                                              | 第705話（2013年8月10日） - 第721話（12月7日） （計17話）          | | 35位                     | 5回                     |
| 46 | いま逢いたくて…                                         | DAIGO                | 山本泰一郎   | 山本泰一郎   | 須藤昌朋                                                              | 第722話（2013年12月14日） - 第736話（2014年4月26日） （計15話）   | 第50話の再放送時以降は曲アレンジの異なるバージョンへ変更された。 | 7位                      | 3回                     |
| 47 | RAIN MAN                                                | AKIHIDE              | 山本泰一郎   | 山本泰一郎   | 須藤昌朋                                                              | 第737話（2014年5月3日） - 第749話（8月9日） （計13話）            | | 20位                     | 3回                     |
| 48 | 無敵なハート                                            | 倉木麻衣             | 山本泰一郎   | 山本泰一郎   | 須藤昌朋                                                              | 第750話（2014年9月6日） - 第762話（12月13日） （計13話）          | 第27話・第28話の再放送時は全編ダイジェストで放送された。第751話から一部映像が修正された。 | 5位                      | 6回                     |
| 49 | 君への嘘                                                | VALSHE               | 山本泰一郎   | 山本泰一郎   | 須藤昌朋                                                              | 第763話（2015年1月10日） - 第803話（12月12日） （計41話）         | エンディングテーマでは、過去最長の放送期間である。映像は「命がけの復活」シリーズ終盤の場面が元となっている。 | 14位                     | 4回                     |
| 50 | 運命のルーレット廻して                                  | La PomPon            | 山本泰一郎   | 山本泰一郎   | 須藤昌朋 岩井伸之                                                     | 第804話（2016年1月9日） - 第812話（3月12日） （計9話）            | ZARDによる楽曲をカバーした曲である。後半部分ではコナン、蘭、小五郎、少年探偵団が過去の探偵・刑事ドラマのパロディを演じている。 第425話の再放送時は、ED24と同様に映像が通常とは異なっていた。 コナンと新一が微笑むカットは2025年現在、クロスプログラム（「この後すぐ、名探偵コナン！」）に採用されている。 このエンディングからキャラクターデザインに岩井伸之が加わる。 | 12位                     | 2回                     |
| 51 | ふたりの秒針                                            | 焚吐                 | 山本泰一郎   | 山本泰一郎   | 須藤昌朋 岩井伸之                                                     | 第813話（2016年4月16日） - 第826話（7月23日） （計14話）          | 映像は原作「蘭GIRL&新一BOY」の場面が元となっているが、この曲がエンディングテーマとして起用されている時に同エピソードのアニメ化はなかった。 | 47位                     | 2回                     |
| 52 | SAWAGE☆LIFE                                             | 倉木麻衣             | 山本泰一郎   | 山本泰一郎   | 須藤昌朋 岩井伸之                                                     | 第827話（2016年7月30日） - 第842話（12月10日） （計16話）         | エンディング中はコナンがギター、元太がドラム、光彦がベースを曲に合わせて演奏し、蘭・園子・世良・灰原・歩美がチアガールの格好で歌詞を口ずさんでいる。このエンディングのみ流れるダイジェスト部分が約7秒と今までのエンディングの中では一番短い。 世良真純や三池苗子、また大滝警部以外の府県警の警部、刑事はエンディングに初登場となる。 | 配信限定                 | 配信限定                |
| 53 | YESTERDAY LOVE                                          | 倉木麻衣             | 鎌仲史陽     | 鎌仲史陽     | 須藤昌朋                                                              | 第843話（2016年12月17日） - 第864話（2017年6月24日) （計22話）    | ED11・12以来、倉木麻衣の楽曲が連続で起用されている。ダイジェストが流れる部分では、画面の右端にアニメ化された倉木麻衣のカードが映っている。 | 6位 (Blu-ray) 27位 (DVD) | 6回 (Blu-ray) 5回 (DVD) |
| 54 | 夢物語                                                  | BREAKERZ             | 山本泰一郎   | 山本泰一郎   | 須藤昌朋                                                              | 第865話（2017年7月8日） - 第875話（9月30日） （計11話）           | 865話から868話までOPと兼任。 | 10位                     | 4回                     |
| 55 | 渡月橋 〜君 想ふ〜                                      | 倉木麻衣             | 山本泰一郎   | 山本泰一郎   | 須藤昌朋                                                              | 第876話（2017年10月7日） - 第886話（12月23日） （計11話）         | 劇場版第21作の主題歌として起用されたのちに、エンディングテーマとして起用された。このエンディングからキャラクターデザインが須藤担当となる。 | 5位                      | 42回                    |
| 56 | 神風エクスプレス                                        | 焚吐×みやかわくん    | 鎌仲史陽     | 鎌仲史陽     | 須藤昌朋                                                              | 第887話（2018年1月6日） - 第908話（7月21日） （計22話）           | 愛内里菜&三枝夕夏以来のコラボ曲であり、エンディングでは初のコラボ曲になる。 新一・蘭も登場しているが、劇場版第22作の公開に合わせて、コナン及びエンディングに初登場となる安室透がメインになっている。第887話から第893話までは映像の途中で流れ星が流れていた箇所が第894話以降は火の玉に変更されている。 | 16位                     | 6回                     |
| 57 | さだめ                                                  | First place          | 金井次朗     | 金井次朗     | 須藤昌朋                                                              | 第909話（2018年7月28日） - 第914話（9月22日） （計6話）           | 降谷零（安室透）と警察学校で同期である松田陣平・萩原研二・伊達航・諸伏景光がエンディングに初登場している。コナン・新一・蘭も登場しているが、捜査一課の高木渉・佐藤美和子も登場しており、全体的に警察官にスポットが当たった映像となっている。 | 8位                      | 11回                    |
| 58 | Aozolighter                                             | Cellchrome           | 重原克也     | 重原克也     | 須藤昌朋                                                              | 第915話（2018年9月29日） - 第926話（12月22日） （計12話）         | 第75話の再放送時以降は、917話以前のバージョンと比べてギターが強くなり歌い方も若干異なっている。 | 8位                      | 4回                     |
| 59 | きみと恋のままで終われない いつも夢のままじゃいられない | 倉木麻衣             | 山本泰一郎   | 山本泰一郎   | 岩井伸之 須藤昌朋 （総作画監督）                                      | 第928話（2019年1月12日） - 第951話（8月17日） （計24話）          | 第927話では未使用。初使用された第928話では挿入歌としても使用。 | 4位                      | 17回                    |
| 60 | Sissy Sky                                               | 宮川愛李             | 小坂知       | 小坂知       | 須藤昌朋                                                              | 第952話（2019年8月31日） - 第964話（12月21日） （計13話）         | コナン・蘭も登場しているが、全体的に灰原にスポットが当たった映像となっている。 また、灰原が一瞬カメラに視線を向けるカットが『新世紀エヴァンゲリオン』の綾波レイを思わせるという声が一部で上がっている。曲の中の「お願い 本当の気持ちを ねえ教えて」の箇所では「ねえ教えて」の部分の歌詞に合わせて灰原が口を動かしている。 第971話で、三池苗子がこの歌を歌っている。 | 20位                     | 7回                     |
| 61 | 少しづつ 少しづつ                                       | SARD UNDERGROUND     | 加瀬充子     | 安部祐二郎   | 岩井伸之 須藤昌朋 （総作画監督）                                      | 第965話（2020年1月4日） - 第976話（7月18日） （計12話）           | このエンディングより、作画監修・作画監督のクレジットが構成（脚本）・絵コンテ・演出と同じタイミングで表示されるようになる。 第971話で、ED60と同様に三池苗子がこの歌を歌っている。 | 15位                     | 22回                    |
| 62 | 星合                                                    | all at once          | 安部祐二郎   | 安部祐二郎   | 須藤昌朋                                                              | 第977話（2020年8月1日） - 第992話（12月26日） （計16話）          | 第983話（10月3日）から第992話（12月26日）まではall at onceがOPも担当することになったため、ED59以来のオープニングテーマと同一アーティストの起用になるが、新人アーティストのダブルタイアップ起用での担当は、異例である。 | 配信限定                 | 配信限定                |
| 63 | Reboot                                                  | 宮川愛李             | 鎌仲史陽     | 鎌仲史陽     | 岩井伸之 須藤昌朋 （総作画監督）                                      | 第993話（2021年1月9日） - 第1015話（8月14日） （計23話）          | このエンディングでは、本作では珍しい撮影処理が使用されており、「36マスの完全犯罪」でも使用されている。 | 47位                     | 2回                     |
| 64 | ベロニカ                                                | 倉木麻衣             | 鎌仲史陽     | 鎌仲史陽     | 岩井伸之 須藤昌朋 （総作画監督）                                      | 第1016話（2021年8月28日） - 第1028話（11月27日） （計13話）       | ジョディ・スターリング、若狭留美、羽田浩司、京極真がエンディングに初登場。 | 4位                      | 11回                    |
| 65 | SWEET MOONLIGHT                                         | BREAKERZ             | 加瀬充子     | 河原龍太     | 岩井伸之 須藤昌朋 （総作画監督）                                      | 第1029話（2021年12月4日） - 第1038話（2022年3月12日） （計10話）  | ED54以来、約5年ぶりの起用になる。 | 6位                      | 3回                     |
| 66 | 空っぽの心                                              | SARD UNDERGROUND     | 加瀬充子     | 進藤陽平     | 岩井伸之 須藤昌朋 （総作画監督）                                      | 第1039話（2022年4月16日） - 第1057話（2022年9月24日） （計19話）  | ED61以来、約2年ぶりの起用となる。 大尉がエンディングに初登場。 | 6位                      | 11回                    |
| 67 | プレイメーカー                                          | all at once          | 鎌仲史陽     | 西村大樹     | 岩井伸之 須藤昌朋 （総作画監督）                                      | 第1058話（2022年10月1日） - 第1073話（2023年2月11日） （計16話）  | Da-iCEの大野雄大とのコラボソング。OP52以来、1年半ぶりの起用となるが、他のアーティスト・メンバーとのコラボ曲は、この曲が初となる。 沖矢昴がエンディングに初登場。 | 44位                     | 3回                     |
| 68 | クウフク                                                | 今夜、あの街から     | 小坂知       | 小坂知       | 岩井伸之 須藤昌朋 （総作画監督）                                      | 第1074話（2023年2月18日） - 第1087話（2023年6月17日） （計15話）  | VALSHEが主題歌を担当するのはED49以来約8年ぶりとなる。コナン・蘭も登場しているが、劇場版第26作の公開に合わせて、灰原とジョディがメインになっている。 黒田兵衛、アンドレ・キャメル、ジェイムズ・ブラック、キャンティ、コルン、宮野姉妹、メアリー・世良がエンディングに初登場し、工藤有希子はオープニングも含めて、単独での登場は初めてとなる。 第1079話からは最後の場面のみキャメルの髪型が変更されている。                                                                                  | 13位                     | 9回                     |
| 69 | ...and Rescue Me                                        | Rainy。              | 薦田かなえ   | 薦田かなえ   | 岩井伸之 須藤昌朋 （総作画監督）                                      | 第1088話（2023年6月24日） - 第1104話（2023年11月18日） （計17話） | コナンも登場しているが、ED60以来に灰原が単独でスポットが当てられおり、前EDに続き宮野姉妹が登場している。 他の登場キャラクターはコナンを含む少年探偵団と阿笠博士のみのため、毛利蘭が登場しない初めてのエンディングとなった（これにより、ED1から全ての映像に出演しているキャラクターがいなくなった）。 | 36位                     | 5回                     |
| 70 | Y☺︎u & I                                                 | 倉木麻衣             | 大沢美奈     | 大沢美奈     | 岩井伸之 須藤昌朋 （総作画監督）                                      | 第1105話（2023年12月2日） - 第1131話（2024年8月3日） （計27話）   | ED64以来約2年ぶりにオープニングテーマと同一アーティストの起用になる。 怪盗キッドがエンディングに初登場。 | 配信限定                 | 配信限定                |
| 71 | 夢で逢いましょう                                        | SARD UNDERGROUND     | 鎌仲史陽     | 鎌仲史陽     | 岩井伸之 須藤昌朋 （総作画監督）                                      | 第1132話（2024年8月17日） - 第1147話（2024年12月28日） （計16話） | 若狭留美がメインの映像になっている。 小林先生がエンディングに初登場。 | 11位                     | 12回                    |
| 72 | Shooting star                                           | WANDS                | 山本泰一郎   | 山本泰一郎   | 岩井伸之 須藤昌朋 （総作画監督）                                      | 第1148話（2025年1月4日） - 第1157話（2025年3月15日） （計10話）   | 映像は灰原哀にスポットが当てられており、第129話・劇場版第5作・第213話・第330話の名場面がリメイクされている。 | 8位                      | 4回                     |
| 73 | Fun! Fun! Fun!                                          | 新浜レオン           | 大地丙太郎   | 松田千里     | 山中純子                                                              | 第1158話（2025年4月12日） -                                       | 踊る少年探偵団にはセルルック3DCGが使用されている。 ED24以来19年ぶりに本編のダイジェスト映像が廃止された。 | 2位                      | 11回                    |

### 挿入歌
| アーティスト               | タイトル                      | 放送話                                                                   | 備考 |
| -------------------------- | ----------------------------- | ------------------------------------------------------------------------ | --- |
| 篠原智子                   | うたかたの夢                  | 第3話（1996年1月22日）                                                   | 制服向上委員会の二期生である篠原智子のソロ曲。制服向上委員会のアルバム『熱い地球』に収録されている。 |
| ↑THE HIGH-LOWS↓            | そばにいるから                | 第12話（1996年4月15日）                                                  | ↑THE HIGH-LOWS↓のシングル「胸がドキドキ」のカップリング。 |
| ZIGGY                      | HAPPY END                     | 第17話（1996年5月27日） 第26話（1996年7月29日） 第33話（1996年10月14日） | ZIGGYのシングル「STEP BY STEP」のカップリング。 |
| VELVET GARDEN              | 夢をとめないでいて            | 第37話（1996年11月11日）                                                 | VELVET GARDENのシングル「Feel Your Heart」のカップリング。 |
| 伊織                       | キミがいれば                  | 第62話（1997年6月9日） 第65話（1997年6月30日）                           | 『名探偵コナン メイン・テーマ』に詞をつけた楽曲。主に初期の劇場版のクライマックスで使用されていたが、テレビシリーズでも1997年6月に2回だけ使われた。                                                                    |
| TWO-MIX                    | BREAK                         | 第82話（1997年11月24日）                                                 | 江戸川コナン役を担当している高山みなみがボーカルの音楽ユニット・TWO-MIXのシングル「LIVING DAYLIGHTS」のカップリング。                                                                                                  |
| 伊織                       | 愛はいつも                    | 第193話（2000年6月5日） 第345話（2004年1月5日）                          | 劇場版第3作『世紀末の魔術師』の挿入歌 |
| 菅井えり                   | I'll be there                 | 第304話（2003年1月6日）                                                  | 劇場版第3作『世紀末の魔術師』の挿入歌。同話で2度使用されている。 |
| 江戸川コナン（高山みなみ） | ぼくがいる 〜コナンのテーマ〜 | 第425話（2006年1月9日）                                                  | 伊織のシングル「ぼくがいる」のカバー。元々は劇場版第8作『銀翼の奇術師』サウンドトラック収録のボーナストラックだったものを2005年にシングルカットして「想い出たち 〜想い出〜/ぼくがいる 〜コナンのテーマ〜」に収録した。 |
| 高山みなみ                 | まっすぐ行く                  | 第692話（2013年3月23日） 第776話（2015年5月2日）                         | 『名探偵コナン メイン・テーマ』に『キミがいれば』とは別の詞をつけた楽曲。2022年時点でCD・配信ともに音源化が為されていない未発表曲となっている。                                                                        |

## CM・ジャンクション
日本テレビ系列にて放送局のジャンクションとして使用された。また、1997年4月7日から2015年3月28日まで長年メインスポンサーだった日本ガス協会のテレビ・ラジオCM、新聞広告にはコナンや少年探偵団が登場していた。

### 読売テレビ
2005年から一時期、読売テレビのキャッチコピー「10チャンネル」を宣伝するCMが制作・放送された。いくつか種類があり、主に以下の通りである。
- コナンがドアを開けると「10」の模型だった。
- コナンが「じっちゃんの名に懸けて」を「10チャン」と言い間違える[注 198]。なお、この中で「10チャンネル!!」とコールしているのは小嶋元太である。

### 読売テレビ以外
読売テレビ以外でも、「コナンは○○（放送局名または、その局のキャッチフレーズ）」などと言った、ジャンクションが放送されたこともある。かつてはテレビシリーズの番宣スポットが12秒で制作されており、最後の3秒を各局のキャッチフレーズに差し替える事が可能なスペースとしていた。そのため、下記のようなバリエーションが存在する。
- 山口放送 - 映画上映時に「夢中・熱中・放送中！」と言っている。
- 広島テレビ - かつて、コナン映画上映時に「もっと・きっと広テレ！」→「広テレじゃん！」と言っていた。
- 南海放送 - かつてはコナン映画上映時に「トモダチ！南海放送」→「ジェントル！南海放送」と言っていたが、現在は「いっつも！南海放送」と言っている。
- 福島中央テレビ - 「みんながまんなかFCT」の同社キャッチフレーズを言っている。
- 北日本放送 - かつてはコナン映画上映時に「ゆっちゅとめっぴKNB」→「ユメデジKNB」と言っていたが、現在は「いつもいっちゃんKNB」と言っている。
- 中京テレビ - コナンとチュウキョ〜くんが名古屋城をバックに、「名探偵コナンは中京テレビで」と言っている。
- テレビ新潟 - コナン映画上映時に「手と手とテニィ」と言っている。
- テレビ信州 - 地上波デジタル放送のチャンネルが4チャンネルになることに伴い、同局CI「マイチャン4チャンテレビ信州」と言っていた。
- テレビ岩手 - コナンの映画上映時に「5きげんチャンネルテレビ岩手」と言っている。
- 四国放送 - 「おもっしょいぞう」と同社キャッチフレーズを言っている。
- 西日本放送 - コナン映画上映時に「ます！ます！RNC」と言っている。
- 長崎国際テレビ - 当初はコナン映画上映時に「いちおしっ！NIB」と言っていたが、以後は「あなたの好きがここにある。NIB」と言っている。
- 青森放送 - コナン映画上映時に「ホッとするね！RAB」と言っている。
- テレビ大分 - コナン映画上映時に「4（ヨン）で見て！TOS」と言っている。
- くまもと県民テレビ - 映画上映時に「心に届けKKT」と言っている。
- 日本海テレビ - かつては「いっちゃんムチュー」→「1ちゃん！日本海テレビ」と同社キャッチフレーズを言っていたが、現在は「BEAT! 日本海テレビ」と言っている。

以上のジャンクションを挿入していなかった局では、この3秒のスペースを代わりに各局の共通イメージ映像（局のキャッチコピーなど）が挿入させていた。それも行っていなかった局あるいは時期によって読売テレビを含む上記の局では2000年代初頭の一時期、番宣の12秒を3秒ずらして空いた冒頭3秒に、ひらめきの音とコナンの「真実は、いつもひとつ!!」の台詞が挿入される。

## クロスオーバー

### 読売テレビ制作作品
月曜19:00の番組（枠移動後は土曜17:30の番組）の告知や繋ぎとして、同じ週刊少年サンデーを原作とする他作品のキャラクターとコナンが共演する場合がある。
ガンバリスト！駿
『駿』開始前のジャンクションで藤巻駿とコナンが登場（台詞は「この後は2本立て！『ガンバリスト！駿』と『名探偵コナン』」）。さらに、『ガンバリスト！駿』の終了後には、大車輪をしていた駿がコナンに変身するというものだった。
犬夜叉
ポスター告知によるコラボビジュアル共演の他、2002年7月22日放送の『コナン』第287話「工藤新一NYの事件（推理編）」では、Next Conan's Hintが「奈落」で、ヒント後のエンドトークで犬夜叉と新一の声優を務める山口勝平が直前番組である『犬夜叉』を踏まえたメタ発言を発する、同年10月28日放送の『犬夜叉』第90話「思い切った草太の告白」では、日暮草太が本編内でコナンの衣装を着ていたり、2003年9月15日放送の『犬夜叉』第127話「煮ちゃダメ！恐怖の干物妖怪」では、本編内で新一と蘭がかごめの学校の文化祭に訪れたり、同年11月17日放送の『コナン』第342話「ハウステンボスの花嫁」では大賀真哉役で出演した成田剣が翌週が『犬夜叉』の1時間SP「殺生丸を愛した女」の放送のため、その宣伝も兼ねて殺生丸としてエンドトークにも出演したりするなど、ミニコラボ・カメオ演出が盛り込まれていた。
結界師
終了後に『コナン』のオープニングへステブレレスで続く以下の4種類のショートムービーが毎週放送されていた。
1代目（2006年10月23日 - 12月4日）
「?」が現れ、『結界師』の主人公・良守が「謎の妖発見！」と言い、「結！」と囲もうとして追いかけるが捕まえられず、時音に「さっさと捕まえなさい！もたもたしてると迷宮入りになっちゃうわよ」と言われ、そこにコナンが登場し「その謎だけは結界術では捕まえられない、結界を破るミステリー、名探偵コナン、スタート！」と言う。
2代目（2007年1月15日 - 3月12日）
良守はまだ妖を追いかけている。時音に主役交代を断ろうとするが、「だだをこねない」と時音に式神を出され、良守は画面外に追い出される。その際に時音も画面外に出て、コナンが登場し「妖ショータイムから、謎解きショータイムへ、スタート!!」と言う。コナンの左肩には式神が乗っている。
3代目（2007年4月16日 - 7月2日）
時音とコナンがレジャーシートの上に座り、コナンはお茶を飲んでいる。良守はその間にケーキを作っている。良守がコナンに「このケーキを食べてこれから30分がんばってくれ！」と言う。
4代目（2007年7月9日 - 9月3日）
良守が式神にケーキを持たせ、結界を張って皿を取りに行く。時音とコナンが登場してコナンが「解」と結界を解除し、2人とも良守のケーキを食べる。その後に良守が登場し、「結界をはってたのに」と肩を落とし、コナンが「結界も解いちゃうミステリースタート！」と言う。
まじっく快斗1412
放送開始前の番宣CMでスポットライトの下にコナンが登場してナレーションも担当するほか、キッドとの会話を経て「30分でカタ付けろよ」と言う。同作では怪盗キッドが登場する「怪盗キッドの驚異空中歩行」、「怪盗キッドの瞬間移動魔術」、「コナンキッドの龍馬お宝攻防戦」がキッド視点で再びアニメ化されており、コナンなどの人物も登場している。
タイムボカン 逆襲の三悪人
放送開始前の2017年8月26日に、本作のコナン、哀、蘭、小五郎と同様の構図でアクダーマのビマージョ、ツブヤッキー、スズッキーが敬礼するコラボビジュアルが公開された。
半妖の夜叉姫
第2期『半妖の夜叉姫 弐の章』の放送開始前の2021年9月25日に、「#夜叉姫とコナンのコラボウィーク第1弾」と題して本作のコナンと『半妖の夜叉姫』のもろはが笑顔で並ぶコラボレーションイラストが、後者の公式Twitterで公開された。

### 日本テレビ制作作品
ルパン三世
『ルパン』と『コナン』のクロスオーバー作品が2作、制作された。

## 放送局・配信元

### 日本国内
連動データ放送はテレビ大分を除くNNS加盟局のみ、字幕放送はNNN加盟局・琉球放送・アニマックスのみ。また、見逃し配信としてTVer、ytv MyDo!、Huluで配信されている。
| 放送対象地域 | 放送局                                                      | 系列                                         | 放送時間                     | ネット状況       | 備考                  |
| ------------ | ----------------------------------------------------------- | -------------------------------------------- | ---------------------------- | ---------------- | --------------------- |
| 日本国内     | 読売テレビ（ytv・制作局） をはじめとする 日本テレビ系列28局 | 日本テレビ系列                               | 土曜 18:00 - 18:30           | 同時ネット       | [ 注 204 ]            |
| 大分県       | テレビ大分 (TOS)                                            | 日本テレビ系列 フジテレビ系列                | 土曜 18:30 - 19:00           | 30分遅れ         | [ 注 205 ]            |
| 宮崎県       | テレビ宮崎 (UMK)                                            | フジテレビ系列 日本テレビ系列 テレビ朝日系列 | 水曜 1:24 - 1:54（火曜深夜） | 遅れネット       | [ 注 206 ]            |
| 沖縄県       | 琉球放送 (RBC)                                              | TBS系列                                      | 水曜 14:20 - 14:50           | 遅れネット       | [ 注 207 ]            |
| 沖縄県       | 宮古テレビ (MTV)                                            | ケーブルテレビ                               | 火曜 19:00 - 19:30           | 遅れネット       | [ 注 208 ]            |
| 日本全域     | アニマックス                                                | BS/CS放送                                    | 水曜 19:00 - 19:30           | リピート放送あり | [ 注 209 ] [ 注 210 ] |
| 日本全域     | 日テレプラス                                                | BS/CS放送                                    | 土曜 10:30 - 11:00           | リピート放送あり | [ 注 211 ]            |

#### 放送時間の変遷
| 放送期間   | 放送期間   | 放送時間（日本時間） |
| ---------- | ---------- | -------------------- |
| 1996.01.08 | 2008.09.08 | 月曜 19:30 - 20:00   |
| 2008.10.20 | 2009.03.23 | 月曜 19:00 - 19:30   |
| 2009.04.04 | 現在       | 土曜 18:00 - 18:30   |

#### インターネット配信
各種配信サイトで見逃し配信が行われている。なおNetflixでは2021年3月に全編デジタルリマスター処理（第1話から第452話までのハイビジョン制作以前）を施してシーズン1からの配信を開始し、2024年2月時点でシーズン9までが配信されている。

#### 公式YouTube
2019年に公式YouTubeチャンネルを開設。2020年1月14日からは、公式YouTubeチャンネルで毎日19時に1話ずつ第1話から順次配信され、2020年8月17日までに218話までの配信が行われた。同年12月31日には無料配信が終了したが、2021年1月8日からは2度目の無料配信がスタートした。1度目とは異なり、毎週水曜から日曜に1日1話ずつの配信となる。なお、その後も「赤と黒のクラッシュ」シリーズなど、218話以降の一部のエピソードを期間限定で配信することもある。
また、劇場版公開時期には、1週間限定で関連エピソードや予告映像などの配信も行っている。

### 日本国外
| 放送対象地域 | 放送局           | 系列                           | 放送期間     | 放送時間                                        | ネット状況    |
| ------------ | ---------------- | ------------------------------ | ------------ | ----------------------------------------------- | ------------- |
| 中国         | iQIYI            | インターネット放送             | 2015年 -     | 土曜 19:30 - 19:55（中国標準時）                | 2時間30分遅れ |
| 中国         | テンセントビデオ | インターネット放送             | 2015年 -     | 土曜 19:30 - 19:55（中国標準時）                | 2時間30分遅れ |
| 中国         | Youku            | インターネット放送             | 2015年 -     | 土曜 19:30 - 19:55（中国標準時）                | 2時間30分遅れ |
| 中国         | Bilibili         | インターネット放送             | 2019年 -     | 土曜 19:30 - 19:55（中国標準時）                | 2時間30分遅れ |
| 北米         | テレビジャパン   | 衛星放送 ケーブルテレビ IP放送 | 2011年10月 - | 木曜 18:30 - 19:00 (ET) 木曜 15:30 - 16:00 (PT) | 遅れネット    |

## 関連CD

### シングル
| アーティスト               | 発売日         | タイトル                                          | カップリング                                           | フォーマット   | 規格品番   | 備考                                                  |
| ポリグラム                 | ポリグラム     | ポリグラム                                        | ポリグラム                                             | ポリグラム     | ポリグラム | ポリグラム                                            |
| -------------------------- | -------------- | ------------------------------------------------- | ------------------------------------------------------ | -------------- | ---------- | ----------------------------------------------------- |
| 大野克夫バンド             | 1996年1月25日  | 「名探偵コナン」メインテーマ                      | 蘭のテーマ                                             | 8cmCD          | PODX-1007  | 「名探偵コナン」メインテーマを含む3曲入りのシングルCD |
| 大野克夫バンド             | 1996年1月25日  | 「名探偵コナン」メインテーマ                      | 「名探偵コナン」メインテーマ（バラード・ヴァージョン） | 8cmCD          | PODX-1007  | 「名探偵コナン」メインテーマを含む3曲入りのシングルCD |
| 伊織                       | 1997年4月3日   | キミがいれば                                      | 逢いたいよ                                             | 8cmCD          | PODX-1023  |                                                       |
| 伊織                       | 1997年9月26日  | ぼくがいる 〜コナンのテーマ〜                     | やるっきゃないのさ 〜コナンの勝利〜                    | 8cmCD          | PODX-1031  |                                                       |
| ユニバーサルJ              |                |                                                   |                                                        |                |            |                                                       |
| 江戸川コナン（高山みなみ） | 2006年12月28日 | 想い出たち〜想い出〜/ぼくがいる〜コナンのテーマ〜 |                                                        | マキシシングル | UPCH-5356  |                                                       |

### イメージソング・アルバム
| アーティスト    | 発売日         | タイトル                                                   | フォーマット | 規格品番   |
| ポリグラム      | ポリグラム     | ポリグラム                                                 | ポリグラム   | ポリグラム |
| --------------- | -------------- | ---------------------------------------------------------- | ------------ | ---------- |
| 伊織            | 1997年10月22日 | 『名探偵コナン』イメージソングアルバム 〜ぼくがいる〜      | CD           | POCX-1081  |
| ユニバーサルJ   |                |                                                            |              |            |
| Various Artists | 2006年1月25日  | 名探偵コナン キャラクター・ソング集 帝丹小学校に全員集合!! | CD           | UPCH-1454  |

### 主題歌集
| 発売日                 | タイトル                                                            | フォーマット           | 規格品番               | 備考                                                           |
| キティエンタープライズ | キティエンタープライズ                                              | キティエンタープライズ | キティエンタープライズ | キティエンタープライズ                                         |
| ---------------------- | ------------------------------------------------------------------- | ---------------------- | ---------------------- | -------------------------------------------------------------- |
| 1996年12月16日         | 名探偵コナン主題歌集                                                | CD                     | KTCR-1409              | コナンの主題歌集では唯一キティエンタープライズから発売された。 |
| Being                  |                                                                     |                        |                        |                                                                |
| 2017年3月22日          | 劇場版 名探偵コナン 主題歌集 〜“20”All Songs〜                      | CD                     | JBCZ-9045              |                                                                |
| 2017年3月22日          | 劇場版 名探偵コナン 主題歌集 〜“20”All Songs〜                      | CD                     | JBCZ-9047              |                                                                |
| NORTHERN MUSIC         |                                                                     |                        |                        |                                                                |
| 2017年10月25日         | 倉木麻衣×名探偵コナン COLLABORATION BEST 21 -真実はいつも歌にある!- | CD+DVD                 | VNCM-9034/5            |                                                                |
| 2017年10月25日         | 倉木麻衣×名探偵コナン COLLABORATION BEST 21 -真実はいつも歌にある!- | CD                     | VNCM-9036/7            |                                                                |
| ZAIN RECORDS           |                                                                     |                        |                        |                                                                |
| 2019年12月18日         | BREAKERZ×名探偵コナン COLLABORATION BEST                            | CD                     | ZACL-9111              |                                                                |

### THE BEST OF DETECTIVE CONAN
| 発売日         | タイトル                                                    | フォーマット | 規格品番     | 備考 |
| ZAIN RECORDS   | ZAIN RECORDS                                                | ZAIN RECORDS | ZAIN RECORDS | ZAIN RECORDS |
| -------------- | ----------------------------------------------------------- | ------------ | ------------ | --- |
| 2000年11月29日 | THE BEST OF DETECTIVE CONAN 〜名探偵コナン テーマ曲集〜     | CD           | ZACL-1055    | 今作以降は、ビーイングから発売されている。 アニメ主題歌集のアルバムでは歴代1位の売り上げを記録し、このシリーズでは唯一ミリオンを達成している。                                                                        |
| B-Gram RECORDS |                                                             |              |              | |
| 2003年12月10日 | THE BEST OF DETECTIVE CONAN 2 〜名探偵コナン テーマ曲集2〜  | CD+DVD       | JBCJ-9005    | ZAIN RECORDSがB-Gram RECORDSに吸収されたため、今作以降はB-Gram RECORDSからリリースされている。 主題歌を担当した上原あずみの契約解除（契約違反）によってメーカーから回収されたため、このアルバムのみ廃盤になっている。 |
| 2003年12月10日 | THE BEST OF DETECTIVE CONAN 2 〜名探偵コナン テーマ曲集2〜  | CD           | JBCJ-9007    | ZAIN RECORDSがB-Gram RECORDSに吸収されたため、今作以降はB-Gram RECORDSからリリースされている。 主題歌を担当した上原あずみの契約解除（契約違反）によってメーカーから回収されたため、このアルバムのみ廃盤になっている。 |
| 2006年12月13日 | THE BEST OF DETECTIVE CONAN 〜The Movie Themes Collection〜 | CD           | JBCJ-9021    | 劇場版『名探偵コナン』の第1作から第10作までの主題歌集。 Polydorからリリースされた、杏子の「Happy Birthday」が収録されている。                                                                                         |
| 2008年8月6日   | THE BEST OF DETECTIVE CONAN 3 〜名探偵コナン テーマ曲集3〜  | CD           | JBCJ-9030/1  | |
| 2011年12月14日 | THE BEST OF DETECTIVE CONAN 4 〜名探偵コナン テーマ曲集4〜  | CD+DVD       | JBCJ-9042/3  | |
| 2011年12月14日 | THE BEST OF DETECTIVE CONAN 4 〜名探偵コナン テーマ曲集4〜  | CD           | JBCJ-9044/5  | |
| 2014年10月22日 | THE BEST OF DETECTIVE CONAN 5 〜名探偵コナン テーマ曲集5〜  | CD+DVD       | JBCJ-9051    | |
| 2014年10月22日 | THE BEST OF DETECTIVE CONAN 5 〜名探偵コナン テーマ曲集5〜  | CD           | JBCJ-9052    | |
| 2020年3月25日  | THE BEST OF DETECTIVE CONAN 6 〜名探偵コナン テーマ曲集6〜  | CD           | JBCJ‐9064/5  | |
| 2020年3月25日  | THE BEST OF DETECTIVE CONAN 6 〜名探偵コナン テーマ曲集6〜  | CD           | JBCJ‐9066/7  | |

### サウンドトラック
| #             | 発売日         | タイトル                                                           | フォーマット | 規格品番    |
| ポリグラム    | ポリグラム     | ポリグラム                                                         | ポリグラム   | ポリグラム  |
| ------------- | -------------- | ------------------------------------------------------------------ | ------------ | ----------- |
| 1st           | 1996年2月21日  | 『名探偵コナン』オリジナル・サウンドトラック                       | CD           | POCX-1017   |
| 2nd           | 1996年5月2日   | 『名探偵コナン』オリジナル・サウンドトラック 2                     | CD           | POCX-1027/8 |
| 3rd           | 1996年11月25日 | 『名探偵コナン』オリジナル・サウンドトラック 3                     | CD           | POCX-1055   |
| ユニバーサルJ |                |                                                                    |              |             |
| 4th           | 2002年4月25日  | 『名探偵コナン』オリジナル・サウンドトラック 4 〜急げ!少年探偵団〜 | CD           | UPCH-1061   |

### 劇場版サウンドトラック
| #              | 発売日        | タイトル                                                            | フォーマット | 規格品番   |
| ポリグラム     | ポリグラム    | ポリグラム                                                          | ポリグラム   | ポリグラム |
| -------------- | ------------- | ------------------------------------------------------------------- | ------------ | ---------- |
| 1st            | 1997年4月23日 | 『名探偵コナン 時計じかけの摩天楼』オリジナル・サウンドトラック     | CD           | POCX-1072  |
| 2nd            | 1998年4月15日 | 『名探偵コナン 14番目の標的』オリジナル・サウンドトラック           | CD           | POCX-1096  |
| 3rd            | 1999年4月14日 | 『名探偵コナン 世紀末の魔術師』オリジナル・サウンドトラック         | CD           | POCX-1117  |
| ポリドール     |               |                                                                     |              |            |
| 4th            | 2000年4月12日 | 『名探偵コナン 瞳の中の暗殺者』オリジナル・サウンドトラック         | CD           | POCX-2006  |
| 5th            | 2001年4月11日 | 『名探偵コナン 天国へのカウントダウン』オリジナル・サウンドトラック | CD           | UPCH-1057  |
| 6th            | 2002年4月17日 | 『名探偵コナン ベイカー街の亡霊』オリジナル・サウンドトラック       | CD           | UPCH-1150  |
| ユニバーサルJ  |               |                                                                     |              |            |
| 7th            | 2003年4月16日 | 『名探偵コナン 迷宮の十字路』オリジナル・サウンドトラック           | CD           | UPCH-1239  |
| 8th            | 2004年4月14日 | 『名探偵コナン 銀翼の奇術師』オリジナル・サウンドトラック           | CD           | UPCH-1336  |
| 9th            | 2005年4月6日  | 『名探偵コナン 水平線上の陰謀』オリジナル・サウンドトラック         | CD           | UPCH-1397  |
| 10th           | 2006年4月12日 | 『名探偵コナン 探偵たちの鎮魂歌』オリジナル・サウンドトラック       | CD           | UPCH-1485  |
| B-Gram RECORDS |               |                                                                     |              |            |
| 11th           | 2007年4月18日 | 『名探偵コナン 紺碧の棺』オリジナル・サウンドトラック               | CD           | JBCJ-9022  |
| 12th           | 2008年4月16日 | 『名探偵コナン 戦慄の楽譜』オリジナル・サウンドトラック             | CD           | JBCJ-9029  |
| 13th           | 2009年4月15日 | 『名探偵コナン 漆黒の追跡者』オリジナル・サウンドトラック           | CD           | JBCJ-9033  |
| 14th           | 2010年4月14日 | 『名探偵コナン 天空の難破船』オリジナル・サウンドトラック           | CD           | JBCJ-9034  |
| 15th           | 2011年4月17日 | 『名探偵コナン 沈黙の15分』オリジナル・サウンドトラック             | CD           | JBCJ-9039  |
| 16th           | 2012年4月11日 | 『名探偵コナン 11人目のストライカー』オリジナル・サウンドトラック   | CD           | JBCJ-9047  |
| 17th           | 2013年4月20日 | 『名探偵コナン 絶海の探偵』オリジナル・サウンドトラック             | CD           | JBCJ-9049  |
| Vap            |               |                                                                     |              |            |
| 18th           | 2013年12月4日 | 『ルパン三世VS名探偵コナン THE MOVIE』オリジナル・サウンドトラック  | CD           | VPCG-84961 |
| B-Gram RECORDS |               |                                                                     |              |            |
| 19th           | 2014年4月16日 | 『名探偵コナン 異次元の狙撃手』オリジナル・サウンドトラック         | CD           | JBCJ-9050  |
| 20th           | 2015年4月15日 | 『名探偵コナン 業火の向日葵』オリジナル・サウンドトラック           | CD           | JBCJ-9054  |
| Being          |               |                                                                     |              |            |
| 21st           | 2016年4月13日 | 『名探偵コナン 純黒の悪夢』オリジナル・サウンドトラック             | CD           | JBCJ-9059  |
| 22nd           | 2017年4月12日 | 『名探偵コナン から紅の恋歌』オリジナル・サウンドトラック           | CD           | JBCJ-9060  |
| 23rd           | 2018年4月11日 | 『名探偵コナン ゼロの執行人』オリジナル・サウンドトラック           | CD           | JBCJ-9061  |
| 24th           | 2019年4月10日 | 『名探偵コナン 紺青の拳』オリジナル・サウンドトラック               | CD           | JBCJ-9062  |
| 25th           | 2021年4月14日 | 『名探偵コナン 緋色の弾丸』オリジナル・サウンドトラック             | CD           | JBCJ-9063  |
| 26th           | 2022年4月13日 | 『名探偵コナン ハロウィンの花嫁』オリジナル・サウンドトラック       | CD           | JBCJ-9080  |
| B ZONE         |               |                                                                     |              |            |
| 27th           | 2023年4月12日 | 『名探偵コナン 黒鉄の魚影』オリジナル・サウンドトラック             | CD           | JBCJ-9081  |
| 28th           | 2024年4月10日 | 『名探偵コナン 100万ドルの五稜星』オリジナル・サウンドトラック      | CD           | JBCJ-9082  |

### サウンドトラックベスト・アルバム
| #              | 発売日         | タイトル                                                        | フォーマット | 規格品番    |
| ポリグラム     | ポリグラム     | ポリグラム                                                      | ポリグラム   | ポリグラム  |
| -------------- | -------------- | --------------------------------------------------------------- | ------------ | ----------- |
| 1st            | 1997年11月27日 | 『名探偵コナン』オリジナル・サウンドトラック スーパー・ベスト   | CD           | POCX-1082   |
| ユニバーサルJ  |                |                                                                 |              |             |
| 2nd            | 2003年12月17日 | 『名探偵コナン』オリジナル・サウンドトラック スーパー・ベスト 2 | CD           | UPCH-1318   |
| B-Gram RECORDS |                |                                                                 |              |             |
| 3rd            | 2007年12月5日  | 『名探偵コナン』オリジナル・サウンドトラック Selection BEST     | CD           | JBCJ-9025/6 |

### CD-BOX
| #             | 発売日        | タイトル                                                   | フォーマット  | 規格品番      |
| ユニバーサルJ | ユニバーサルJ | ユニバーサルJ                                              | ユニバーサルJ | ユニバーサルJ |
| ------------- | ------------- | ---------------------------------------------------------- | ------------- | ------------- |
| 1st           | 2021年5月19日 | 『名探偵コナン』オリジナル・サウンドトラック 1997-2006 BOX | SHM-CD        | UPCY-9937/46  |

### ドラマCD
| #          | 発売日        | タイトル                                                                         | フォーマット | 規格品番   | 備考                                                      |
| ムービック | ムービック    | ムービック                                                                       | ムービック   | ムービック | ムービック                                                |
| ---------- | ------------- | -------------------------------------------------------------------------------- | ------------ | ---------- | --------------------------------------------------------- |
| 1st        | 2006年3月9日  | 名探偵コナン 探偵たちの鎮魂歌 アニメイト前売券 特別CD 10周年記念スペシャル座談会 | CD           | APTX-4869  | 「ある日の事務所」と「おまけドラマ 高木刑事の憂鬱」を収録 |
| 2nd        | 2012年7月18日 | 名探偵コナンドラマCD 「少年探偵団からの挑戦状!」                                 | CD           | CNAN-1     |                                                           |

## 関連書籍

### 少年サンデーコミックス
| タイトル                                                     | 発売日         | ISBN              |
| 劇場版                                                       | 劇場版         | 劇場版            |
| ------------------------------------------------------------ | -------------- | ----------------- |
| 時計じかけの摩天楼                                           | 2006年1月18日  | 4-09-120299-3     |
| 14番目の標的                                                 | 2006年1月18日  | 4-09-120300-0     |
| 世紀末の魔術師                                               | 2006年2月17日  | 4-09-120306-X     |
| 瞳の中の暗殺者                                               | 2006年2月17日  | 4-09-120307-8     |
| 天国へのカウントダウン                                       | 2006年3月17日  | 4-09-120309-4     |
| ベイカー街の亡霊                                             | 2006年3月17日  | 4-09-120310-8     |
| 迷宮の十字路                                                 | 2006年4月15日  | 4-09-120518-6     |
| 銀翼の奇術師                                                 | 2006年4月15日  | 4-09-120515-1     |
| 水平線上の陰謀                                               | 2008年4月18日  | 978-4-09-121424-9 |
| 探偵たちの鎮魂歌                                             | 2009年4月17日  | 978-4-09-121648-9 |
| 紺碧の棺                                                     | 2010年4月16日  | 978-4-09-122253-4 |
| 戦慄の楽譜                                                   | 2011年4月15日  | 978-4-09-123025-6 |
| 漆黒の追跡者                                                 | 2012年4月12日  | 978-4-09-123615-9 |
| 天空の難破船                                                 | 2013年4月13日  | 978-4-09-124275-4 |
| 沈黙の15分                                                   | 2014年3月18日  | 978-4-09-124616-5 |
| 11人目のストライカー                                         | 2015年3月18日  | 978-4-09-126064-2 |
| 絶海の探偵                                                   | 2016年3月18日  | 978-4-09-127188-4 |
| 異次元の狙撃手                                               | 2017年4月12日  | 978-4-09-127583-7 |
| 業火の向日葵                                                 | 2018年4月11日  | 978-4-09-128221-7 |
| 純黒の悪夢                                                   | 2019年4月18日  | 978-4-09-129218-6 |
| から紅の恋歌                                                 | 2020年4月15日  | 978-4-09-850109-0 |
| ゼロの執行人                                                 | 2022年4月13日  | 978-4-09-851042-9 |
| 紺青の拳                                                     | 2023年4月12日  | 978-4-09-851786-2 |
| 緋色の弾丸                                                   | 2024年4月10日  | 978-4-09-853237-7 |
| ハロウィンの花嫁（上）                                       | 2022年11月18日 | 978-4-09-851425-0 |
| ハロウィンの花嫁（下）                                       | 2022年12月16日 | 978-4-09-851426-7 |
| 黒鉄の魚影（上）                                             | 2023年11月17日 | 978-4-09-853032-8 |
| 黒鉄の魚影（下）                                             | 2023年12月16日 | 978-4-09-853033-5 |
| 100万ドルの五稜星（上）                                      | 2024年11月18日 | 978-4-09-853610-8 |
| 100万ドルの五稜星（下）                                      | 2024年12月18日 | 978-4-09-853611-5 |
| 劇場版名探偵コナン 全人物調書                                | 2007年4月18日  | 978-4-09-120823-1 |
| TVシリーズ                                                   |                |                   |
| 名探偵コナン 江戸川コナン失踪事件 〜史上最悪の2日間〜        | 2015年12月18日 | 978-4-09-126645-3 |
| 名探偵コナン コナンと海老蔵 歌舞伎十八番ミステリー           | 2016年12月16日 | 978-4-09-127467-0 |
| 名探偵コナン 探偵たちの夜想曲（ノクターン）                  | 2017年12月18日 | 978-4-09-127765-7 |
| 名探偵コナン ホームズの黙示録                                | 2018年12月18日 | 978-4-09-128473-0 |
| 名探偵コナン 漆黒の特急（ミステリートレイン）                | 2018年2月16日  | 978-4-09-127766-4 |
| 名探偵コナン 緋色の序章・追求・交錯・帰還・真相              | 2018年4月11日  | 978-4-09-127767-1 |
| 名探偵コナン ブラックインパクト                              | 2019年2月18日  | 978-4-09-128474-7 |
| 名探偵コナン コナンVS怪盗キッド 工藤新一VS怪盗キッド         | 2019年3月18日  | 978-4-09-128475-4 |
| 名探偵コナン 怪盗キッドの驚異空中歩行 怪盗キッドVS京極真     | 2019年4月10日  | 978-4-09-128476-1 |
| 名探偵コナン 紅の修学旅行                                    | 2019年11月18日 | 978-4-09-129474-6 |
| 名探偵コナン 裏切りのステージ/さざ波の魔法使い               | 2020年4月15日  | 978-4-09-850054-3 |
| 名探偵コナン 満月の夜の二元ミステリー                        | 2021年4月14日  | 978-4-09-850498-5 |
| 名探偵コナン 揺れる警視庁 1200万人の人質/悪意と聖者の行進    | 2022年4月13日  | 978-4-09-851041-2 |
| 名探偵コナン 黒ずくめの組織から来た女/黒ずくめの組織との再会 | 2023年4月12日  | 978-4-09-851787-9 |
| 名探偵コナン コナンと平次 恋の暗号/恋と推理の剣道大会        | 2024年11月7日  | 978-4-09-853612-2 |

- TVアニメ版 名探偵コナン - 全25巻
- TVアニメ版 名探偵コナン（PartII） - 全20巻
- TVアニメ版 名探偵コナン（5つの重要書類） - 全5巻

### ムック本
| タイトル                                            | 発売日        | ISBN              |
| --------------------------------------------------- | ------------- | ----------------- |
| 劇場版 名探偵コナン 水平線上の陰謀 公式ファンブック | 2005年5月     | 4-09-106219-9     |
| 名探偵コナンシネマガイド2017                        | 2017年4月5日  | 978-4-09-101783-3 |
| 名探偵コナン シネマガジン2018                       | 2018年3月31日 | 978-4-09-101786-4 |
| 名探偵コナン シネマガジン2019                       | 2019年4月10日 | 978-4-09-101789-5 |

- ラブ・コナンthe movie（オフィシャルファンブック）シリーズ

### イラストブック・設定資料集
| タイトル                                                                     | 発売日         | ISBN              |
| ---------------------------------------------------------------------------- | -------------- | ----------------- |
| 名探偵コナン ミステリーミュージアム                                          | 1997年6月1日   | 4-09-101182-9     |
| 名探偵コナン ミステリーアカデミー                                            | 1997年9月1日   | 4-09-101183-7     |
| 名探偵コナン 全映画パーフェクトガイド －青山剛昌セル画・原画コレクション－   | 2001年5月1日   | 4-09-101802-5     |
| 名探偵コナン 10years シネマガイド                                            | 2006年3月24日  | 4-09-101803-3     |
| 名探偵コナン キャラクタービジュアルブック                                    | 2014年9月16日  | 978-4-09-199036-5 |
| 名探偵コナン 20years シネマガイド                                            | 2016年4月13日  | 978-4-09-199045-7 |
| 名探偵コナン 赤井秀一&安室透 シークレットアーカイブス                        | 2016年11月24日 | 978-4-09-199046-4 |
| 名探偵コナン 服部平次&遠山和葉 シークレットアーカイブス                      | 2017年5月8日   | 978-4-09-199047-1 |
| 名探偵コナン 工藤新一&毛利蘭 シークレットアーカイブス                        | 2018年1月16日  | 978-4-09-199050-1 |
| 名探偵コナン 安室透/バーボン/降谷零シークレットアーカイブスPLUS              | 2018年5月7日   | 978-4-09-199055-6 |
| 劇場版名探偵コナン ゼロの執行人 原画・設定資料集                             | 2018年12月18日 | 978-4-09-179267-9 |
| 名探偵コナン 灰原 哀シークレットアーカイブス                                 | 2019年1月18日  | 978-4-09-199058-7 |
| 名探偵コナン 怪盗キッド シークレットアーカイブス with『まじっく快斗』        | 2019年10月18日 | 978-4-09-199062-4 |
| 名探偵コナン 赤井秀一シークレットアーカイブスPLUS 世良真純/羽田秀吉/メアリー | 2021年5月18日  | 978-4-09-199067-9 |

### 楽譜本
全てドレミ楽譜出版社から発売されている。
| タイトル                                                                | 発売日     | ISBN              |
| ----------------------------------------------------------------------- | ---------- | ----------------- |
| 名探偵コナン ピアノ・ソロ・アルバム                                     | 1998年12月 | 4-8108-2787-9     |
| 名探偵コナン ピアノ・ソロ・コレクション                                 | 1999年11月 | 4-8108-6338-7     |
| 名探偵コナン テーマ曲集 やさしく弾けるピアノ・ソロ                      | 2001年2月  | 4-8108-7709-4     |
| 名探偵コナン テーマ曲集2 やさしく弾けるピアノ・ソロ                     | 2003年12月 | 4-8108-4292-4     |
| 名探偵コナン ヒストリー・ソング・アルバム やさしく弾けるピアノ・ソロ    | 2005年12月 | 4-285-10611-6     |
| 名探偵コナン ピアノ・アルバム TV主題歌編 やさしく弾けるピアノ・ソロ     | 2008年6月  | 978-4-285-11872-8 |
| 名探偵コナン ピアノ・アルバム 劇場版主題歌編 やさしく弾けるピアノ・ソロ | 2008年6月  | 978-4-285-11873-5 |

## 名探偵コナンラジオ
放送15周年記念特別企画として、2011年8月20日から月2回更新で『CONAN RADIO』が読売テレビ公式サイトにて配信された。
テレビアニメの製作現場・アフレコに関する裏話など、レギュラーキャスト陣とスタッフがトークを繰り広げている。
メインパーソナリティ
- 高山みなみ（江戸川コナン役）

コーナーパーソナリティ
- 諏訪道彦（「名探偵コナン」チーフプロデューサー）

アシスタント
- 北田修一（「名探偵コナン」プロデューサー）

メインゲスト
- #1：山口勝平（工藤新一役・怪盗キッド役）
- #2：山口勝平（工藤新一役）、山崎和佳奈（毛利蘭役）
- #3：小山力也（毛利小五郎役）、山崎和佳奈（毛利蘭役）
- #4：山口勝平（工藤新一役）、小山力也（毛利小五郎役）
- #5：高木渉（小嶋元太役）、大谷育江（円谷光彦役）、岩居由希子（吉田歩美役）
- #6：林原めぐみ（灰原哀役）、大谷育江（円谷光彦役）、岩居由希子（吉田歩美役）

配信期間
- 2011年8月20日 - 2011年10月1日（全6回）

## イベント
本作は日本国内で高い知名度を誇っていることから、さまざまな企業や団体が集客力を高めようと、本作とのコラボイベントを全国で開催している。

### ミステリーツアー
JR西日本（九州地方が舞台になる場合はJR九州も協力）の企画によるミステリーツアー。ツアー参加者が手がかりをもとに、事件を推理していく。2008年から2009年までの2年間と2017年は、JR西日本主体のデスティネーションキャンペーン（以下、DCと記す）で実施され、2014年は北陸新幹線金沢延伸開業のプレイベント、2019年は北陸新幹線金沢延伸開業5周年のプレイベントとして実施された。
参加する際には、JR西日本・JR九州から発売されるミステリーツアーに対応した企画きっぷや旅行会社から発売されるフリープラン・ダイナミックパッケージツアーを購入し、JR西日本（九州地方はJR九州）の主要駅の窓口でツアーキットを受け取ることが条件となっている。ツアーキットの中身は、シナリオブックと現地で使える優待クーポンブック、応募はがきである。応募はがきに現地で入手したヒントを元に真犯人の名前と、事件に使用したトリック、必要事項を記入してJR西日本に郵送すると、抽選で本作の出演声優サイン入りアフレコ台本をはじめとしたグッズや開催地の名産品がプレゼントされる。
基本的に前述の通り遠隔地からのパッケージツアーや企画乗車券などでの参加を前提としているが、2004年の倉敷・吉備路ツアーでは近距離圏となる岡山県・広島県東部（JR西日本岡山支社管内）向けにツアー参加対象としたフリー切符が発売された。
2005年は4月25日のJR福知山線脱線事故を受けて販売直前に急遽中止となり、2006年は企画自体を休止。ツアー企画を再開した2007年は本作品ではなく『NARUTO -ナルト- 疾風伝』（テレビ東京）とのタイアップとなり、岡山・倉敷で「忍務ツアー、岡山・倉敷の巻」として実施された。この時も2004年と同様に近距離圏となる岡山県・広島県東部向けのフリー切符が発売された。
脱線事故から3年が経過した2008年から本作品とのタイアップにによるツアー企画が再開されたが、2020年・2021年は新型コロナウイルスの影響のため再度企画が休止となっている。また、2023年度も開催されなかった。
ツアー期間中にアニメ製作スタッフが現地でロケハンを行い、ツアー終了後には、アニメ本編でコナン一行が同社の列車で旅行に出て事件に挑むというオリジナルストーリーが放送されると共に『週刊少年サンデー』内に広告が掲載され、その中で正解が発表される。
2001年
同年のみツアーが2回実施された。
南紀白浜ミステリーツアー
テレビアニメ：第236話（前編）・第237話（後編）「南紀白浜ミステリーツアー」
特急「オーシャンアロー」（283系）ときのくに線の白浜駅が登場。
松江・玉造温泉ミステリーツアー
テレビアニメ：第255話（前編）・第256話（後編）「松江玉造連句14番勝負」
特急「スーパーやくも」（381系）が登場。
2002年
関門海峡ミステリーツアー
テレビアニメ：第299話（前編）・第300話（後編）「友情と殺意の関門海峡」
山陽新幹線「ひかりレールスター」（700系7000番台）、新下関駅（名前のみ）、JR九州鹿児島本線の門司港駅が登場。
2003年
長崎ハウステンボスミステリーツアー
テレビアニメ：第342話（1時間スペシャル）「ハウステンボスの花嫁」
1時間スペシャルとして放送された。また、本作でも山陽新幹線「のぞみ」（500系）とJR九州大村線のハウステンボス駅が登場。ミステリーツアーでは、鈴木園子が初登場。
2004年
倉敷・吉備路ミステリーツアー
テレビアニメ：第377話（前編）・第378話（後編）「桃太郎謎解きツアー」
本作では山陽新幹線「のぞみ」（500系）と山陽本線の倉敷駅が登場。ミステリーツアーでは、歩美・光彦・元太・博士が初登場するが、蘭と小五郎は登場しない（蘭が登場しないのはミステリーツアーでは唯一である）。
2005年
出雲・松江ミステリーツアー
テレビアニメ：第419話（前編）・第420話（後編）「八岐大蛇の剣」
ツアー自体は同年4月に発生した、JR福知山線脱線事故を受けて急遽中止となった。また、コナンたちが現地への移動手段として利用したのもJRではなく航空機（出雲空港着）となり、路線も廃線済みの大社線大社駅が登場するのみにとどまった。
2008年
萩・秋芳洞ミステリーツアー
テレビアニメ：第518話（探索編）・第519話（解読編）「明治維新ミステリーツアー」
山口DCの一環として実施。本作では山陽新幹線「のぞみ」（N700系）、SLやまぐち号（C57形1号機）、山口線の新山口駅、津和野駅が登場。
3年ぶりの放送。ミステリーツアーでは、灰原が初登場し少年探偵団が全員揃った。アニメでは須藤と山中によるデザインで描かれているが、告知やツアー内のイラストでは同年5月まで汎用されていたとみながによるデザインとなっている。
2009年
城崎温泉・出石ミステリーツアー
テレビアニメ：第554話（蘭捜索編）・第555話（陽菜追跡編）「こうのとりミステリーツアー」
兵庫DCの一環として実施。本作では城崎温泉駅が登場。
ツアーシリーズでは唯一服部平次と遠山和葉と新出智明（回想でのみ）が登場しており、本作は3人が登場する数少ないアニメオリジナルストーリーになっている。
2010年
広島・宮島ミステリーツアー
テレビアニメ：第594話（宮島編）・第595話（広島編）「広島宮島七不思議ツアー」
本作では山陽新幹線「のぞみ」（N700系）、115系2000番台、宮島連絡船、山陽本線の広島駅、宮島口駅が登場。
2011年
岡山・倉敷ミステリーツアー
テレビアニメ：第640話（岡山編）・第641話（倉敷編）「8枚のスケッチ記憶の旅」
本作では山陽新幹線「のぞみ」（N700系）、岡山駅、倉敷駅が登場。
2012年
長崎ミステリーツアー
テレビアニメ：第678話（幕末篇）・第679話（現代篇）「長崎ミステリー劇場」
放送時点での監督は山本泰一郎であるが、本作は4代目監督の於地紘仁が監督に復帰している。
元モーニング娘。の高橋愛がゲスト出演した。
本作では山陽新幹線（N700系）、JR九州長崎本線の特急「かもめ」（885系）が登場。
2013年
熊本・阿蘇ミステリーツアー
テレビアニメ：第720話（阿蘇編）・第721話（熊本編）「火と水のミステリーツアー」
お笑いコンビ・バッファロー吾郎の竹若元博がゲスト出演した（第720話のみ）。熊本県のマスコットキャラクターのくまモンが登場した。
本作では九州新幹線（N700系7000番台・8000番台）、JR九州豊肥本線の815系、鹿児島本線の熊本駅が登場。
2014年
金沢・加賀ミステリーツアー
テレビアニメ：第761話（金沢編）・第762話（加賀温泉編）「加賀百万石ミステリーツアー」
2015年3月の北陸新幹線金沢延伸開業のプレイベントとして実施（2014年10月 - 11月は北陸プレDCの一環として実施・本DCは2015年10月 - 12月に実施）。
本作では特急「サンダーバード」（683系）、JR西日本北陸本線の金沢駅と加賀温泉駅が登場。
2015年
鳥取ミステリーツアー
テレビアニメ：第801話（倉吉編）・第802話（鳥取編）「鳥取砂丘ミステリーツアー」
原作者である青山剛昌の故郷であり、ツアーのストーリーを扇澤延男が手掛ける。
本作では特急「スーパーはくと」（HOT7000系）、「やくも」（381系）、JR西日本山陰本線の鳥取駅、倉吉駅、米子駅が登場。
2016年
おんせん県おおいたミステリーツアー
テレビアニメ：第851話（別府編）・第852話（大分編）「恋の地獄めぐりツアー」
ツアー実施前に発生した熊本地震の影響で延期や中止が検討されたが、各施設の被害状況を確認した結果、ツアー参加者の受け入れが可能と判断したことから、当初の計画通りに実施された。大分県の観光・地域振興課は、「こういう時期だからこそ観光地を盛り上げ、地域を活気づけたい」と述べている。
ツアー自体は2017年2月28日まで延長され、アニメ版はツアー終了の4日後に放送された。ミステリーツアーでは、高木刑事と佐藤刑事が初登場（警視庁関係者がミステリーツアーに登場するのも初となる）。
別府編のラストで描かれたドローンのシーンについて、1億円の入ったバッグとともにコナンを持ち上げて飛び去ったドローンに対し、1億円の重量が約10kgでコナンの体重が18kgであることから、単純計算で28kgもの荷物を運んだことに疑問と衝撃の声が視聴者から上がった。なお、大分編で明かされた通り、バッグの中身はすべて書籍にすり替えられていたため、実際の重量はさらに軽かったと見られる。
本作では特急「ゆふいんの森」（キハ71系・キハ72系）、「ソニック」（883系・885系）、JR九州日豊本線の大分駅、別府駅が登場。
2017年
幕末維新やまぐちミステリーツアー
テレビアニメ：第891話（山口編）・第892話（萩編）「幕末維新ミステリーツアー」
山口DCの一環として実施。本作以降はツアー開催翌年の2月にアニメ版を放送。
第891話では、萩市のマスコットキャラクターのはぎにゃんが登場した。
本作では山陽新幹線（N700系A）、JR西日本山口線の新山口駅が登場。
2018年
北九州・光と海の道ミステリーツアー
テレビアニメ：第931話（小倉編）・第932話（門司編）「北九州ミステリーツアー」
本ツアーでは謎解きにスマートフォンを使用し、本作では山陽新幹線（N700系A）、JR九州鹿児島本線の門司港駅が登場。
2019年
金沢・加賀・小松ミステリーツアー
テレビアニメ：第969話（前編）・第970話（後編）「加賀令嬢ミステリーツアー」
2020年3月の北陸新幹線金沢延伸開業5周年のプレイベントとして実施。北九州ミステリーツアーで導入されたスマートフォンを使用した謎解きもバージョンアップされる。
2022年
関門海峡ミステリーツアー
テレビアニメ：第1074話（門司港・小倉編）・第1075話（下関編）「てっちり対決ミステリーツアー」
3年ぶりの放送で、関門海峡が舞台になるのは2002年以来となる。
放送時点での美術監督は小山貴大、堺駿介、荒井和浩が1話ごとに交代する形で担当していたが本作は正式な交代に先駆けて、吉原俊一郎が担当している。
2024年
金沢・加賀・小松ミステリーツアー
テレビアニメ：第1156話・第1157話「石川よるまっしミステリー」
2年ぶりの開催。ツアータイトルは同じ場所で開催された5年前のツアーと同一となっている。

### コナンカフェ
劇場版の公開に先駆けて開催されているコラボカフェ。作品や登場人物にちなんだ料理やドリンク、スイーツなどのメニューが提供されている。

#### 2015年
劇場版第19作『業火の向日葵』の公開に先駆け、期間限定で営業された。
| 都市 | 期間              | 会場                                                                                  | 住所                    |
| ---- | ----------------- | ------------------------------------------------------------------------------------- | ----------------------- |
| 東京 | 3月28日 - 5月10日 | タワーレコード渋谷店                                                                  | 東京都渋谷区神南1-22-14 |
| 大阪 | 4月6日 - 5月31日  | 大阪ステーションシティ（JR大阪駅）5階 時空（とき）の広場 カフェ「バール・デルソーレ」 | 大阪市北区梅田3-1-3     |

#### 2016年
劇場版第20作『純黒の悪夢』の公開に先駆け、全国6か所にて期間限定で営業された。小倉駅では、スピンオフ店舗「喫茶ポアロ」と「名探偵コナンミニショップ」が営業された。
| 都市   | 期間               | コナンカフェの場所                                                                    | オフィシャルショップの場所                                                                                |
| ------ | ------------------ | ------------------------------------------------------------------------------------- | --- |
| 名古屋 | 4月1日 - 5月8日    | 名古屋パルコ西館 8階 キャッツガーデン                                                 | 名古屋パルコ南館 8階 特設会場                                                                             |
| 広島   | 4月2日 - 5月8日    | そごう広島店本館10階 イタリアントラットリアカッチーヌ                                 | そごう広島店本館10階                                                                                      |
| 東京   | 4月8日 - 5月16日   | マンドゥーカ ルミネマン渋谷店                                                         | ルミネマン渋谷店1階正面入口特設会場                                                                       |
| 大阪   | 4月6日 - 6月19日   | 大阪ステーションシティ（JR大阪駅）5階 時空（とき）の広場 カフェ「バール・デルソーレ」 | ルクア1100 4階 イセタン クローゼット ザ・ステージ（5月17日まで） エスカレーター脇 特設会場（5月18日以降） |
| 山形   | 4月15日 - 5月15日  | 紅の蔵 Cafe&Dining「990」（山形市十日町）                                             | 山形まなび館（山形市本町）                                                                                |
| 福岡   | 5月16日 - 11月30日 | 山陽新幹線小倉駅改札内「カフェ・エスタシオン小倉」                                    | 山陽新幹線小倉駅改札前、改札内                                                                            |

#### 2017年
劇場版第21作『から紅の恋歌』の公開に先駆け、全国11か所にて期間限定で営業された。一部の店では事前予約制となり、「名探偵コナン公式アプリ プレミアムクラブ会員」限定で先行予約を受け付けていた。
| 都市   | 期間              | 会場                                                                         | 住所                                                          |
| ------ | ----------------- | ---------------------------------------------------------------------------- | ------------------------------------------------------------- |
| 原宿   | 3月30日 - 7月9日  | HARAJUKU BOX                                                                 | 東京都渋谷区神宮前4-28-28 Lucessimoビル 2F                    |
| 表参道 | 3月30日 - 5月7日  | OMOHARA STATION                                                              | 東京都渋谷区神宮前4-30-3 東急プラザ 表参道原宿3F              |
| 京都   | 3月30日 - 5月14日 | boogaloo cafe 三条木屋町店                                                   | 京都府京都市中京区南車屋町280 キャニオンテラスビル1F          |
| 大阪   | 3月31日 - 5月31日 | FIVE南堀江                                                                   | 大阪府大阪市西区南堀江1-16-11 RE-008ビル1F                    |
| 名古屋 | 3月31日 - 5月28日 | Amelie Cafe                                                                  | 愛知県名古屋市中区栄5丁目1-7 ホテルアスティアB1               |
| 広島   | 4月1日 - 5月7日   | カッチ―ヌ                                                                    | 広島県広島市中区基町6-27 そごう広島店10F                      |
| 北海道 | 4月5日 - 5月7日   | Lily Cafe                                                                    | 北海道札幌市中央区南1条西6-1-4 第27桂和ビル 2F                |
| 埼玉   | 4月7日 - 5月28日  | BOX CAFE&SPACE                                                               | 埼玉県越谷市レイクタウン4丁目2番地2 イオンレイクタウンkaze 1F |
| 福岡   | 4月7日 - 5月7日   | Hona Cafe 天神今泉                                                           | 福岡県福岡市中央区今泉1-13-11 カルティス天神南2F              |
| 山形   | 4月13日 - 5月14日 | 山形グランドホテル（カフェ） 観光文化交流センター 山形まなび館（グッズ販売） | 山形県山形市本町1-7-42 山形県山形市本町1-5-19                 |
| 福井   | 4月14日 - 5月7日  | Casa Grande 西武福井店                                                       | 福井県福井市中央1-8-1 西武福井店8F                            |

#### 2018年
劇場版第22作『ゼロの執行人』の公開に先駆け、全国14か所にて期間限定で営業された。前年同様に一部の店では事前予約制となり、「名探偵コナン公式アプリ プレミアムクラブ会員」限定で先行予約を受け付けた。5月1日〜5月7日は工藤新一バースデーウィーク、5月8日〜5月14日は安室透ウィークを開催。
| 都市   | 期間              | 会場                                     | 住所                                                                    |
| ------ | ----------------- | ---------------------------------------- | ----------------------------------------------------------------------- |
| 仙台   | 4月10日 - 5月14日 | 仙台フォーラス8階会場                    | 宮城県仙台市青葉区一番町3-11-15                                         |
| 埼玉   | 4月10日 - 6月20日 | BOX CAFE&SPACE                           | 埼玉県越谷市レイクタウン4丁目2番地2 イオンレイクタウンkaze 1F           |
| 千葉   | 4月7日 - 6月20日  | キャラクターカフェ そごう千葉店          | 千葉県千葉市中央区新町1001ジュンヌ館1階                                 |
| 渋谷   | 3月29日 - 5月27日 | SHIBUYA BOX（渋谷ボックス）              | 東京都渋谷区宇田川町21-1 渋谷ロフト 2F                                  |
| 有楽町 | 4月11日 - 6月20日 | 有楽町マルイ                             | 東京都千代田区有楽町2丁目7-1マルイ8階                                   |
| 横浜   | 4月11日 - 5月18日 | Cafe&Dining ballo ballo                  | 神奈川県横浜市西区南幸2-6-2 ルミノス横浜ビルB1F〜B2F                    |
| 静岡   | 4月3日 - 5月31日  | atari CAFE&DINING 新静岡セノバ店         | 静岡県静岡市葵区鷹匠1丁目1-1                                            |
| 名古屋 | 4月1日 - 5月31日  | kawara CAFE&KITCHEN（名古屋店）          | 愛知県名古屋市中区栄3-29-1 名古屋パルコ 5F                              |
| 阿倍野 | 3月30日 - 5月27日 | DELASOUL CHARBON（デラソウルシャルボン） | 大阪府大阪市阿倍野区阿倍野筋1-6-1あべのキューズモール内4階              |
| 梅田   | 4月1日 - 6月20日  | BAR DELSOLE（バール・デルソーレ）        | 大阪府大阪市北区梅田3-1-3 大阪ステーションシティ5階 時空の広場          |
| 広島   | 4月5日 - 5月14日  | CACCiNU（カッチーヌ）                    | 広島県広島市中区基町6-27 そごう広島店10F                                |
| 福岡   | 4月6日 - 5月31日  | CAFE&KITCHEN ROCOCO 博多大丸福岡天神店   | 福岡県福岡市中央区天神1-4-1博多大丸福岡天神店 東館エルガーラEB1F-06区画 |
| 熊本   | 4月8日 - 5月31日  | 蔦屋書店B1階カフェスペース               | 熊本県熊本市中央区安政町1-2                                             |
| 沖縄   | 4月12日 - 5月14日 | パスタ!!パスタ!!小禄店                   | 沖縄県那覇市金城5-8-1                                                   |

#### 2019年
劇場版第23作『紺青の拳』の公開に先駆け、全国11か所にて期間限定で営業された。本年も一部の店では事前予約制となり、「名探偵コナン公式アプリ プレミアムクラブ会員」限定で先行予約を受け付けた。5月1日〜5月7日は工藤新一バースデーウィーク、5月8日〜6月2日は怪盗キッドウィークを開催。
| 都市   | 期間             | 会場                                             | 住所                                                                             |
| ------ | ---------------- | ------------------------------------------------ | -------------------------------------------------------------------------------- |
| 北海道 | 4月9日 - 6月2日  | コーチャンフォー新川通り店 カフェ インタリュード | 北海道札幌市北区新川3条18丁目1-1                                                 |
| 仙台   | 4月6日 - 6月2日  | SENDAI BOX CAFE&SPACE                            | 宮城県仙台市青葉区中央1-10-10 仙台ロフト8階                                      |
| 埼玉   | 4月9日 - 6月2日  | BOX CAFE&SPACE                                   | 埼玉県越谷市レイクタウン4丁目2番地2 イオンレイクタウンkaze レイクタウンゲート1階 |
| 千葉   | 4月6日 - 6月2日  | キャラクターカフェ そごう千葉店                  | 千葉県千葉市中央区新町1001 ジュンヌ館1階                                         |
| 渋谷   | 3月26日 - 6月2日 | SHIBUYA BOX CAFE&SPACE                           | 東京都渋谷区宇田川町21-1 渋谷ロフト 2階                                          |
| 池袋   | 4月4日 - 6月2日  | THE GUEST cafe & diner 池袋PARCO 本館7階         | 東京都豊島区南池袋1-28-2 池袋PARCO 本館7階                                       |
| 名古屋 | 3月30日 - 6月2日 | NAGOYA BOX CAFE&SPACE                            | 愛知県名古屋市中区栄3-6-1 ラシック地下1階                                        |
| 阿倍野 | 3月26日 - 6月2日 | あべのcontact                                    | 大阪府大阪市阿倍野区阿倍野筋1-6-1あべのキューズモール4階                         |
| 梅田   | 3月28日 - 6月2日 | BAR DELSOLE（バール・デルソーレ）                | 大阪府大阪市北区梅田3-1-3 大阪ステーションシティ5階 時空の広場                   |
| 広島   | 4月4日 - 6月2日  | TRATTORIA CACCiNU (トラットリア カッチーヌ)      | 広島県広島市中区基町6-27 そごう広島店10F                                         |
| 福岡   | 4月2日 - 6月2日  | TOWER RECORDS CAFE 福岡天神店                    | 福岡県福岡市中央区天神2丁目11-3 ソラリアステージ 1階                             |

#### 2020年
劇場版第24作『緋色の弾丸』の公開に先駆け、全国12か所にて期間限定で営業した。本年も一部の店では事前予約制となり、「名探偵コナン公式アプリ プレミアムクラブ会員」「名探偵コナンコレクターズクラブ会員」限定で先行予約を受付けた。新型コロナウイルスの感染拡大により、営業期間や営業時間の短縮、事前予約のキャンセル・返金に応じた。なお下記の表は、当初の営業期間の予定である。
| 期間              | 期間限定の特別メニュー       | 備考                                     |
| ----------------- | ---------------------------- | ---------------------------------------- |
| 4月17日 - 4月30日 | 劇場版公開記念メニュー       |                                          |
| 5月1日 - 5月10日  | 工藤新一バースデーメニュー   |                                          |
| 5月11日 - 5月31日 | 赤井秀一ウィークメニュー     | イートン・メスは、テイクアウト不可。     |
| 6月1日 - 6月14日  | 沖矢昴ウィークメニュー       | 池袋・名古屋会場では実施されない。       |
| 6月15日 - 6月21日 | 怪盗キッドバースデーメニュー | 池袋・名古屋・福岡会場では実施されない。 |

| 都市     | 期間              | 会場                                             | 住所                                                                             |
| -------- | ----------------- | ------------------------------------------------ | -------------------------------------------------------------------------------- |
| 北海道   | 4月4日 - 6月30日  | コーチャンフォー新川通り店 カフェ インタリュード | 北海道札幌市北区新川3条18丁目1-1                                                 |
| 埼玉     | 4月2日 - 6月30日  | BOX CAFE&SPACE                                   | 埼玉県越谷市レイクタウン4丁目2番地2 イオンレイクタウンkaze レイクタウンゲート1階 |
| 千葉     | 3月28日 - 6月30日 | キャラクターカフェ そごう千葉店                  | 千葉県千葉市中央区新町1001 ジュンヌ館1階                                         |
| 渋谷     | 3月25日 - 6月30日 | SHIBUYA BOX CAFE&SPACE                           | 東京都渋谷区宇田川町21-1 渋谷ロフト 2階                                          |
| 池袋     | 4月3日 - 5月31日  | THE GUEST cafe & diner 池袋店                    | 東京都豊島区南池袋1-28-2 池袋PARCO 本館7階                                       |
| ソラマチ | 3月28日 - 6月30日 | TOKYO BOX cafe&space 東京ソラマチ店              | 東京都墨田区押上1-1-2 東京スカイツリータウン東京ソラマチ1階 イーストヤード8番地  |
| 名古屋   | 4月2日 - 5月31日  | THE GUEST cafe&diner 名古屋店                    | 愛知県名古屋市中区栄3-29-1 名古屋パルコ 西館8階                                  |
| 阿倍野   | 3月25日 - 6月21日 | あべのcontact                                    | 大阪府大阪市阿倍野区阿倍野筋1-6-1あべのキューズモール4階                         |
| 梅田     | 3月27日 - 6月30日 | BAR DELSOLE（バール・デルソーレ）                | 大阪府大阪市北区梅田3-1-3 大阪ステーションシティ5階 時空の広場                   |
| 広島     | 3月31日 - 6月30日 | TRATTORIA CACCiNU (トラットリア カッチーヌ)      | 広島県広島市中区基町6-27 そごう広島店本館10F                                     |
| 福岡     | 4月1日 - 6月14日  | kawara CAFE&DINING KITTE博多店                   | 福岡県福岡市博多区博多駅中央街9-1 KITTE博多 9階                                  |
| 沖縄     | 4月4日 - 6月30日  | OKINAWA BOX cafe&space                           | 沖縄県那覇市泉崎1-20-1 那覇オーパ2階                                             |

#### 2021年
『緋色の弾丸』の公開が1年延期したことにより、改めて全国4都市7会場にて期間限定で営業。テーマは『RETRO DINER』。今回はカフェ開催期間中にオンライン販売を実施。新宿・梅田会場では、9月18日より原作コミック100巻の発売を記念して、スペシャル企画を実施。
| 都市     | 期間               | 会場                                             | 住所                                                            |
| -------- | ------------------ | ------------------------------------------------ | --------------------------------------------------------------- |
| 北海道   | 4月1日 - 6月27日   | コーチャンフォー新川通り店 カフェ インタリュード | 北海道札幌市北区新川3条18丁目1-1                                |
| 表参道   | 3月24日 - 6月27日  | TOKYO BOX cafe&space 表参道店                    | 東京都渋谷区神宮前6-3-7                                         |
| 新宿     | 4月16日 - 10月24日 | BOX cafe&space 新宿ミロード店                    | 東京都新宿区西新宿1-1-3 新宿ミロード 7階                        |
| ソラマチ | 4月16日 - 7月11日  | TOKYO BOX cafe&space 東京ソラマチ店              | 東京都墨田区押上1-1-2 東京スカイツリータウン・ソラマチ 1階8番地 |
| 名古屋   | 4月8日 - 7月11日   | NAGOYA BOX cafe&space A                          | 愛知県名古屋市中区 栄 3-6-1 ラシック地下1階                     |
| 阿倍野   | 3月25日 - 6月27日  | あべのcontact                                    | 大阪府大阪市阿倍野区阿倍野筋1-6-1あべのキューズモール4階        |
| 梅田     | 3月27日 - 10月24日 | BAR DELSOLE（バール・デルソーレ）                | 大阪府大阪市北区梅田3-1-3 大阪ステーションシティ5階 時空の広場  |

#### 2022年
劇場版第25作『ハロウィンの花嫁』の公開に先駆け、全国4都市7会場にて期間限定で営業。テーマは『POLICE×CAFETERIA』。
| 都市     | 期間             | 会場                                             | 住所                                                            |
| -------- | ---------------- | ------------------------------------------------ | --------------------------------------------------------------- |
| 北海道   | 4月7日 - 5月29日 | コーチャンフォー新川通り店 カフェ インタリュード | 北海道札幌市北区新川3条18丁目1-1                                |
| 新宿     | 4月1日 - 5月29日 | BOX cafe&space 新宿ミロード店1号店               | 東京都新宿区西新宿1-1-3 新宿ミロード 7階                        |
| 渋谷     | 4月1日 - 6月26日 | BOX cafe&space SHIBUYA109渋谷店                  | 東京都渋谷区道玄坂2-29-1 SHIBUYA109 地下2階                     |
| ソラマチ | 4月7日 - 6月26日 | BOX cafe&space 東京ソラマチ店                    | 東京都墨田区押上1-1-2 東京スカイツリータウン・ソラマチ 1階8番地 |
| 名古屋   | 4月1日 - 6月26日 | BOX cafe&space 名古屋ラシック2号店               | 愛知県名古屋市中区 栄 3-6-1 ラシック地下1階                     |
| 阿倍野   | 4月1日 - 5月29日 | あべのcontact                                    | 大阪府大阪市阿倍野区阿倍野筋1-6-1あべのキューズモール4階        |
| 梅田     | 4月7日 - 6月26日 | BAR DELSOLE（バール・デルソーレ）                | 大阪府大阪市北区梅田3-1-3 大阪ステーションシティ5階 時空の広場  |

#### 2023年
劇場版第26作『黒鉄の魚影』の公開に先駆け、全国11会場にて期間限定で営業。テーマは『ホテルラウンジ×ラグジュアリー』。
| 都市     | 期間              | 会場                                             | 住所                                                            |
| -------- | ----------------- | ------------------------------------------------ | --------------------------------------------------------------- |
| 北海道   | 4月15日 - 6月25日 | コーチャンフォー新川通り店 カフェ インタリュード | 北海道札幌市北区新川3条18丁目1-1                                |
| 宮城     | 4月13日 - 5月28日 | BALLER:S イオンモール新利府店                    | 宮城県宮城郡利府町新中道3-1-1 イオンモール新利府南館 2階        |
| 新宿     | 4月6日 - 7月17日  | BOX cafe&space 新宿ミロード店1号店               | 東京都新宿区西新宿1-1-3 新宿ミロード 7階                        |
| ソラマチ | 4月21日 - 6月25日 | BOX cafe&space 東京ソラマチ店                    | 東京都墨田区押上1-1-2 東京スカイツリータウン・ソラマチ 1階8番地 |
| 池袋     | 4月27日 - 7月17日 | BOX cafe&space マツモトキヨシ池袋Part2店         | 東京都豊島区東池袋1-22-8 マツモトキヨシ 池袋Part2店 4階         |
| 横浜     | 4月27日 - 6月4日  | Collabo_Index ルミネ横浜                         | 神奈川県横浜市西区高島2-16−1 ルミネ横浜 6階                     |
| 名古屋   | 4月13日 - 6月25日 | BOX cafe&space 名古屋ラシック1号店               | 愛知県名古屋市中区 栄 3-6-1 ラシック地下1階                     |
| 阿倍野   | 4月21日 - 7月17日 | あべのcontact                                    | 大阪府大阪市阿倍野区阿倍野筋1-6-1あべのキューズモール4階        |
| 梅田     | 4月6日 - 7月17日  | BAR DELSOLE（バール・デルソーレ）                | 大阪府大阪市北区梅田3-1-3 大阪ステーションシティ5階 時空の広場  |
| 福岡     | 4月21日 - 5月28日 | kawara CAFE&DINING KITTE博多店                   | 福岡県福岡市博多区博多駅中央街9-1 KITTE博多 9階                 |

#### 2024年
劇場版第27作『100万ドルの五稜星』の公開に先駆け、全国10会場にて期間限定で営業。テーマは『ガーデンパーティー』。
| 都市   | 期間              | 会場                                             | 住所                                                      |
| ------ | ----------------- | ------------------------------------------------ | --------------------------------------------------------- |
| 北海道 | 4月5日 - 6月30日  | コーチャンフォー新川通り店 カフェ インタリュード | 北海道札幌市北区新川3条18丁目1-1                          |
| 宮城   | 4月19日 - 6月9日  | BALLER:S イオンモール新利府店                    | 宮城県宮城郡利府町新中道3-1-1 イオンモール新利府南館 2階  |
| 新宿   | 3月29日 - 7月21日 | BOX cafe&space 新宿ミロード店1号店               | 東京都新宿区西新宿1-1-3 新宿ミロード 7階                  |
| 池袋   | 4月5日 - 6月23日  | BOX cafe&space マツモトキヨシ池袋Part2店         | 東京都豊島区東池袋1-22-8 マツモトキヨシ 池袋Part2店 4階   |
| 原宿   | 4月19日 - 6月30日 | BOX cafe&space 原宿アルタ店                      | 東京都渋谷区神宮前1-16-4 原宿アルタ 3階                   |
| 横浜   | 4月19日 - 6月16日 | Collabo_Index ルミネ横浜                         | 神奈川県横浜市西区高島2-16−1 ルミネ横浜 6階               |
| 名古屋 | 4月12日 - 7月21日 | BOX cafe&space グローバルゲート名古屋1号店       | 愛知県名古屋市中村区平池町4丁目60-12 グローバルゲート 1階 |
| 梅田   | 3月29日 - 7月21日 | BOX cafe&space HEP FIVE店                        | 大阪府大阪市北区角田町5-15 HEP FIVE 7階                   |
| 心斎橋 | 4月26日 - 6月30日 | Collabo_Index SHINSAIBASHI                       | 大阪府大阪市中央区心斎橋筋1-6-1 2階                       |
| 福岡   | 4月12日 - 6月9日  | kawara CAFE&DINING KITTE博多店                   | 福岡県福岡市博多区博多駅中央街9-1 KITTE博多 9階           |

### 怪盗キッドカフェ
「コナンカフェ」のスピンオフとして、2019年に怪盗キッドにフォーカスした「怪盗キッドカフェ」を東京・原宿、大阪・梅田の2店舗にて期間限定で開催。座席は完全前売りの予約制。
| 都市 | 期間              | 会場                      | 住所                                       |
| ---- | ----------------- | ------------------------- | ------------------------------------------ |
| 東京 | 4月19日 - 6月30日 | HARAJUKU BOX CAFE & SPACE | 東京都渋谷区神宮前4-28-28 Lucessimoビル 2F |
| 大阪 | 4月19日 - 6月30日 | UMEDA BOX CAFE & SPACE    | 大阪府大阪市北区茶屋町16-7 梅田ロフト1階   |

### 赤井秀一カフェ

#### 2020年（中止）
2020年公開の劇場版第24作『緋色の弾丸』でキーパーソンを務める赤井秀一に特化した「赤井秀一カフェ」を3都市4会場にて開催予定していた。「赤井秀一カフェ」ではテレビアニメ『名探偵コナン』で放送されたシリーズに合わせて“緋色編”と“さざ波編”の期間を2つに分けたダブルフェイスカフェを展開する予定だったが、新型コロナウイルスの感染拡大により中止になった。
| 都市   | 緋色編開催期間    | さざ波編開催期間  | 会場                                | 住所                                        |
| ------ | ----------------- | ----------------- | ----------------------------------- | ------------------------------------------- |
| 渋谷   | 4月23日 - 5月24日 | 5月28日 - 6月21日 | SHIBUYA BOX cafe&space SHIBUYA109店 | 東京都渋谷区道玄坂2-29-1 SHIBUYA109 地下2階 |
| 池袋   | 4月23日 - 6月7日  | 開催なし          | IKEBUKURO BOX cafe＆space           | 東京都豊島区東池袋1-22-8                    |
| 名古屋 | 4月25日 - 5月24日 | 5月28日 - 6月30日 | NAGOYA BOX cafe&space               | 愛知県名古屋市中区 栄 3-6-1 ラシック地下1階 |
| 梅田   | 4月24日 - 5月24日 | 5月28日 - 6月30日 | UMEDA BOX cafe＆space               | 大阪府大阪市北区茶屋町16-7 梅田ロフト1階    |

#### 2021年
| 都市   | 緋色編開催期間    | さざ波編開催期間 | 会場                      | 住所                                                  |
| ------ | ----------------- | ---------------- | ------------------------- | ----------------------------------------------------- |
| 東京   | 4月8日 - 5月30日  | 6月3日 - 7月11日 | IKEBUKURO BOX cafe＆space | 東京都豊島区東池袋1-22-8 マツモトキヨシ池袋Part2店 4F |
| 大阪   | 4月8日 - 5月30日  | 6月3日 - 7月11日 | UMEDA BOX cafe＆space     | 大阪府大阪市北区茶屋町16-7 梅田ロフト1階              |
| 名古屋 | 4月15日 - 5月30日 | 6月3日 - 7月11日 | NAGOYA BOX cafe&space B   | 愛知県名古屋市中区 栄 3-6-1 ラシック地下1階           |

### 名探偵コナンストア
テレビアニメと映画の20周年を記念し、期間限定で開催された。
| 都市 | 期間                           | 会場         | 住所                    |
| ---- | ------------------------------ | ------------ | ----------------------- |
| 大阪 | 2015年12月12日 - 2016年5月31日 | 心斎橋オーパ | 大阪市中央区西心斎橋4-3 |
| 東京 | 2016年4月9日 - 5月8日          | 新宿マルイ   | 東京都新宿区新宿3-1-26  |

### 名探偵コナンポップアップストア
テレビアニメと映画の20周年を記念し、期間限定で開催された。
| 都市   | 期間                      | 会場                              | 住所                          |
| ------ | ------------------------- | --------------------------------- | ----------------------------- |
| 広島   | 2015年12月18日 - 12月29日 | そごう広島店                      | 広島市中区基町6-27            |
| 大阪   | 2016年2月3日 - 2月16日    | 近鉄百貨店 あべのハルカス近鉄本店 | 大阪市阿倍野区阿倍野筋1-1-43  |
| 東京   | 2016年4月15日 - 4月24日   | 西武池袋本店 三省堂書店特設会場   | 東京都豊島区南池袋1-28-1      |
| 名古屋 | 2016年5月3日 - 5月8日     | ジェイアール名古屋タカシマヤ      | 愛知県名古屋市中村区名駅1-1-4 |

### リアル脱出ゲーム
SCRAP主催の参加型ゲームイベントとして人気を博するリアル脱出ゲームとのコラボイベントが、2013年から開催されている。原作は青山剛昌、企画・制作・主催はSCRAP、製作総指揮は加藤隆生、「ロンドン警視庁（スコットランド・ヤード）からの脱出」以降のアニメーション制作はトムス・エンタテインメントV1Studio、制作協力はBadNewsとチケットぴあ九州が務める。
リアル脱出ゲーム×名探偵コナン FILE.1「摩天楼からの脱出」
2013年3月から東京原宿にある常設スタジオの原宿ヒミツキチオブスクラップで開催され、東京での開催期間中に全国33都市を巡回し、台湾でも開催された。参加者はコナンや蘭と共に高層ビルの竣工記念パーティーに招待客として招かれるが、パーティー会場に爆弾を仕掛けたというパーティー中に届いた犯人からの脅迫状に対し、さまざまな推理を駆使して1時間以内に高層ビルの爆発を阻止して脱出することがクリア条件。キャッチコピーは「脱出率0%?!絶体絶命から生き残れ！」である。
2013年4月に行われた香川公演後の同年5月19日夜、公演に使用した小道具の爆弾を回収し忘れたために「爆発物が発見された」と考えた香川県警が爆発物処理班を出動させ、4時間も周囲が封鎖されるという騒動が発生した。

リアル脱出ゲーム×名探偵コナン FILE.2「オリエント急行からの脱出」
2014年4月から6月にかけて東京原宿にある常設スタジオの原宿ヒミツキチオブスクラップで開催され、東京での開催期間中に全国42都市を巡回したほか、大阪心斎橋にある常設スタジオの大阪ヒミツキチオブスクラップのこけら落しとしても開催された。参加者はコナンたちと共にオリエント急行での列車旅に出掛けるが、列車内に爆弾を仕掛けたという犯人からの脅迫状が届いたため、さまざまな推理を駆使して1時間以内に列車の爆発を阻止し、指定された駅に緊急停車させて脱出することがクリア条件。キャッチコピーは「終着駅は、真実か死。」である。本作で世良真純と毛利小五郎が全国ツアー初登場となった。

リアル脱出ゲーム×名探偵コナン FILE.3「奇術城（マジシャンズキャッスル）からの脱出」
2015年3月から7月にかけて東京原宿にある常設スタジオの原宿ヒミツキチオブスクラップと大阪心斎橋にある常設スタジオの大阪ヒミツキチオブスクラップで開催され、東京・大阪での開催期間中に全国44都市を巡回したほか、名古屋矢場町にある常設スタジオの名古屋ヒミツキチオブスクラップのこけら落とし第2弾としても開催された。参加者は宝物の見物に来た客として鈴木財閥の所有する古城を訪れるが、怪盗キッドの罠に捕らわれたコナンたちに代わり、さまざまな推理を駆使して1時間以内に宝物をキッドから盗まれないように死守して古城から脱出することがクリア条件。キャッチコピーは「よォ名探偵…オレに勝てるかい？」である。本作で鈴木園子が全国ツアー初登場のほか『まじっく快斗』から黒羽快斗と寺井黄之助がスター・システムによる登場となった。

リアル脱出ゲーム×名探偵コナン「チョコレート殺人事件」
2015年12月から2017年3月にかけてアジトオブスクラップ心斎橋OPAにて長期ロングラン開催したが、同年6月よりアジトオブスクラップ下北沢ナゾビルにて開催されることが決定した。参加者は心斎橋および下北沢近辺で起きた殺人事件を捜査する大阪府警または警視庁の刑事となってさまざまな推理を駆使し、聞き込み編では各々のペースで事件の手掛かりを入手し、現場検証編で家宅捜索しながら30分以内にアリバイとなる証拠を見つけ、脱出編にて犯人が仕掛けた罠を解除したうえで逮捕し、事件現場から脱出することがクリア条件。現場検証編・脱出編では制限時間内にクリアできなかった場合に限り、追加料金を支払うだけで時間延長サービスを受けられる。キャッチコピーは「残されたのはカカオの香り」である。

リアル脱出ゲーム×名探偵コナン FILE.4「黒き暗殺者（アサシン）からの脱出」
2016年3月から11月にかけて東京原宿にある常設スタジオの原宿ヒミツキチオブスクラップと大阪心斎橋にある常設スタジオの大阪ヒミツキチオブスクラップと名古屋矢場町にある常設スタジオの名古屋ヒミツキチオブスクラップで開催され、3大都市（東京・名古屋・大阪）での開催期間中に全国44都市を巡回した。参加者は全国各地で探偵が暗殺されるという事件を捜査する刑事となり、コナンや灰原と共に黒ずくめの組織からの暗殺通知に対してさまざまな推理を駆使し、1時間以内に暗殺計画を阻止して組織の魔の手から脱出することがクリア条件。キャッチコピーは「狙われた名探偵」である。開催1か月前に前売りチケットを購入した人に限り、当日の会場でオリジナルミニボールペンをプレゼントすることが決定した。本作で少年探偵団と灰原哀と警視庁捜査一課の面々（目暮警部・高木渉・佐藤美和子・白鳥任三郎・千葉和伸）と黒の組織が全国ツアーで初登場となった。
2016年4月に開催予定だった福岡公演の後半日程と、同年5月に開催予定だった熊本公演は平成28年熊本地震の影響で中止となり、福岡公演の後半日程は同年8月に、熊本公演は同年11月に振替開催することが決定した。

リアル脱出ゲーム×名探偵コナン「名探偵コナン・ザ・エスケープ 〜追憶の導火線（ファイア・コード）〜」
2017年1月13日から6月25日までUSJにて約5か月弱のロングランで開催。参加者は大阪府警の刑事となってコナンや平次と一緒に講演会に参加するが、講演会の会場に爆弾を仕掛けたという犯人からの脅迫状に対し、コナンや平次と共にさまざまな推理を駆使しながら1時間以内に講演会の会場内に仕掛けられた爆弾を解除し、事件の真相を暴きながら爆弾が仕掛けられた講演会の会場から脱出することがクリア条件。キャッチコピーは「キミがコナンの切り札になる。」である。本公演は、2017年4月15日公開の劇場版第21作『から紅の恋歌』のプロローグとして位置づけられている。当初の開催期間は5月28日までの予定だったが、好評になったことを受けて6月25日までに延長された。
なお、本ゲームのテレビCMには本作のファンでもあるSUPER☆GiRLSの浅川梨奈が出演しているが、このことが縁で彼女は『週刊少年サンデー』2017年13号では全身黒タイツ姿で名前も顔も伏せて次号予告に、14号では横浜のお嬢様という設定のほか、さまざまな衣装姿で表紙と巻頭グラビアにそれぞれ登場している。

リアル脱出ゲーム×名探偵コナン FILE.5「ロンドン警視庁（スコットランドヤード）からの脱出」
2017年はユーザー参加企画となっており、第1弾はコナンと一緒に脱出ゲームで活躍してほしいと思うキャラクターを「服部平次」「灰原哀」「少年探偵団」「鈴木園子」「世良真純」「犯人」の中から選んで投票する形になっており、同年5月12日には「服部平次」がメインキャラクターに決定したことが、同年5月24日にはタイトルが「ロンドン警視庁（スコットランドヤード）からの脱出」に決まったことが、それぞれ発表された。同年6月から11月にかけて東京原宿にある常設スタジオの原宿ヒミツキチオブスクラップにて約5か月、名古屋矢場町にある常設スタジオの名古屋ヒミツキチオブスクラップと大阪心斎橋にある常設スタジオの大阪ヒミツキチオブスクラップにて約2か月半、横浜石川町にある常設店舗のアジトオブスクラップ横浜にて約3週間、札幌大通にある常設店舗のアジトオブスクラップ札幌大通にて約2週間、福岡天神にある常設店舗のアジトオブスクラップ福岡天神にて約1週間のロングランで開催し、6都市（札幌・東京・横浜・名古屋・大阪・福岡）での開催期間中に全国24都市を巡回した。第2弾は第1期先行販売最終日にあたる同年5月23日までに前売りチケットを購入した人に限り、クリアファイルと「ステッカー」「メモ帳」「消しゴム」「不織布バッグ」の中から選んで投票する形となっており、同年6月9日に発表される予定だったが同年6月14日にずれ込み、投票の結果「不織布バッグ」に決定し、協賛スポンサーとしてKDDI（クレジットはau名義）が就いた。参加者は東都市内に新しくオープンしたテーマパークの東都ロンドンシティに遊びに来た人として人気アトラクションであるミステリーゲームを楽しもうとした矢先に爆弾魔から仕掛けられた爆弾に対し、さまざまな推理を駆使してコナンや平次と共に1時間以内に爆弾魔が残した1冊の仕掛け絵本に隠された真実を暴き、東都ロンドンシティの爆発を阻止して脱出することがクリア条件。キャッチコピーは「真実は、仕掛け絵本の中」である。小学生以下に限り、当日の会場でオリジナルペーパークラフトキットをプレゼントすることが決定した。
リアル脱出ゲームとのコラボレーション5周年を記念して、連動したスペシャルエピソード「絵本から飛び出す爆弾魔（前後編）」が2017年12月2日と翌週9日の2週にわたり放送されることが決定し、同作の体験版として「リアル脱出ゲーム×名探偵コナン〜消えた大英博物館の館長を探せ!!〜」が全国各地のイベント会場で開催されることが決定した。参加者は警視庁の刑事となって東都ロンドンシティの展示施設である大英博物館内で起きた館長失踪事件の捜査を引き受け、さまざまな推理を駆使してコナンや平次と共に各々のペースで事件の真相を見つけ出し、館長を保護することがクリア条件。本作は劇場版第21作『から紅の恋歌』の後日談として位置づけられており、服部平次が全国ツアー初登場となった。

リアル脱出ゲーム×名探偵コナン「名探偵コナン・ザ・エスケープ 〜ゼロの序曲（プレリュード）〜&名探偵コナン・ミステリー・レストラン」
「ゼロの序曲」は2018年1月19日から6月24日までの約5か月弱、「ミステリー・レストラン」は同年2月1日から5月24日までの約4か月弱のロングランで、それぞれUSJにて開催されることが決定した。「ゼロの序曲」は2018年4月13日公開の劇場版第22作『ゼロの執行人』のプロローグになっており、喫茶ポアロのホールスタッフにして公安警察の刑事である安室透がリアル脱出ゲームに初登場するほか、彼は「ミステリー・レストラン」でも「喫茶ポアロのハムサンド」をゲストの各々に届けるため、登場する。参加者は、「ゼロの序曲」では安室との対決に際してさまざまな推理を駆使し、1時間以内に決着して脱出することがクリア条件。「ミステリー・レストラン」では鈴木財閥主催のパーティーの招待客として、パーティー中に起こった事件に対してさまざまな推理を駆使し、コナンたちと共にコースメニューを見つけ出すことがクリア条件。キャッチコピーは「オレたちと、キミがいれば、生き残れる！」である。

リアル脱出ゲーム×名探偵コナン File.6「公安最終試験（プロジェクト・ゼロ）からの脱出」
2018年6月29日から12月23日にかけて東京原宿にある常設スタジオの原宿ヒミツキチオブスクラップにて約半年弱、大阪心斎橋にある常設スタジオの大阪ヒミツキチオブスクラップと名古屋矢場町にある常設スタジオの名古屋ヒミツキチオブスクラップにて約5か月弱、札幌大通にある常設店舗のアジトオブスクラップ札幌大通にて約2か月弱、横浜石川町にある常設店舗のアジトオブスクラップ横浜にて約2週間のロングランで開催し、5都市（札幌・東京・横浜・名古屋・大阪）での開催期間中に全国30都市を巡回した。参加者は公安警察の採用試験で安室透から推薦された候補者となって、最終試験会場を乗っ取った爆弾魔に対し、様々な推理や会場内に配備されるタブレット端末に表示される情報を駆使してコナンや安室と共に1時間以内に3つのスキルを活用して、最終試験会場の爆発を阻止して脱出することがクリア条件。会場内に配備されるタブレット端末には6人分のイヤホンが接続されており、安室透役を務める声優の古谷徹が本ツアーのために録り下ろした音声による案内のほか、試験会場内の情報を表示できる。前売りチケットは通常版のほかにUSBメモリ付きの限定版を選択できる。キャッチコピーは「試されるのは3つの能力（トリプルスキル）」である。本作は劇場版第22作『ゼロの執行人』のスピンオフとして位置づけられており、安室透が全国ツアー初登場となった。また、『ゼロの執行人』の前日談にあたる体験版として「仕掛けられた電波爆弾を解除せよ！」が全国のイベント会場で開催されることが決定した。イベント会場内で爆弾魔によって仕掛けられた爆弾に対し、安室透やコナンと共に様々な推理を駆使して、各々のペースで爆弾を解除することがクリア条件。7月21日から8月18日まで5週連続で、テレビアニメの放送と同時にテレビアニメ「名探偵コナン」の公式サイト上にSCRAPが制作した謎が出題される「夏休み特別企画！〜キミは優秀な捜査官になれるか!?〜『謎とき捜査FILE』」が開催されることが決定し、正解者には「公安最終試験からの脱出」のオリジナルグッズ「謎付きクリアファイル」がプレゼントされる。

リアル脱出ゲーム×名探偵コナン「名探偵コナン・ザ・エスケープ 〜紺青の序幕（プロローグ）〜&名探偵コナン・ミステリー・レストラン2」
「名探偵コナン・ザ・エスケープ 〜紺青の序幕（プロローグ）〜」は2019年1月18日〜6月23日の約半年、「名探偵コナン・ミステリー・レストラン2」は同年1月18日〜5月26日の約5ヶ月弱のロングランでそれぞれUSJで開催されることが決定した。「紺青の序幕（プロローグ）」は2019年4月12日公開の映画『紺青の拳』のプロローグとして位置づけられており、参加者は鈴木財閥主催の洋館貸切宝探しツアーの参加者となって、様々な推理を駆使して1時間以内に怪盗キッドより先に幻の宝石であるセイレーンの心臓を見つけ出し、洋館を脱出することがクリア条件で、「名探偵コナン・ミステリー・レストラン2」は鈴木財閥が新しくオープンするレストランに届いた怪盗キッドからの予告状に対し、様々な推理を駆使して幻の宝石であるミステリアス・オーシャンを死守することがクリア条件。キャッチコピーは「怪盗キッドと3つの予告状。鍵となるのは君だ！」である。

リアル脱出ゲーム×名探偵コナン File.7「紺青の美術館（クルージングミュージアム）からの脱出」・「紺青の美術館（クルージングミュージアム）からの脱出もう1つの真実（アナザーストーリー）」
2019年6月28日から12月15日にかけての表版、同年8月22日から12月15日にかけてのリピーター専用公演にあたる裏版が東京原宿にある常設スタジオ原宿ヒミツキチオブスクラップと大阪心斎橋にある常設スタジオ大阪ヒミツキチオブスクラップにて約4ヶ月、名古屋矢場町にある常設スタジオ名古屋ヒミツキチオブスクラップにて約3ヶ月、札幌大通にある常設店舗アジトオブスクラップ札幌にて約2ヶ月、横浜駅前にある常設スタジオ横浜ヒミツキチオブスクラップにて約1ヶ月のロングランで開催され全国5都市（札幌・東京・横浜・名古屋・大阪）での開催期間中に全国25都市を巡回した。
参加者は就航間近の美術館付大型クルーズ客船『Seven Oceans』に表版では学芸員として乗船し、怪盗キッドからの予告状に対してキッドの共犯者となってコナンや京極真と対峙し1時間以内に「紺青の拳（フィスト）の恋人」を盗み出して美術館付大型クルーズ客船から脱出することがクリア条件。裏版では乗組員となって表版で得た手がかりを元に、様々な推理を駆使して1時間以内に事件の真相を暴き怪盗キッドをおびき出して警察に引き渡し、『Sevens Oceans』から脱出することがクリア条件。
本作は週刊少年サンデー創刊60周年記念事業兼劇場版第23作『紺青の拳』のアナザーストーリーとして位置づけられ、劇場販売品のブックレットに怪盗キッドのインタビューが掲載され、前売り券は通常版のほかにトランプ付の限定版が選択でき、京極真が全国ツアーで初登場となる。キャッチコピーは「名探偵（あいつ）を出し抜く共犯者（パートナー）にならないか？」である。また、本作のプロローグにあたる体験版として「最強の警備ロボを攻略せよ」が全国のイベント会場で開催されることが決定した。参加者は鈴木財閥が開発した警備ロボの最終調整テスターとなって様々な推理を駆使して各々のペースでコナンや園子と共に警備ロボの最終調整を完了することがクリア条件。

リアル脱出ゲーム×名探偵コナン「名探偵コナン・ザ・エスケープ〜緋色の弾道〜」
2020年1月21日から6月28日までUSJで開催される「名探偵コナン・ワールド」の一環として、初登場となるジェットコースターの「名探偵コナン×ハリウッド・ドリーム・ザ・ライド」やラリー形式の「名探偵コナン・ミステリー・チャレンジ」、レストランの「名探偵コナン・ミステリー・レストラン」と共に行われた。本作は劇場版第24作『緋色の弾丸』の前日譚と位置付けられており、赤井秀一が初登場する。
前述のイベントは新型コロナウイルス感染症の感染拡大に伴い中止を余儀なくされ、改めて2021年3月12日から8月29日の期間に開催されることとなった。

リアル脱出ゲーム×名探偵コナン「四重捜査網（クリミナル・カルテット）からの脱出」
2021年3月1日より発売し、同年3月10日から開始したリモートタイプ。購入者は服部平次・江戸川コナン・安室透・沖矢昴と共に様々な推理を駆使して各々のペースで推理合戦を繰り広げその裏で起きた事件を解決し、犯人逮捕してその事件から脱出することがクリア条件。通常版のほか反省会ツールや付箋やメモ帳や消せるボールペンがついた限定版を選択することができる。
本作は同年2月11日より上映した特別総集編『緋色の不在証明』のアナザーストーリーとして位置づけられていて、本作のプロローグにあたる体験版『少年探偵団謎解きバトル〜阿笠博士からの挑戦状〜』も楽しめる。キャッチコピーは『君は誰の事件を捜査する?』である。

リアル脱出ゲーム×名探偵コナン File.8「緋色の捜査網（ブラッド・タスクフォース）からの脱出」
2021年8月12日から東京歌舞伎町にある常設アミューズメントスポット東京ミステリーサーカスと名古屋矢場町にある常設スタジオ名古屋ヒミツキチオブスクラップにて約5ヶ月、札幌大通にある常設店舗アジトオブスクラップ札幌大通と横浜山下町にある常設店舗アジトオブスクラップ横浜中華街と大阪心斎橋にある常設スタジオ大阪ヒミツキチオブスクラップと岡山城近辺にある常設店舗アジトオブスクラップ岡山にて約1ヶ月、仙台青葉通りにある常設店舗アジトオブスクラップ仙台にて約2週間、福岡天神にある常設店舗アジトオブスクラップ福岡天神にて約1週間のロングランで開催され、8都市（札幌・仙台・東京・横浜・名古屋・大阪・岡山・福岡）での開催期間中に全国5都市を巡回する。
参加者は日本に潜入中のFBI捜査官となって、WSG -ワールド・スポーツ・ゲームス-が開催されている東京都心の爆破予告に対し、様々な推理を駆使して江戸川コナンやジョディ・スターリンクと共に1時間以内に赤井秀一の無実を信じ、東京都心爆破を阻止しつつこの事件から脱出することがクリア条件。
本作は劇場版第24作『緋色の弾丸』の後日談として位置づけられていて、赤井秀一とジョディ・スターリンクが全国ツアー初登場となる。前売り券は通常版のほかにパスケース付きの限定版を選ぶことができる。キャッチコピーは「容疑者、赤井秀一」である。

### コンサート
テレビアニメと劇場版の20周年を記念した『TV&MOVIE20周年記念『名探偵コナン』コンサート2016』が、大阪市中央区にある大阪城ホールで2016年5月1日に、東京都千代田区にある東京国際フォーラムで同年5月6日に開催された。